# Aranjuez
Aranjuez es un municipio y ciudad española en el extremo sur de la Comunidad de Madrid, cabeza del partido judicial del mismo nombre. Se encuentra en un ancho valle, junto a la confluencia de los ríos Tajo y Jarama, bordeado por un conjunto de cerros y mesetas que alcanzan los 630 metros de altitud. Además de los cauces naturales, posee una extensa red de canales, acequias y presas históricas que, tradicionalmente, han propiciado los cultivos de regadío, como frutales y hortalizas, entre los que destacan fresas y espárragos. A nivel medioambiental, buena parte del término municipal forma parte de la zona especial de conservación Vegas, cuestas y páramos del sureste de Madrid, en la cual destacan la reserva natural del Carrizal de Villamejor, y la reserva del Regajal-Mar de Ontígola, que incluye el humedal del Mar de Ontígola y la finca El Regajal.
Su territorio ha estado poblado desde tiempos paleolíticos, aunque no fue hasta la Edad Media cuando comenzó a tener relevancia. En el contexto de la Reconquista, a finales del siglo XII pasó a manos de la Orden de Santiago y entre 1387 y 1409, bajo el maestrazgo de Lorenzo I Suárez de Figueroa, se promovió la construcción de una casona como residencia de los maestres de la Orden. Con motivo de la concesión papal a los Reyes Católicos de administrar las distintas órdenes militares, desde 1489 las tierras de Aranjuez se incorporaron a la Corona y se consolidó como lugar de descanso para la monarquía. Los sucesivos monarcas llevaron a cabo un amplio programa de actuaciones que incluyeron, entre otras, calles arboladas, jardines, obras hidráulicas y un nuevo palacio real. 
A mediados del siglo XVIII, Fernando VI derogó las restricciones anteriores que impedían residentes ajenos a la Corte y se fundó una ciudad ex novo. Por tanto, en la segunda mitad de dicho siglo, Aranjuez vivió una gran actividad constructiva que dotó a la población y a la Corona de todos los servicios y equipamientos necesarios para su desarrollo y aprovechamiento. En marzo de 1808 fue escenario del motín de Aranjuez, que provocó la caída de Manuel Godoy y la abdicación de Carlos IV en Fernando VII, y a lo largo del siglo XIX fue perdiendo importancia como Real Sitio. Durante el siglo XX, su tradicional economía agraria se vio relegada por la industria y los servicios, y a finales del mismo cobró protagonismo como núcleo turístico y de ocio.
Esto último se sustenta principalmente en su numeroso patrimonio histórico-artístico, en el que destacan el palacio y los jardines ornamentales (jardines del Príncipe, de la Isla, del Parterre, de Isabel II), las huertas históricas, los paseos arbolados y sotos (Pico Tajo, Doce Calles, Legamarejo, El Rebollo), las obras hidráulicas, las zonas agrícolas y el centro histórico, que incluye elementos como la Casa de Caballeros y Oficios, la Casa de Infantes, la iglesia de San Antonio y el convento de San Pascual. En 2001, todo este conjunto, bajo la denominación de Paisaje cultural de Aranjuez, fue declarado por la Unesco como Patrimonio de la Humanidad.
A lo largo del año, los acontecimientos más representativos son la festividad de San Isidro Labrador en el Real Cortijo de San Isidro, las fiestas patronales de San Fernando y las fiestas del Motín de Aranjuez. En estas últimas, que rememoran los hechos acaecidos en 1808, destacan los actos del asalto al palacio de Godoy, la representación del Motín y el Descenso Pirata del Tajo; en 1990 fueron declaradas Fiesta de Interés Turístico Nacional y en 2014 Fiesta de Interés Turístico Internacional.
La ciudad ha sido escenario y protagonista de numerosas obras artísticas en los campos del cine, la literatura, la pintura y la música, aunque es gracias a esta última por lo que adquirió fama mundial, al servir de inspiración al compositor Joaquín Rodrigo para su Concierto de Aranjuez.

## Toponimia
Existen diversas teorías sobre el origen de su topónimo. Así, según Antonio de Nebrija, el origen del nombre se debería al árabe Arankej o Ibn Arankej («Lugar poblado de nogales»), mientras que el padre Sarmiento sugirió el topónimo latino Ara Iovis («Altar de Júpiter»), relacionado con un posible templo dedicado a Júpiter Pluvio.
Interpretaciones posteriores han supuesto que el origen etimológico podría ser vasco. Rafael Lapesa recoge la suposición de otros autores de que proceda de Arantza («Espino»), posiblemente en combinación con palabra Otz («Frío»). Otras teorías, como la de Jiménez de Gregorio, señalan que podría proceder del íbero Aran («Valle») y Huets («Otero»), por lo que Aranjuez significaría «Valle de los oteros», interpretación que encaja con el paisaje ribereño, pues se ubica en un gran valle rodeado a ambos lados por cerros.
La aldea de Almuzúndica, mencionada en el siglo XI, es posible que estuviera en los alrededores de la actual Aranjuez. Durante la Edad Media aparece en los textos como Arauz o Aranz (siglo XII), Aranzuel o Aranzul (siglo XIII), Aranzueque, Aranzugue, Aranzuet o Arançuex, hasta que finalmente se llamó Aranjuez ya en el siglo XV.
Precisamente de Aranz proviene el gentilicio arancetano, creado por el cronista oficial Ángel Ortiz Córdoba a finales del siglo XX. Sin embargo, el primer gentilicio oficial fue ribereño, en referencia a los ríos Tajo y Jarama, usado porque hasta 1750 estaba oficialmente prohibida la población en Aranjuez, aunque existía una creciente vecindad. Al no poder usar un gentilicio propio, se les llamaba «ribereños», término que fue adoptado oficialmente cuando se levantó la prohibición, y que fue asumido cariñosamente por la población por respeto hacia los ríos que riegan sus tierras.
La voz Aranjuez parece estar ligada etimológicamente con Aranzuelo (río de Burgos), Aranzueque (localidad de Guadalajara) y Aránguiz (localidad de Álava).

## Geografía física

### Ubicación

Término municipal de Aranjuez

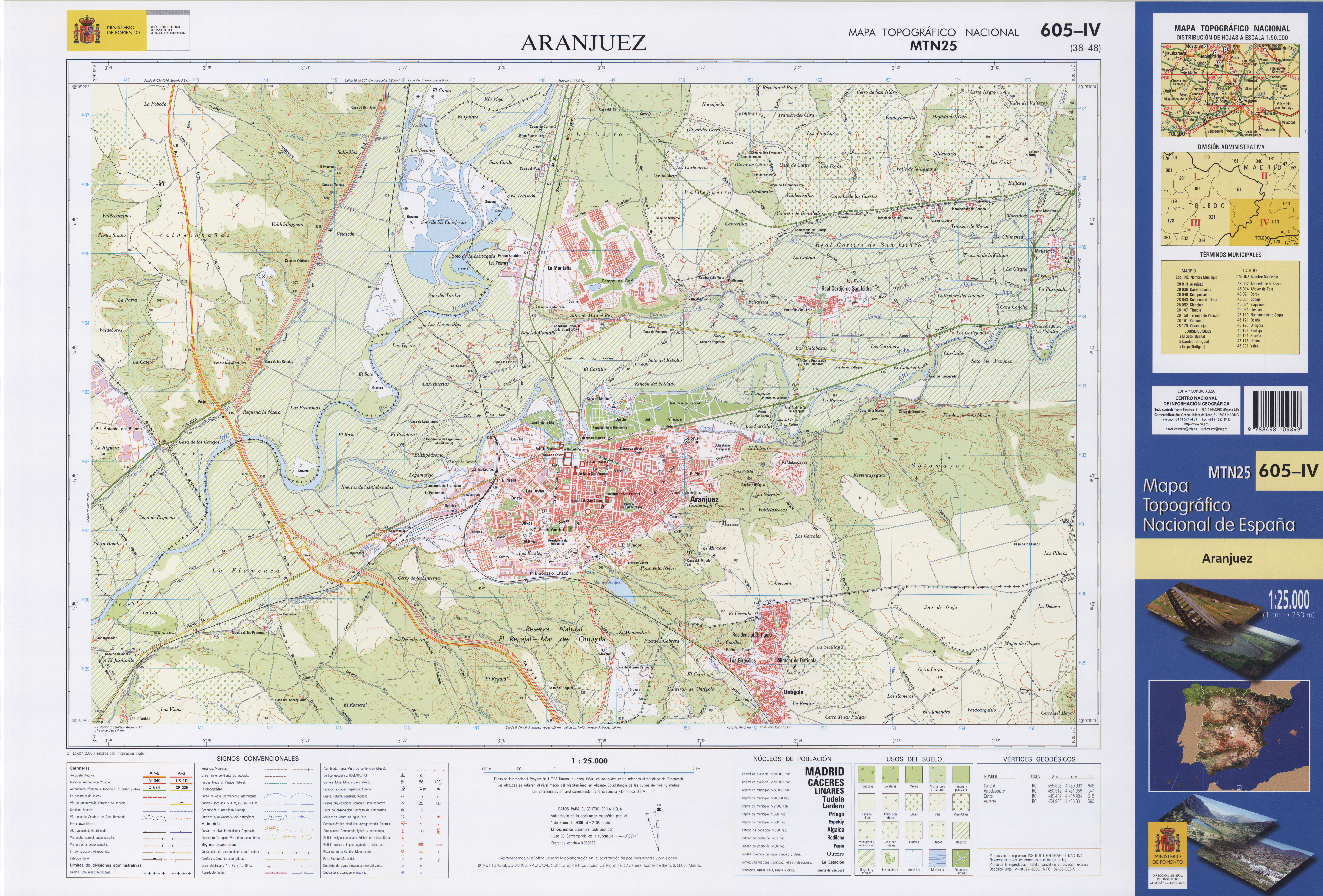
Fragmento del Mapa Topográfico Nacional de España de 2006 a escala 1:25 000 en el que se representa parte del término municipal de Aranjuez

El municipio de Aranjuez está situado en el extremo sursudeste de la Comunidad de Madrid, a 47 km al sur de Madrid y a una altitud de 495 m s. n. m. Su término municipal, de 201,11 km², es el más extenso de la Comunidad de Madrid después del de la capital. El punto más meridional del término municipal lo es también de la Comunidad de Madrid. Limita al norte con Ciempozuelos, Titulcia, Chinchón y Colmenar de Oreja (todas ellas localidades de la Comunidad de Madrid), y puede ser considerado un panhandle. Para el resto de los puntos cardinales, Aranjuez está rodeado por la provincia de Toledo (Castilla-La Mancha); al este linda con Ontígola, Ocaña, Ciruelos y Yepes; al sur limita con la ciudad de Toledo y con Almonacid de Toledo. Al oeste lo hace con Mocejón, Villaseca de la Sagra, Añover de Tajo, Villaseca de la Sagra, Borox y Seseña. Su territorio está representado en las hojas MTN50 (escala 1:50 000) 605, 629 y 630 del Mapa Topográfico Nacional.
| Noroeste: Seseña (Toledo) y Ciempozuelos | Norte: Titulcia y Chinchón                          | Nordeste: Villaconejos y Colmenar de Oreja |
| Oeste: Borox y Añover de Tajo (Toledo)   |                                                     | Este: Colmenar de Oreja                    |
| Suroeste: Toledo y Mocejón (Toledo)      | Sur: Almonacid de Toledo, Yepes y Ciruelos (Toledo) | Sureste: Ontígola y Ocaña (Toledo)         |

### Orografía

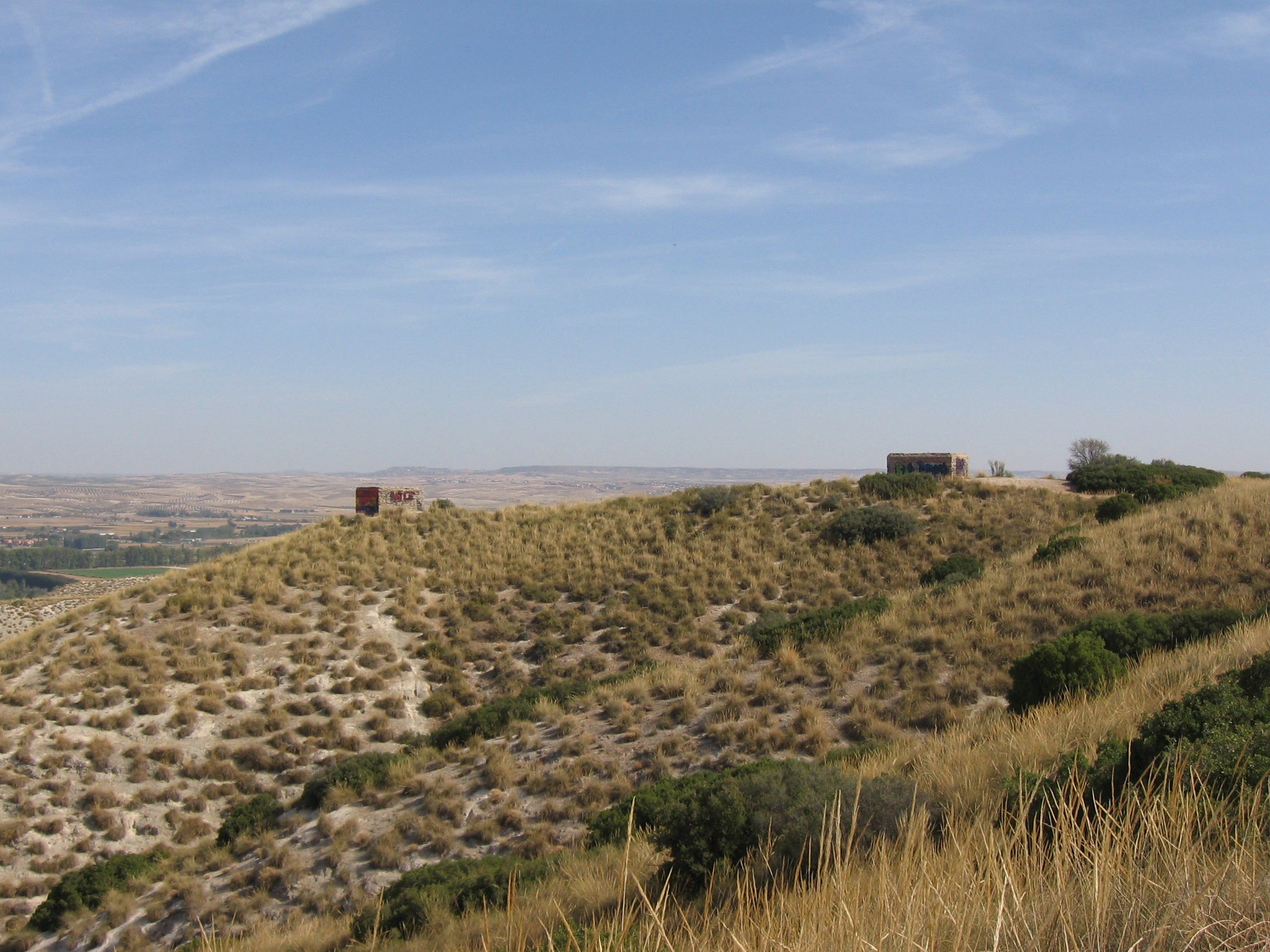
Cerro de Valdelascasas, de 641 m s. n. m., al sudeste de la ciudad

La topografía de la zona en la que se encuentra Aranjuez tiene su origen en la acción del río Tajo y sus afluentes Jarama y Tajuña, que a través de la erosión dieron lugar a anchos y profundos valles. Sobre estos se encuentran los interfluvios: cerros, colinas y mesetas —mesas de Seseña y Ocaña— cuya superficie, suavemente ondulada, marca el nivel del terreno antes de dicha erosión fluvial. La separación entre valle y divisoria se produce a través del escalonamiento de terrazas o de un pronunciado talud. Por otra parte, la llanura del Tajo presenta una pendiente muy suave, del 0,06 %, lo que ha propiciado la formación de meandros.
Morfológicamente, Aranjuez se encuentra en la depresión Tajo-Jarama, ocupada principalmente por los depósitos fluviales de los ríos Tajo, Jarama y Tajuña. Las altitudes de la zona oscilan entre los 480 metros de la vega del Tajo y los 630 metros de las terrazas más altas. Así, en su término municipal se encuentran los siguientes vértices geodésicos: Caridad (647 m s. n. m., en el límite con el término municipal de Ontígola), Valdelascasas (641 m s. n. m., al sureste del núcleo urbano), Cavina (612 m s. n. m., en La Flamenca, el único monte con abundante arbolado y caza), Loma Culebra (547 m s. n. m., en Villamejor) y Valdelacierva (546 m s. n. m., en Las Infantas).

### Hidrografía

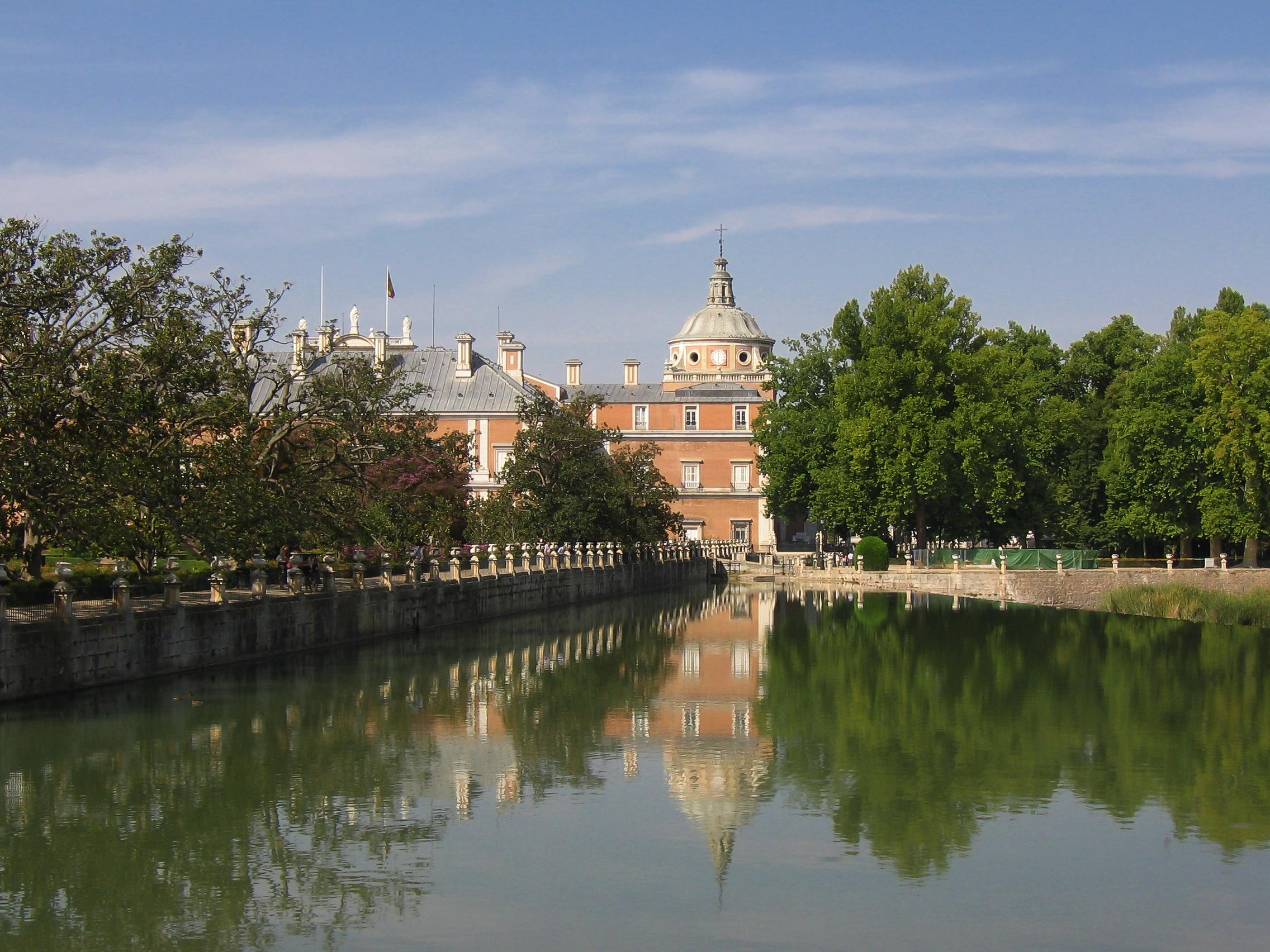
El río Tajo a su paso por Aranjuez

El río Tajo recorre el término municipal a lo largo de 45 kilómetros, con orientación este-oeste (suroeste tras la confluencia con el Jarama), dando lugar a un valle de escasa pendiente. Su régimen es pluvionival, aunque modificado por la acción humana debido a la construcción de varias presas aguas arriba. Antiguamente se producían grandes avenidas que anegaban el valle entre marzo y abril, pero desde la existencia de dichas presas su caudal está regulado y la acción de los aluviones que se depositaban ha disminuido.
Desde el este, tras atravesar la provincia de Toledo durante un tramo de aproximadamente seis kilómetros, el Tajo empieza su recorrido por la vega de Aranjuez. A su paso por esta, cruza dos puentes históricos, el de la Reina y el de las Barcas. A continuación recibe las aguas del Jarama, afluente principal del Tajo por su margen derecha, que discurre de norte a sur por el límite occidental del término municipal hasta su desembocadura. Su régimen también es pluvionival, y su curso, de escasa pendiente, forma numerosos meandros. En la confluencia de ambos ríos, denominada Junta de los Ríos, a unos 485 m s. n. m., se dan las mayores crecidas del Tajo y se encuentra la mayor concentración de huertas, pues la llanura propiciaba su anegamiento y la deposición de fértiles limos.
El tramo restante, antes de entrar nuevamente en la provincia de Toledo, discurre en dirección suroeste y en su parte final, en concreto en Villamejor, se encuentra un carrizal de alto valor botánico y biológico. Otros cauces menores son el río Algodor, en la divisoria administrativa entre Madrid y Toledo, el arroyo de Martín Román, el arroyo de Ontígola y el arroyo de la Cavina, todos ellos afluentes del Tajo por su margen izquierda, cortos y de escaso caudal al estar limitados por la mesa de Ocaña. A estos cauces naturales se une una extensa red de canales y acequias, para riego y abastecimiento de agua; entre ellos el de Colmenar, que se divide en Cola Alta y Cola Baja, el de la Azuda, el de las Aves y la acequia de Aranjuez, que toman sus aguas del Tajo y recorren el municipio de este a oeste.
Por último, en su término municipal se encuentran dos presas históricas; la presa del Embocador, construida en 1530 para regular el caudal del Tajo y facilitar las labores de riego agrícola, y la presa del Mar de Ontígola, finalizada en 1572 y concebida para almacenar un caudal capaz de alimentar las necesidades de agua de Aranjuez para el riego y para usos lúdicos. Esta laguna artificial, junto con la cercana finca de El Regajal, constituyen una Reserva Natural desde 1994.

### Clima

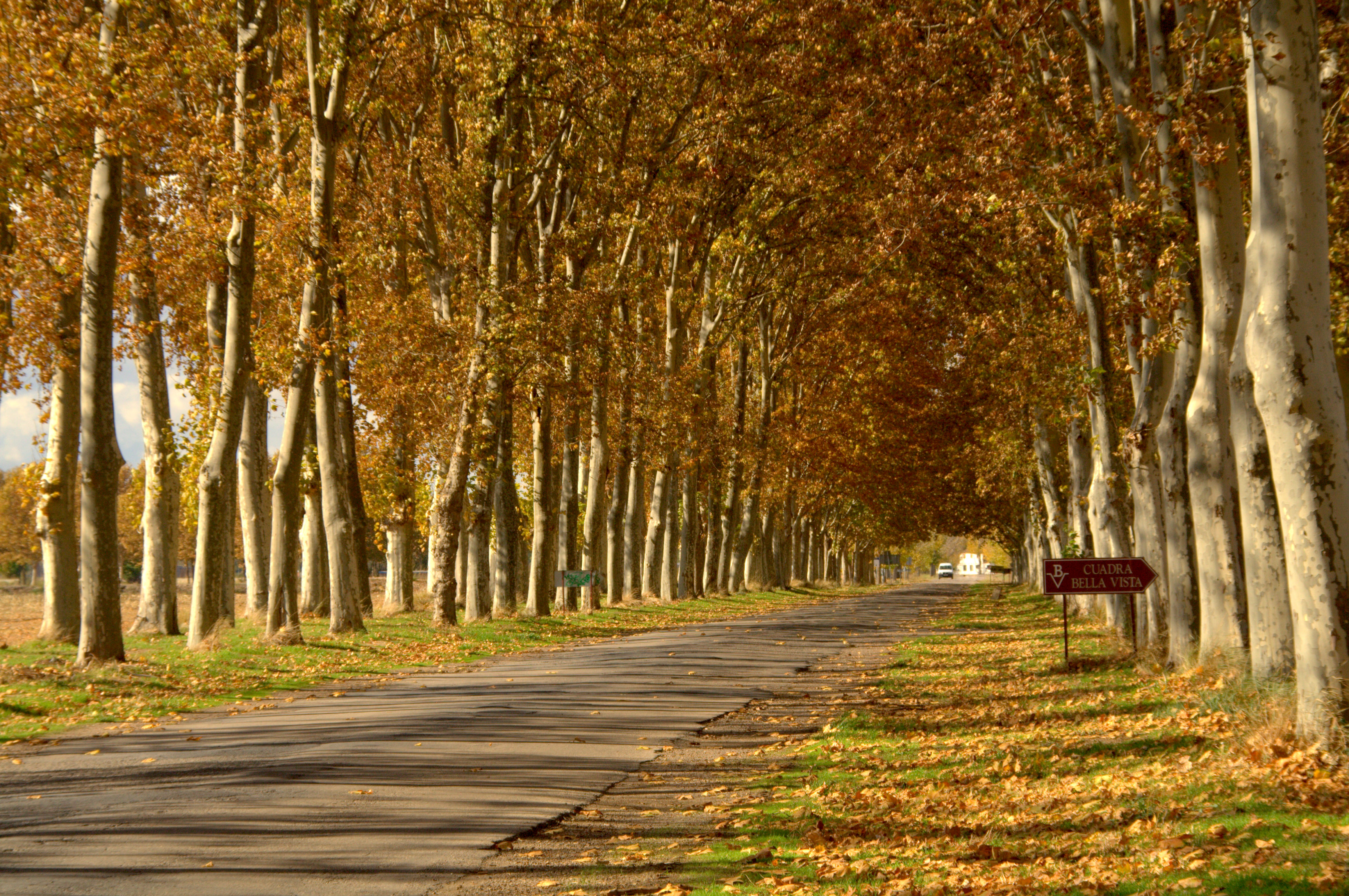
Paseo arbolado en otoño

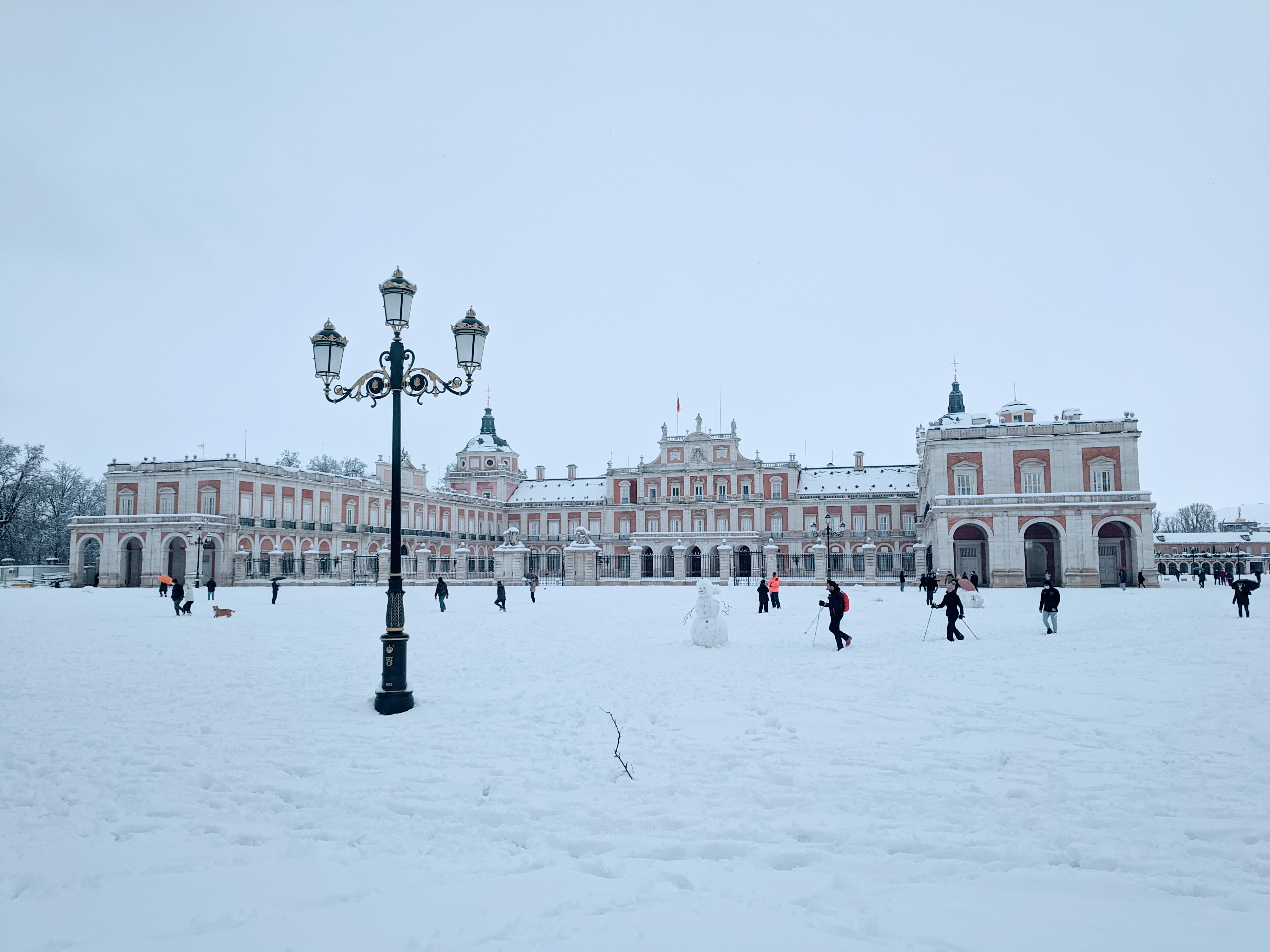
Entorno del Palacio Real tras el paso de la borrasca Filomena en enero de 2021

El clima en el municipio se clasifica como clima mediterráneo, de veranos cálidos e inviernos frescos, con pocos días de helada entre noviembre y febrero, aunque el riesgo de la misma puede darse entre septiembre/octubre y abril/mayo. Las precipitaciones, entre 400-500 mm de media anual, se reparten de forma irregular a lo largo del año, con un periodo fundamental en otoño y a principios del invierno, lo que se traduce en un largo periodo seco de cuatro meses en verano. Sin embargo, en relación con la vegetación, esta escasez se compensa por la proximidad a la superficie del suelo de la capa freática; así mismo, los sotos y riberas favorecen unas condiciones climáticas especiales, mantienen mayor humedad y moderan las temperaturas. Son frecuentes fenómenos de estancamiento anticiclónico, en los cuales se forman densas nieblas matinales en invierno.
Según el Atlas de la Comunidad de Madrid, la temperatura media anual es de 14,2 °C, con una precipitación anual de 456 mm. De acuerdo con la clasificación climática de Köppen, Aranjuez se encuadra en la variante Csa, es decir clima mediterráneo de veranos cálidos, con la media del mes más cálido superior a 22 °C. El municipio cuenta con una estación meteorológica ubicada junto a la carretera a Villaconejos, dependiente de la Agencia Estatal de Meteorología.
En las primeras décadas del siglo XXI, el municipio se vio afectado profundamente por dos fenómenos meteorológicos; el 30 de agosto de 2015, un temporal de lluvia y viento provocó la caída de más de 200 árboles y afectó a otros 7500, lo que significó daños en algunas estructuras de los jardines y el cierre de estos durante varios meses, y voló la cubierta de la piscina de la ciudad deportiva Las Olivas. Por otro lado, entre el 7 y el 10 de enero de 2021, la borrasca Filomena dejó una intensa nevada que afectó a los servicios de transporte público y privado y provocó, entre otros daños, la caída del suministro eléctrico en el Real Cortijo de San Isidro y el derrumbe de la cubierta de las Cocheras de la Reina Madre.
| Parámetros climáticos promedio de Aranjuez                                                                                                | Parámetros climáticos promedio de Aranjuez | Parámetros climáticos promedio de Aranjuez | Parámetros climáticos promedio de Aranjuez | Parámetros climáticos promedio de Aranjuez | Parámetros climáticos promedio de Aranjuez | Parámetros climáticos promedio de Aranjuez | Parámetros climáticos promedio de Aranjuez | Parámetros climáticos promedio de Aranjuez | Parámetros climáticos promedio de Aranjuez | Parámetros climáticos promedio de Aranjuez | Parámetros climáticos promedio de Aranjuez | Parámetros climáticos promedio de Aranjuez | Parámetros climáticos promedio de Aranjuez |
| Mes | Ene.                                       | Feb.                                       | Mar.                                       | Abr.                                       | May.                                       | Jun.                                       | Jul.                                       | Ago.                                       | Sep.                                       | Oct.                                       | Nov.                                       | Dic.                                       | Anual                                      |
| --- | ------------------------------------------ | ------------------------------------------ | ------------------------------------------ | ------------------------------------------ | ------------------------------------------ | ------------------------------------------ | ------------------------------------------ | ------------------------------------------ | ------------------------------------------ | ------------------------------------------ | ------------------------------------------ | ------------------------------------------ | ------------------------------------------ |
| Temp. media (°C) | 6.20                                       | 7.00                                       | 9.50                                       | 12.40                                      | 17.10                                      | 20.60                                      | 24.10                                      | 23.40                                      | 19.30                                      | 14.20                                      | 8.20                                       | 5.10                                       | 13.9                                       |
| Precipitación total (mm) | 42.20                                      | 50.40                                      | 41.10                                      | 50.20                                      | 41.80                                      | 31.70                                      | 9.90                                       | 9.40                                       | 30.40                                      | 40.40                                      | 56.80                                      | 53.10                                      | 457.4                                      |
| Fuente: Ministerio de Agricultura y Pesca, Alimentación y Medio Ambiente. Datos de precipitación (1961-1977) y de temperatura (1961-1976) |                                            |                                            |                                            |                                            |                                            |                                            |                                            |                                            |                                            |                                            |                                            |                                            |                                            |

### Geología

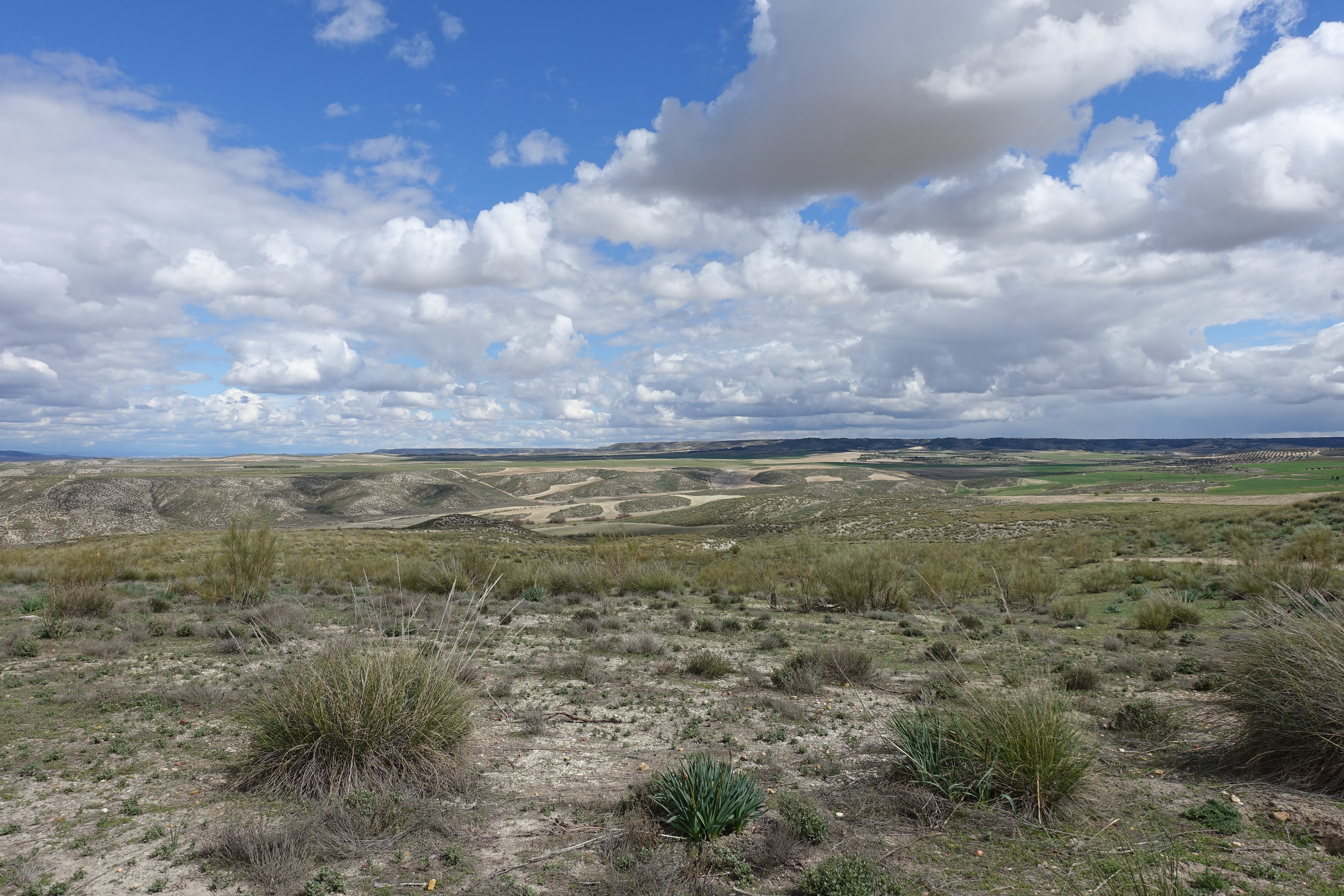
Paisaje en las terrazas altas del Tajo

El territorio de Aranjuez presenta calizas, arcillas, yesos y pedernales de la era Terciaria —concretamente del Mioceno—, y forma parte de la Fosa del Tajo. Por otra parte, los suelos del Cuaternario, en concreto del Holoceno, ofrecen materiales aluviales calizos (arenas, limos arenosos y cantos), de origen detrítico y sedimentados debido al transporte fluvial del Tajo. Por otro lado, al Pleistoceno corresponden las terrazas altas, compuestas de gravas poligénicas, arenas y limos, que se presentan sueltos o formando conglomerados. Ambos tipos de materiales, con una antigüedad de dos millones de años, son el origen de la vega existente. Junto a ellos, se dan materiales del Mioceno como yesos, arcillas y margas yesíferas, de origen sedimentario, de tipo lacustre o evaporítico. Estas rocas, arrancadas y conducidas por la red de drenaje, conforman el sustrato geológico de la vega.
A nivel ecológico, toda la zona se considera homogénea, ya que clima, fisiografía, litología y vegetación son similares, por lo que las características de sus suelos son parecidas, siendo clasificados por la FAO como fluvisoles. Su profundidad útil y su calidad despiertan un interés agronómico, que provoca la desaparición de sotos en favor de la agricultura. Su textura varía de arenosa a arcillosa, de permeabilidad variable, aunque con gran capacidad de retención de agua. Los valores de pH son moderados a fuertes, con caliza activa y libres de sales o poco afectados. Son suelos no evolucionados, sin distinción de horizontes y presentan humus de tipo mull cálcico.
A nivel económico, la actividad minera de la zona se desarrolla en torno a estos materiales: arcillas rojas, utilizadas para la producción de cerámica; yesos y margas, utilizados en aglomerantes; gravas y arenas, para la obtención de áridos naturales; arcillas especiales, como sepiolitas y bentonitas, utilizadas como cargas, absorbentes o en productos químicos; y sales sódicas, como glauberita y thenardita, que se utilizan para la producción de detergentes, papel o productos químicos.

### Flora

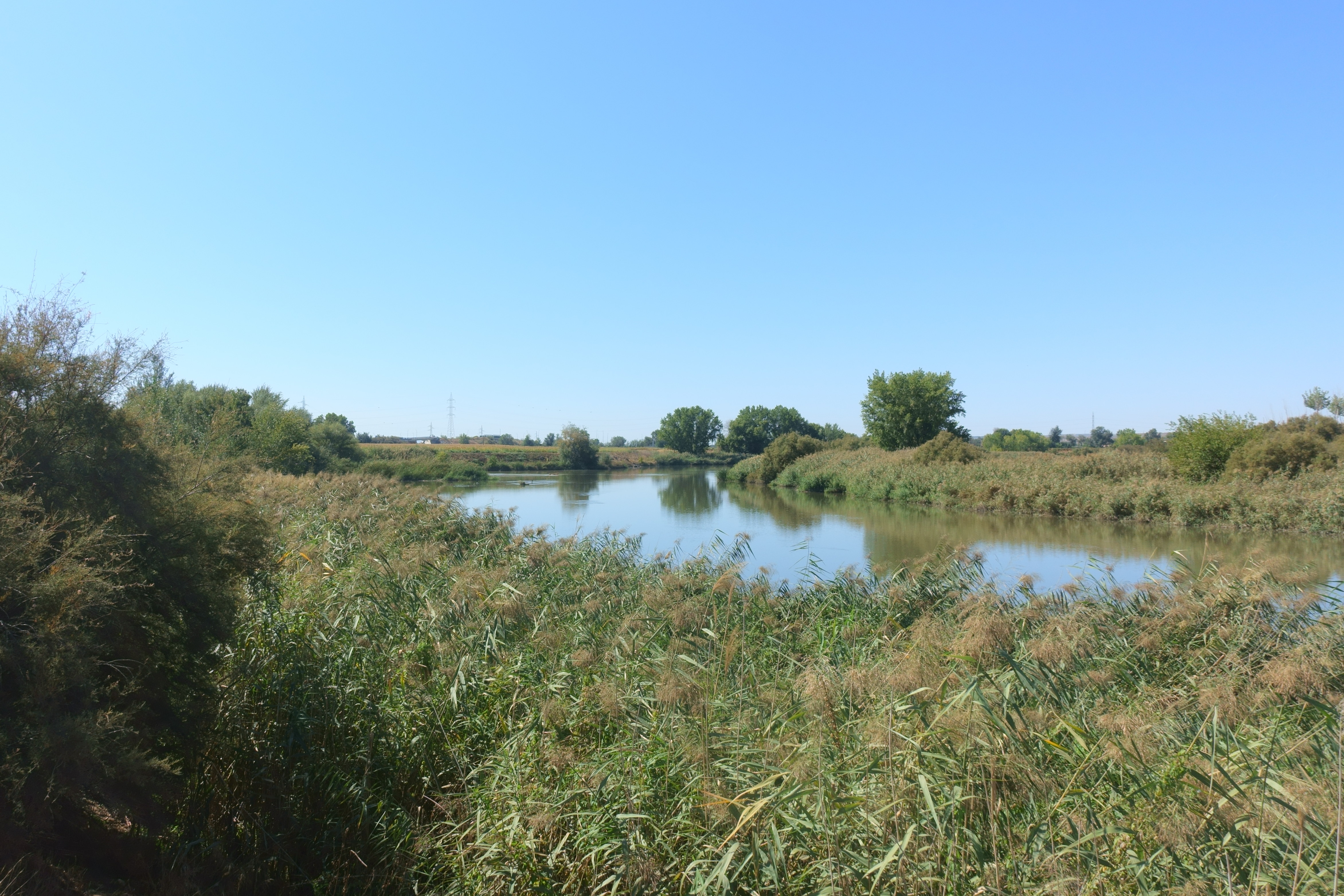
Vegetación de ribera en el Jarama antes de su desembocadura en el Tajo

El término municipal de Aranjuez se encuadra en el piso bioclimático mesomediterráneo, por lo que su vegetación clímax se compone de especies esclerófilas. Sin embargo, debido a la acción humana, la cubierta vegetal ha cambiado sustanciablemente. Además, la presencia del río Tajo marca una diferencia con las zonas circundantes, por lo que se pueden diferenciar dos comunidades vegetales. Por un lado la comunidad edafófila, propia de los sotos, en la que nos encontramos, en contacto con el agua, los cañizales de cañizo y anea. A estos le seguirían las saucedas, los tarayales, las choperas y, por último, las olmedas, aunque muy dañadas debido a la epidemia de grafiosis. Estas formaciones han sufrido una progresiva reducción de su extensión debido a las roturaciones del terreno, las sequías, la política hidráulica y el abandono.
Por otro lado está la comunidad climatófila, típica de los terrenos calizos que bordean el valle y compuesta de especies como la encina y la coscoja, a nivel arbóreo y con escasos restos existentes debido a la acción humana, y la retama, el tomillo, el romero o la aliaga, a nivel arbustivo. Además, en los suelos yesíferos crece la ontina y la saponaria, mientras que en los salinos, presentes debido a la existencia de margas con un alto contenido en sales magnésicas, aparecen el llantén y el caramillo. A todo ello habría que sumar manchas dispersas de pinares de repoblación.

### Fauna

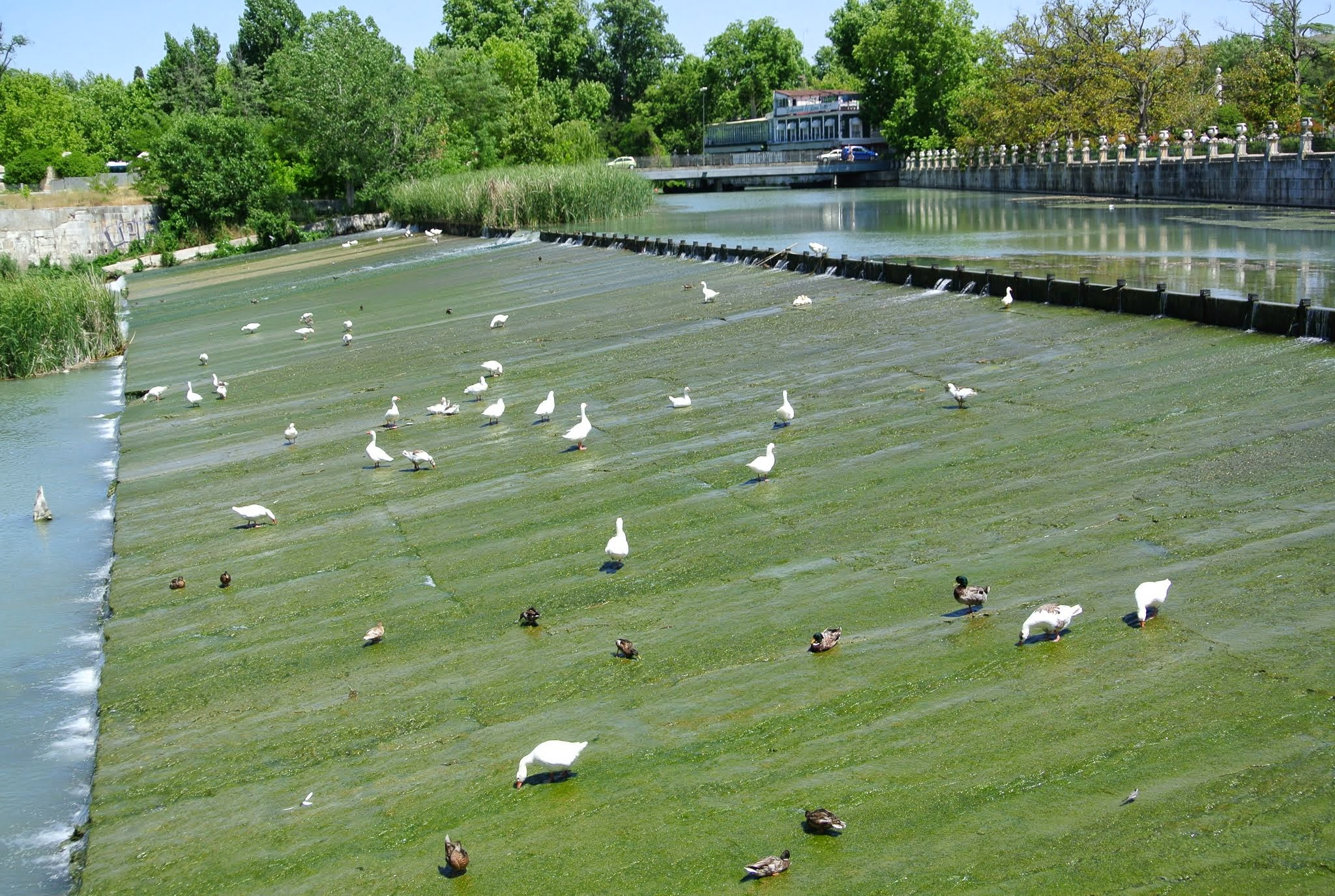
Anátidas en el río Tajo

La existencia de campos de cultivo, jardines y zonas verdes han hecho de Aranjuez un lugar idóneo para el desarrollo de la avifauna. Así, se encuentran especies como el verdecillo, la lavandera blanca, la cigüeña y el cernícalo primilla. En los bosques de galería y zonas de plantas acuáticas tienen presencia la oropéndola, el carricero tordal, el ruiseñor bastardo, la polla de agua, el abejaruco, el mito, el mosquitero común, la curruca y el papamoscas. En las arboledas se encuentran la paloma zurita, el autillo, el pito real, el carbonero común, el estornino negro, la grajilla, la abubilla, la paloma torcaz, la tórtola, el pinzón vulgar, el verderón común, la urraca, el ruiseñor común y el mirlo, mientras que en el ámbito urbano, entre las construcciones, se encuentran la golondrina común, el avión común, el gorrión, el vencejo, la paloma doméstica y la lechuza.
El cauce de los ríos está poblado por especies piscícolas como la boga, la pardilla, el barbo, la carpa común, el carpín dorado, el lucio y la perca americana, y en las zonas húmedas se encuentran distintas especies de sapos y ranas, salamanquesas, lagartijas, culebras y la tortuga leprosa. En cuanto a los mamíferos, salvo el zorro y el jabalí, el resto de especies presentes son de pequeño tamaño: erizo, topo, musaraña, lirón careto, rata, ratón, topillo, liebre, conejo, garduña, comadreja y turón.

### Espacios protegidos

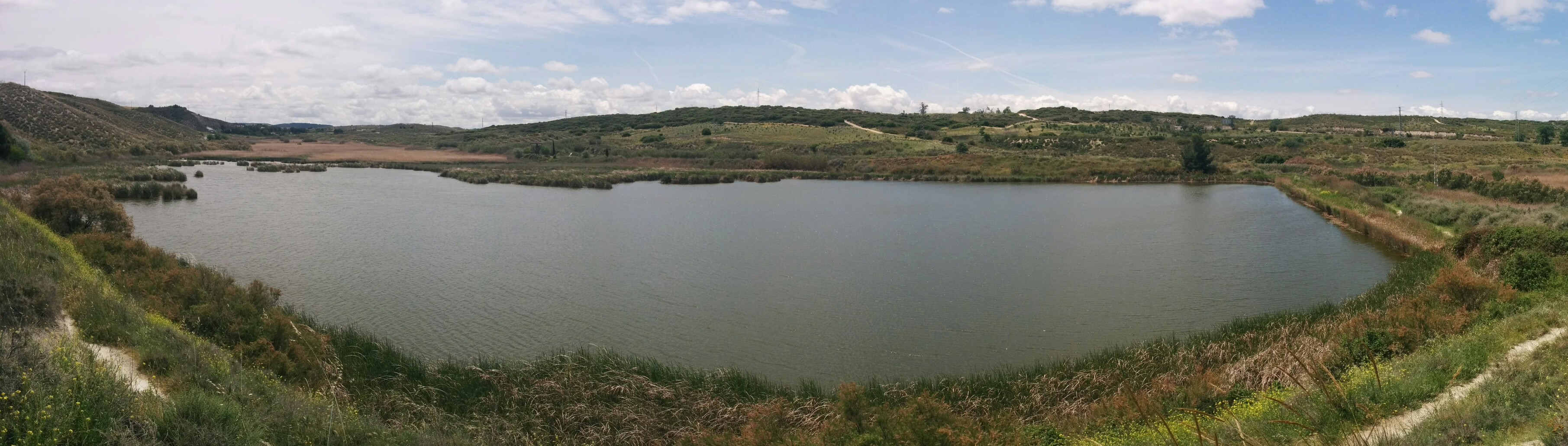
Mar de Ontígola

Buena parte del término municipal forma parte de la zona especial de conservación Vegas, cuestas y páramos del sureste de Madrid. Este espacio protegido está asociado a cuatro cursos fluviales —los ríos Tajo, Tajuña, Jarama y Manzanares— y se configura, principalmente, a partir de dos zonas de especial protección para las aves, que ocupan el 84 % de su territorio: la ZEPA de los Carrizales y Sotos de Aranjuez, que ocupa el curso del Tajo a su paso por Aranjuez y las vegas de su margen izquierdo, y la ZEPA de los Cortados y Cantiles de los ríos Jarama y Manzanares, que abarca los páramos, cuestas y vegas asociados a esos dos ríos. Esta última, además, coincide prácticamente con el parque regional del Sureste, creado el 28 de junio de 1994.
La zona especial de conservación incluye otros espacios naturales como la reserva natural del Carrizal de Villamejor, expropiada por la Comunidad de Madrid en mayo de 1991 y que incluye un saladar en el que la especie más emblemática es la sapina, y la reserva del Regajal-Mar de Ontígola, creada el 30 de junio de 1994. Esta incluye el humedal del Mar de Ontígola y la finca El Regajal, donde se encuentra una de las mejores representaciones de coscojar de la Comunidad de Madrid y es reconocida por su importancia entomológica, principalmente por su riqueza en mariposas, ya que en ella se encuentran 75 de las 225 especies de la península ibérica.
Además, en su término municipal se encuentran 28 árboles singulares de la Comunidad de Madrid, que por sus extraordinarias características gozan de protección por parte de la Administración.

## Historia

### Prehistoria y Edad Antigua
Las características del espacio físico en el que se encuentra Aranjuez, en la confluencia de dos ríos y como lugar de paso de una importante vía de comunicación, ha propiciado, desde tiempos remotos, la presencia de pobladores de diferentes culturas. Esta ha quedado atestiguada gracias a numerosos hallazgos arqueológicos a lo largo de la historia. En la década de 1980 se llevaron a cabo una serie de prospecciones que constataron la existencia de más de un centenar de yacimientos cuya cronología se remonta hasta el Paleolítico inferior y medio, e incluye hallazgos correspondientes al Neolítico, el Calcolítico —con ejemplos de la cultura del vaso campaniforme en Algodor—, la Edad del Bronce, representada por hallazgos como el descubierto en 1993 en el casco urbano, en el que se hallaron un silo excavado en la terraza fluvial y una sepultura de inhumación en fosa, y la Edad del Hierro; durante esta última, la zona se encuadraba dentro del territorio habitado por los carpetanos.

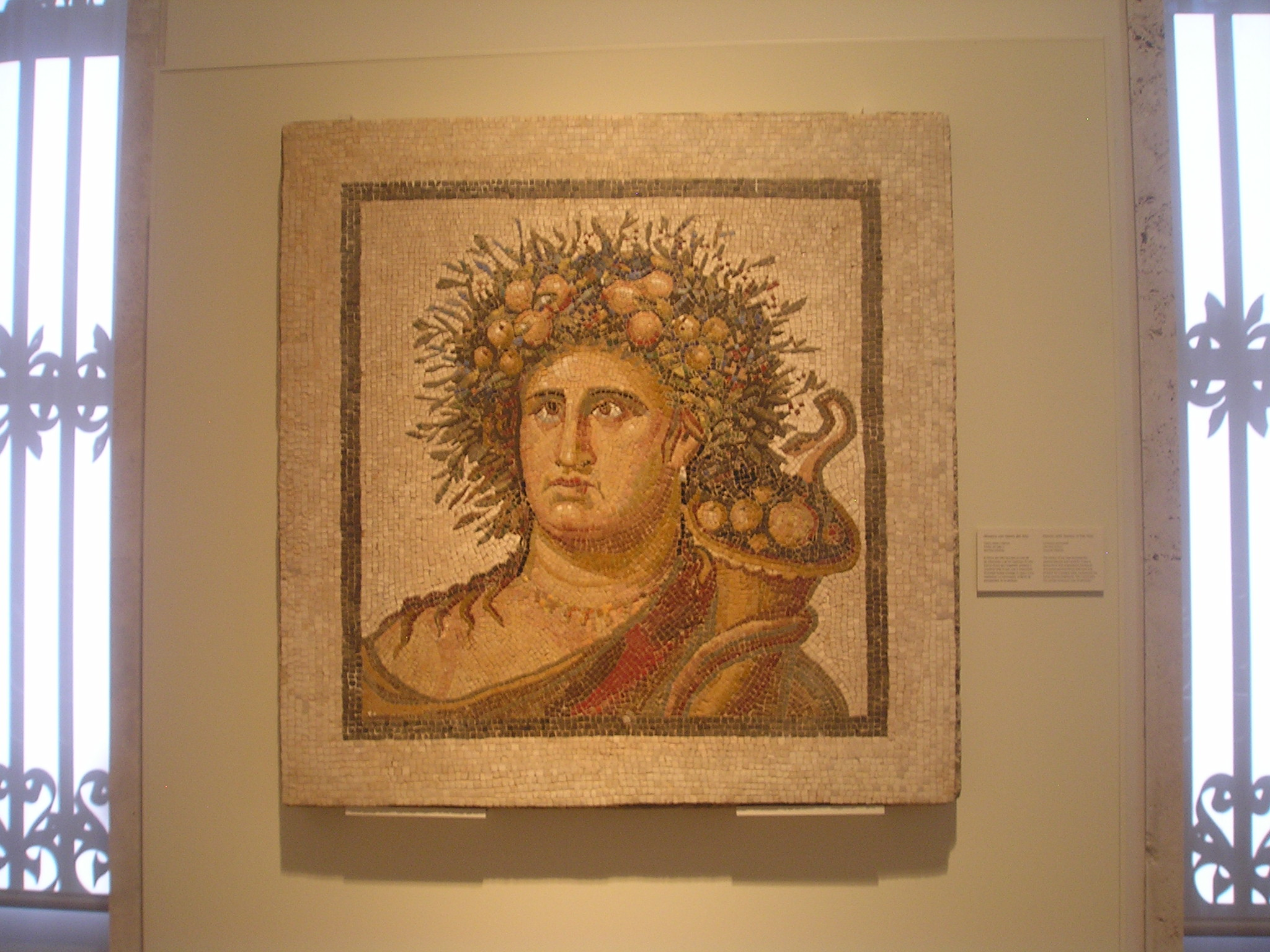
Mosaico procedente de Aranjuez depositado en el Museo Arqueológico Nacional

Antes de la romanización del territorio, su entorno se identifica —en concreto el vado del Tajo a la altura de Oreja— como escenario de la batalla del Tajo, entre los cartagineses de Aníbal y los carpetanos, acaecida en 220 a. C. y que se saldó con la victoria cartaginesa. Otros enfrentamientos posteriores, ya en el marco de la conquista romana de Hispania, tuvieron como protagonistas a carpetanos, olcades y vetones y, tras la ocupación de Toletum en 193 a. C., toda la zona quedó bajo dominio de Roma.
Durante el periodo romano su entorno fue encrucijada de varias calzadas como las que, desde Toledo y afectando a Algodor y Castillejo, discurrían hacia el noreste a través de Titulcia y Complutum hasta Zaragoza y Tarragona, o hacia el norte, por Pinto, Miaccum, Collado Villalba y Segovia. Entre los hallazgos de este periodo, junto a la senda Galiana, se hallaron restos de tejas y terra sigillata, lo que indicaría un poblamiento romano al borde de la vía; en Soto del Hinojar pudo alzarse una villa romana, sin estructuras visibles, pero con restos de tejas, fragmentos cerámicos y molinos de mano; y en el yacimiento de Las Cuevas se encontró cerámica tardorromana.

### Edad Media
La presencia de los visigodos está atestiguada, principalmente, gracias a la necrópolis de Cacera de las Ranas. Esta fue descubierta en 1986 e incluía unas 150 sepulturas, cuyo tipo más común era una estructura con lajas de yeso en laterales, fondo y cubierta. Abarca una cronología desde el siglo V hasta el siglo VII y serviría a uno o varios asentamientos rurales, entre los muchos que se distribuirían en los valles de los ríos a lo largo de la vía entre Toletum y Complutum. El periodo musulmán apenas dejó testimonios, pero el entorno de Aranjuez sería testigo de los enfrentamientos entre cristianos y musulmanes. Entre las fortalezas situadas a lo largo del Tajo destacaba el castillo de Oreja. A finales del siglo XI, la zona pasó a manos cristianas tras la conquista de Toledo en 1085 por Alfonso VI Sin embargo, los almorávides volvieron a recuperar la zona para los musulmanes tras la ocupación de Oreja en 1113. Finalmente, en 1139 Alfonso VII recuperó Oreja e inició la repoblación de la zona como forma de consolidar la ocupación. Este proceso de repoblación se apoyó, entre otras instituciones, en las órdenes militares. Entre estas, la Orden de Santiago recibió en 1171 la Encomienda de Oreja.

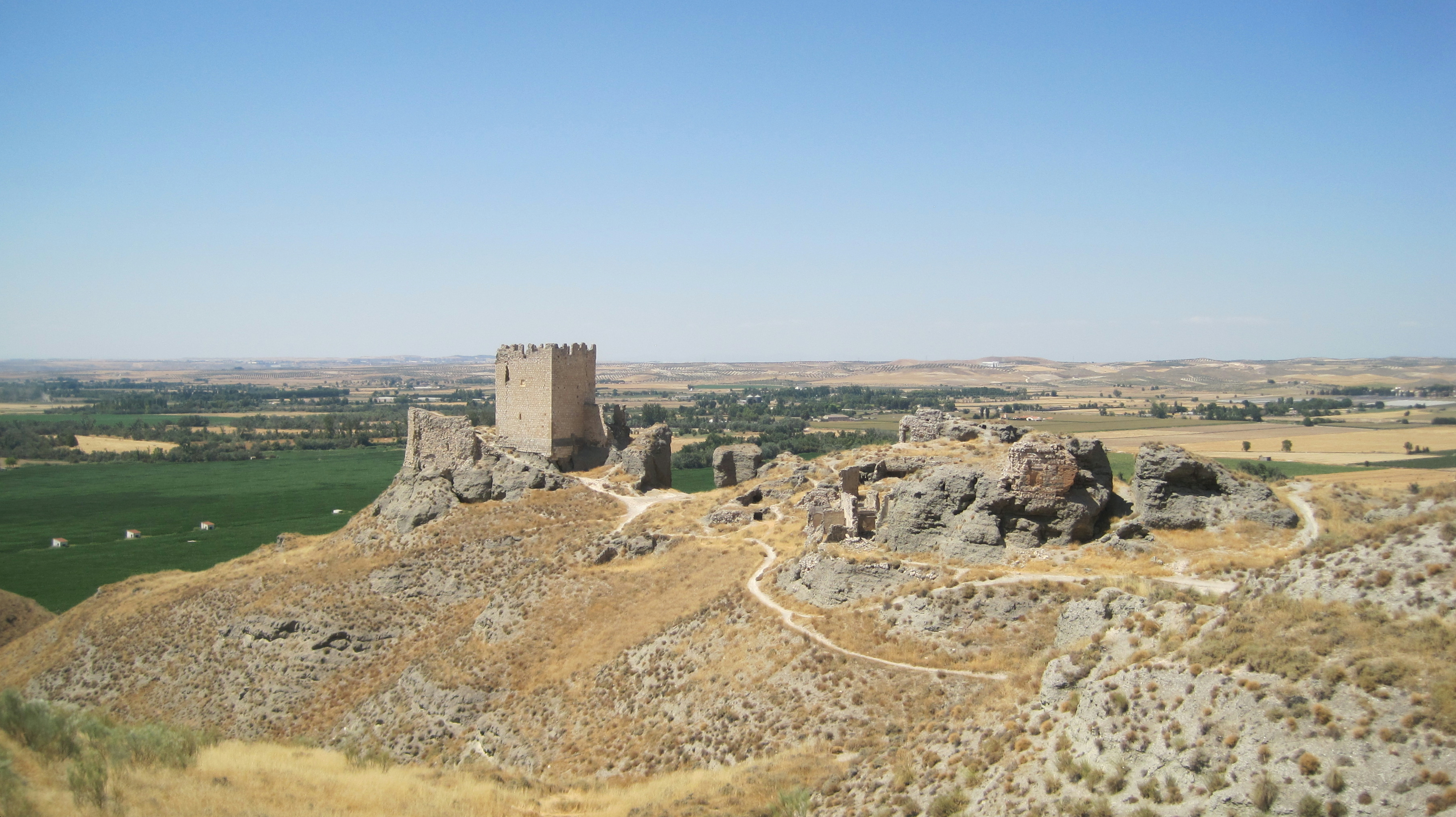
Castillo de Oreja y la vega del Tajo

En el siglo XIII se estabilizó la zona del Tajo, toda vez que los enfrentamientos armados se desplazaron hacia el sur, y ello permitió la existencia de núcleos de población estables. En ese contexto se produjo la decadencia militar de Oreja y la prosperidad de Ocaña, sede de la Orden. Esta, en 1202, otorgó al concejo de la villa la mitad del Prado de Ontígola y sus heredades, y en sus dominios pronto se integraría Aranjuez, elegida como residencia de descanso por los maestres. Así, entre 1387 y 1409, se promovió la construcción de una casona, en un emplazamiento similar a donde se ubica el palacio real. Además de la pesca, el otro entretenimiento de la época era la caza, siendo Aranjuez un lugar ya habitual como marco de las cacerías reales.
Mediante bula papal, Inocencio VIII concedió a Fernando el Católico la administración de las distintas órdenes militares cuando fallecieran sus respectivos maestres; posteriormente, otra bula de Alejandro VI extendió tal concesión a la reina Isabel. Eso significó incorporar las tierras de Aranjuez a la Corona, ya que el primero que desapareció fue Alonso de Cárdenas, maestre de Santiago, en 1489. Con el objetivo de convertir el lugar en residencia real, se amplió y reformó la casona y se configuró el entonces llamado jardín de la Reina o Isla de la Reina —posteriormente jardín de la Isla—. El caserío era muy escaso; apenas unas casas en el Raso de la Estrella y en el futuro Parterre, la iglesia de Nuestra Señora de la Estrella —que se derribó en el siglo XVIII— y la casa del administrador Gonzalo Chacón.

### Edad Moderna

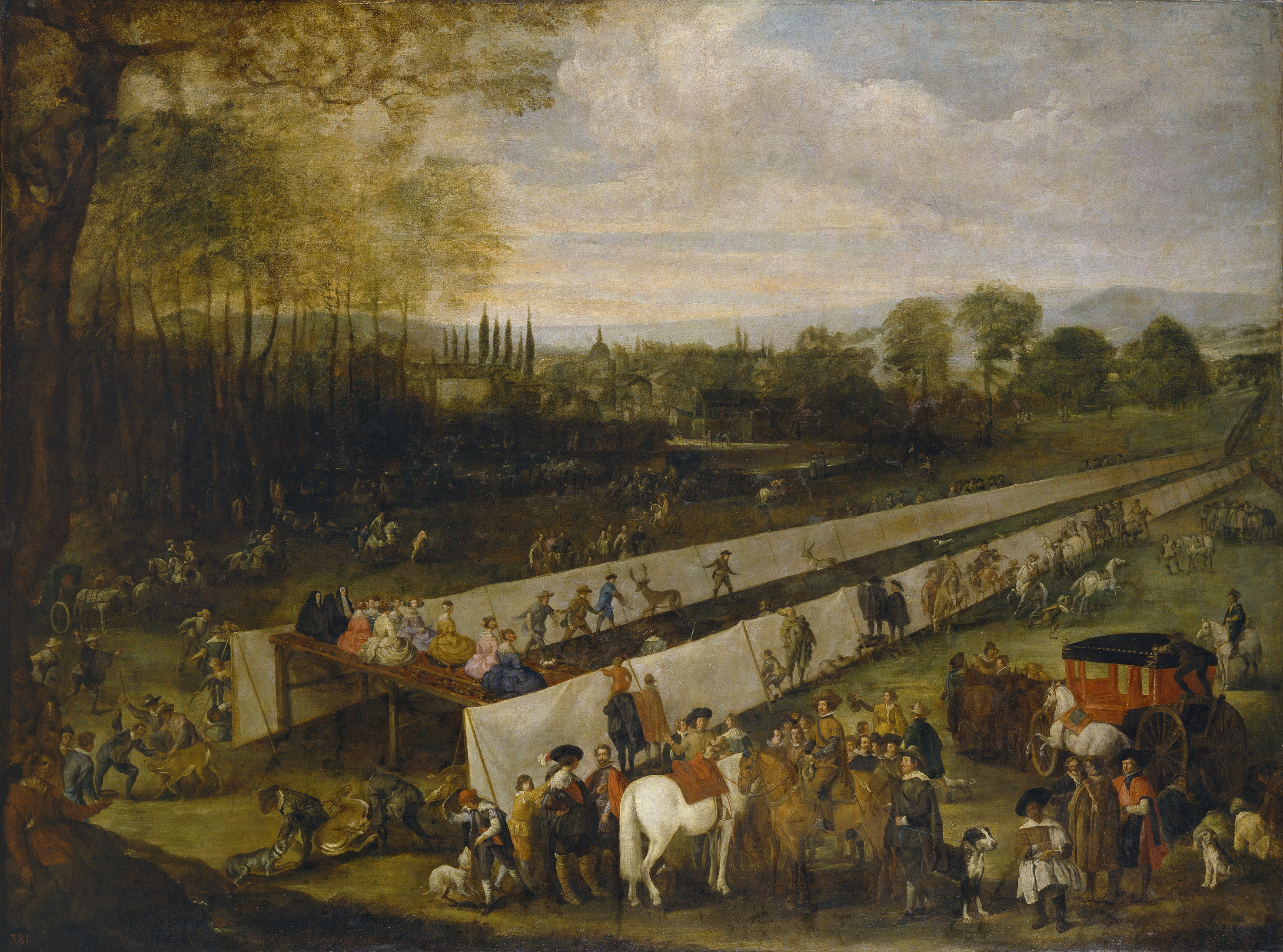
Cacería del tabladillo en Aranjuez (c. 1640) de Juan Bautista Martínez del Mazo

Bajo el reinado de Carlos I el territorio de Aranjuez creció a expensas del desmembramiento de las anteriores encomiendas santiaguistas y de la incorporación de tierras de particulares, pueblos vecinos y otras órdenes militares, además de varios intercambios de terrenos. Así, se fueron incorporando, entre otros, las encomiendas de Otos (1534) y Aceca (1535), terrenos de la encomienda de Oreja (1540), el heredamiento de Gonzalo Chacón (1544), la encomienda de Alpajés (1534) y terrenos de la encomienda de Ocaña (1534). Esta política de adiciones continuó bajo Felipe II, con quien el Real Sitio alcanzó sus límites más extensos, y así tuvieron lugar distintos incrementos territoriales entre 1569 y 1587.
Felipe II empezó a concebir un palacio independiente de la casa maestral y dictó una orden mediante la cual prohibía construir casas particulares en Aranjuez. Los arquitectos Luis de Vega y Gaspar de Vega realizaron los primeros planos para el desarrollo del Sitio, en el que los cauces naturales y artificiales, los puentes, el viario y la residencia real constituirían los principales elementos que articularían el territorio. A partir de 1560, Juan Bautista de Toledo se convirtió en arquitecto mayor y recibió el encargo de realizar los planos del nuevo palacio; además, continuó el trazado de calles arboladas, labor que se había iniciado entre 1554 y 1559, y comenzó el trazado del jardín de la Isla; toda esta tarea continuó bajo su sucesor, Juan de Herrera.

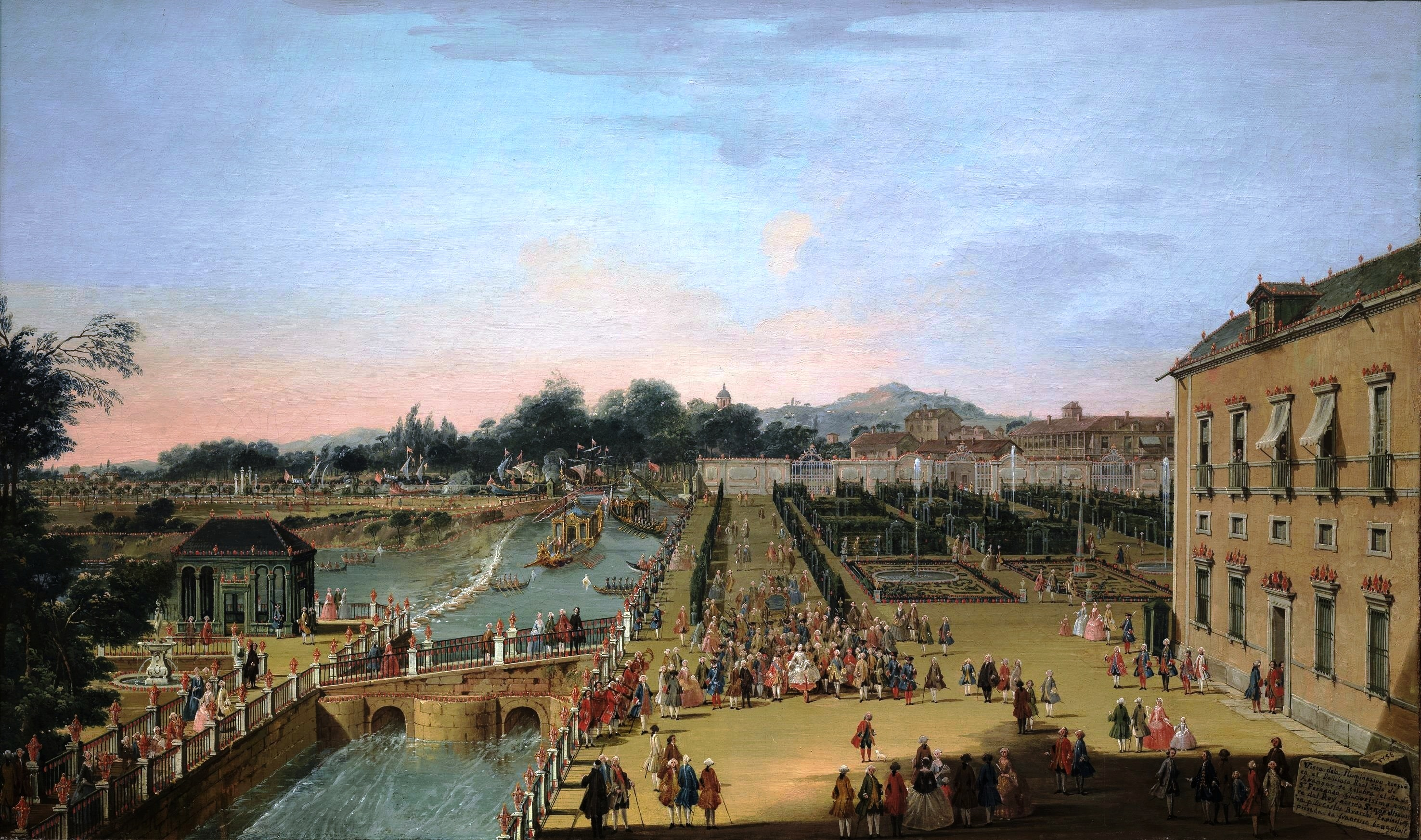
Fernando VI y Bárbara de Braganza en los jardines de Aranjuez (1756) de Francesco Battaglioli

Si bien bajo Carlos I se mantenía un equilibrio entre el territorio dedicado a la caza y a las actividades productivas, bajo Felipe II el territorio se puso al servicio casi exclusivo de la caza; las actividades ajenas a la satisfacción del rey y de la corte estaban casi todas prohibidas. Durante los siguientes Austrias, el desarrollo de Aranjuez se estancó. Felipe III no llevó a cabo ninguna intervención hasta que regresó la Corte a Madrid en 1606. Sin embargo, eso no supuso el abandono de Aranjuez, ya que tanto Felipe III como Felipe IV continuaron organizando espectáculos y diversiones varias. Bajo Felipe IV se trató de continuar las obras en el palacio, con escasos progresos. A nivel normativo, en 1650 se establecieron unos nuevos límites del Real Sitio de Aranjuez, que mejoraban los establecidos anteriormente, y que perduraron inalterados hasta el siglo XIX.
Con el cambio de siglo, la Corona pasó a manos de los Borbones tras la resolución de la guerra de sucesión, en la cual Aranjuez estuvo del lado borbónico. El nuevo monarca, Felipe V, reanudó las obras del palacio y procedió a demoler la antigua casa maestral, hecho que ocurrió en 1727. En 1739, Santiago Bonavía comenzó a asumir responsabilidades como maestro mayor y desde entonces estuvo al cargo de la reforma y redefinición del Sitio. Con la llegada de Fernando VI y Bárbara de Braganza, Aranjuez recuperó el esplendor de antaño; era su residencia predilecta y la convirtieron en escenario de deslumbrantes fiestas y celebraciones. Hacia 1748 los monarcas comenzaron a plantear la derogación de las restricciones anteriores y fundar una ciudad ex novo que permitiese el acomodamiento de nobles, embajadores, funcionarios, criados y proveedores durante su estancia.

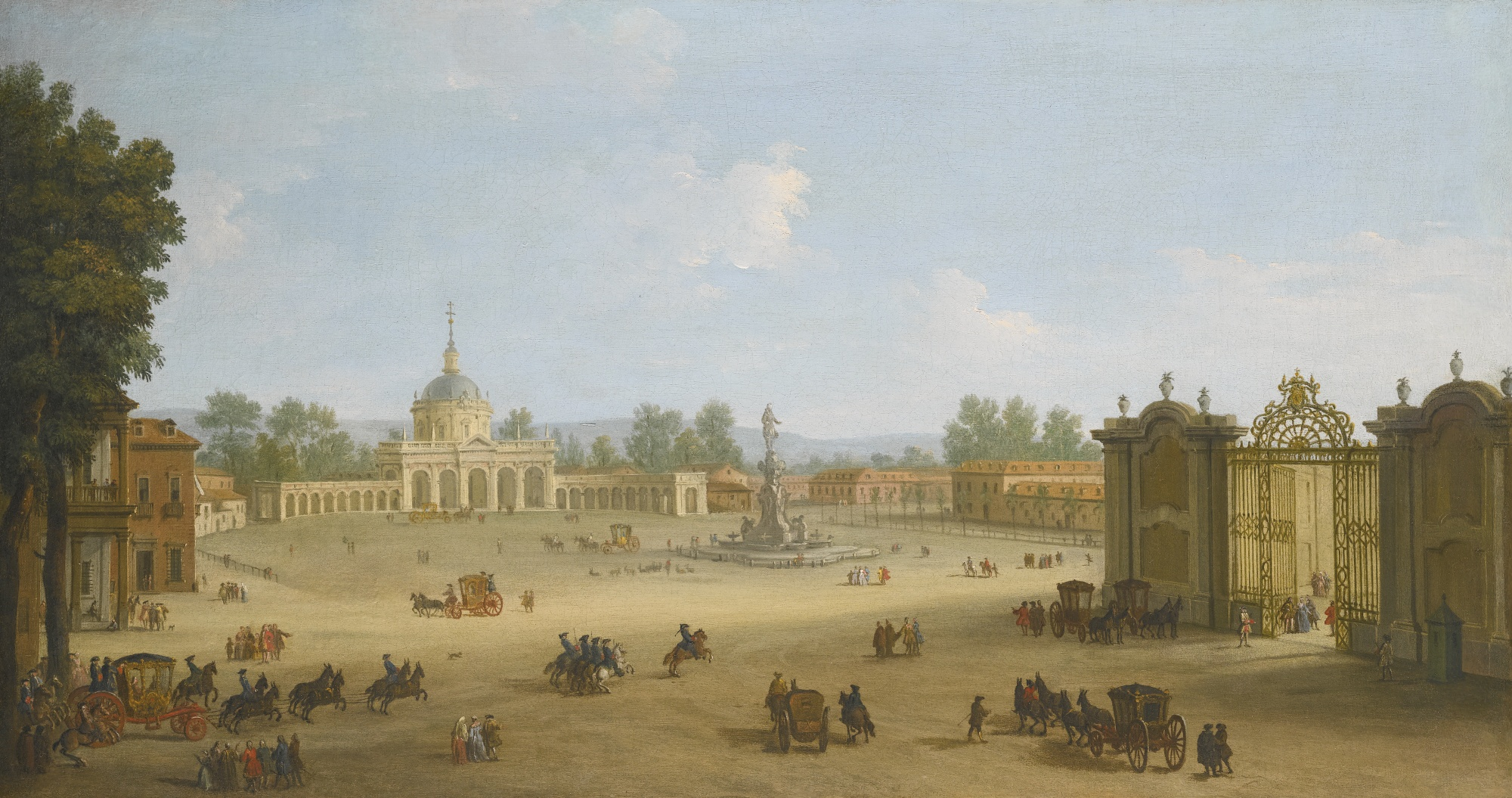
Plaza de San Antonio en una pintura de Antonio Joli (c. 1753)

Los primeros pasos contemplaron la aprobación, en enero de 1750, del proyecto de viaje de aguas desde varios manantiales cerca de Ocaña, y la renovación de lo que sería la plaza de San Antonio, mientras que el Plan General de Aranjuez fue presentado y aprobado el verano de ese mismo año. El ritmo de construcción fue intenso e incluyó equipamientos, casas de jornada para cortesanos y empleados, y edificaciones privadas tanto de familias nobles o aquellas destinadas al alquiler, además de continuar obras inconclusas como el palacio. A Fernando VI le sucedió Carlos III; este renunció al carácter lúdico y, en su lugar, entendió Aranjuez como una gran explotación donde experimentar las ideas agrícolas, ganaderas y científicas desde el punto de vista ilustrado.

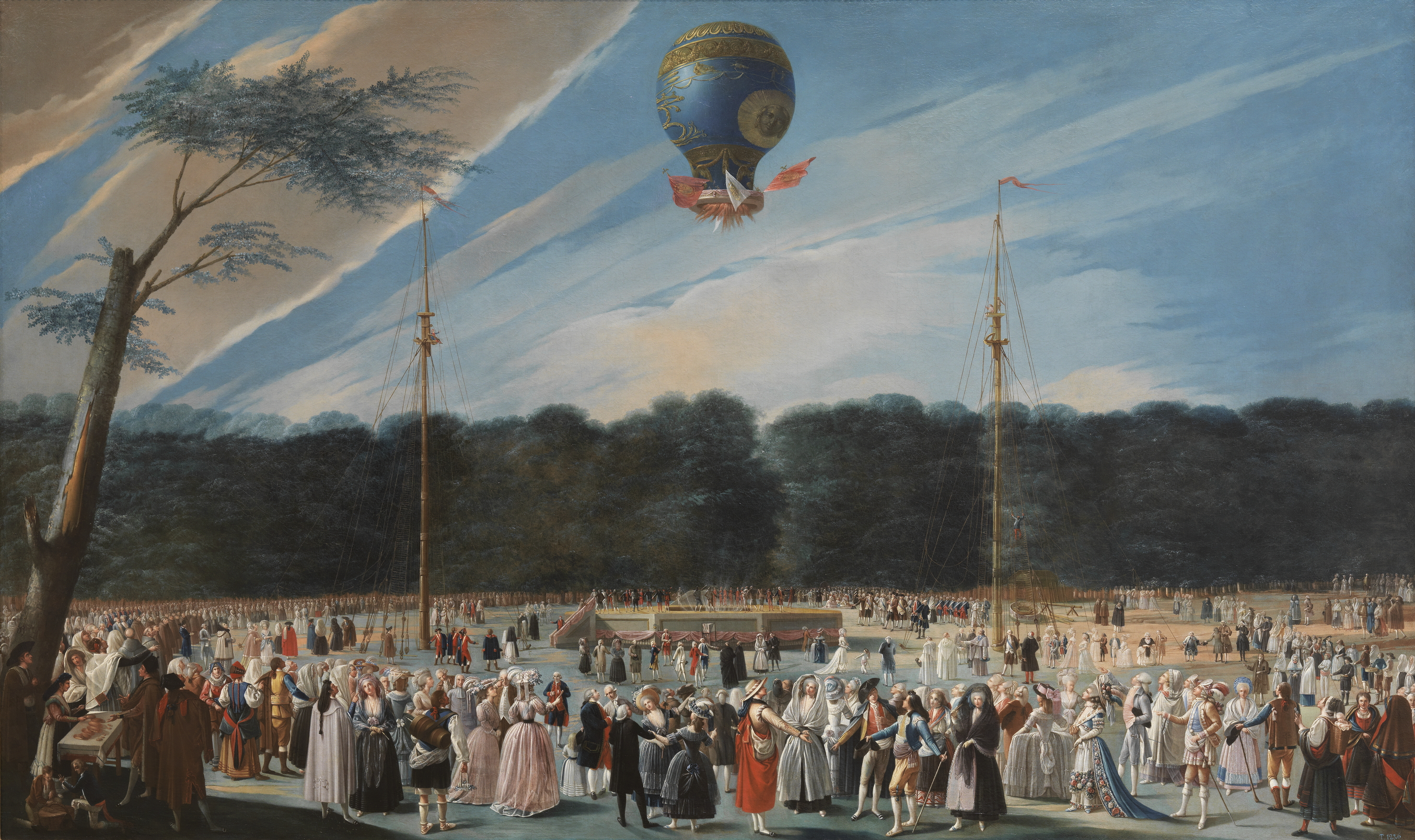
Ascensión de un globo Montgolfier en Aranjuez (c. 1784) de Antonio Carnicero

Sus actuaciones en el casco urbano incluyeron casas auxiliares para el servicio de S.M., cuarteles militares, equipamientos para la población y otras construcciones asociadas a la Familia Real. A todo ello se unirían las diversas modificaciones en la plaza de San Antonio y los primeros pasos para la formación del jardín del Príncipe. En el palacio, Francesco Sabatini levantó dos alas en la fachada oeste, creando un patio de honor. Con la llegada al poder de Carlos IV, las actuaciones se centraron principalmente en la conservación y renovación de lo existente, y en continuar los trabajos en el jardín del Príncipe, donde se levantaría la casa del Labrador. Los nuevos monarcas eran más dados a la popularidad e hicieron del Sitio el escenario de sus fiestas y espectáculos.

### Edad Contemporánea

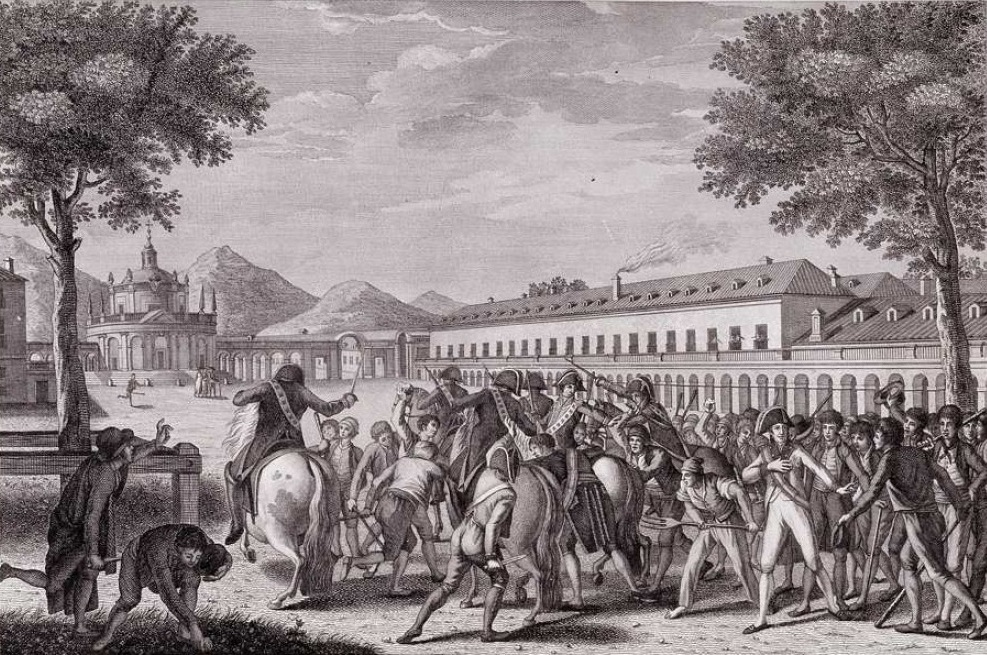
Caída y prisión del Príncipe de la Paz (Motín de Aranjuez)

A raíz del Tratado de Fontainebleau y del complot de El Escorial, ambos del 27 de octubre de 1807, aumentó el descontendo popular hacia Manuel Godoy. Este trató de convencer a los reyes para huir hacia Andalucía y, si fuera necesario, embarcar para América. Sin embargo, ante esa posibilidad, la población de Aranjuez y de otras localidades cercanas se amotinó la noche del 17 al 18 de marzo de 1808 y tomó el palacio de Godoy, con intención de atraparle. Este, escondido, no se entregó hasta la mañana del día 19, y esa misma tarde Carlos IV abdicó en favor de su hijo Fernando VII, sucesos que verían su desenlace, más tarde, en las abdicaciones de Bayona. El 25 de octubre, en el palacio real, se constituyó la Junta Suprema Central, pero ante el avance de los franceses abandonó el Sitio en dirección a Andalucía. Los invasores asaltaron Aranjuez por la fuerza y lo saquearon. Napoleón permitió elegir por primera vez un Ayuntamiento, cuyo primer alcalde fue Domingo Gaspar Pérez.

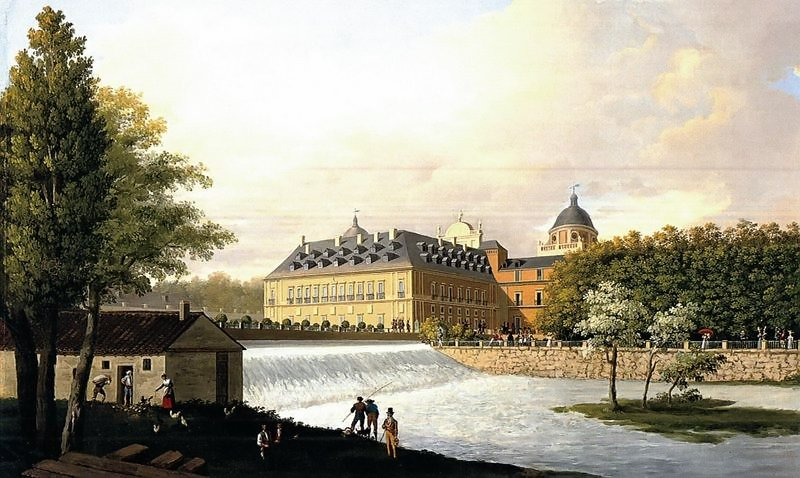
Vista del Real Sitio hacia 1830 en un paisaje de Fernando Brambila

El 7 de noviembre de 1812 los franceses abandonaron el Sitio. Pasada la contienda, el nuevo monarca reinstauró el orden preconstitucional y en los años siguientes la población se recuperó progresivamente y vio cómo se reparaban los daños producidos durante la guerra. En diciembre de 1833 se publicó la división provincial de España e, inicialmente, Aranjuez formó parte de la provincia de Toledo, hasta que en 1838 fue segregada de esta y pasó a la de Madrid. En 1834, para conmemorar la firma de la Cuádruple Alianza, se realizó el jardín de Isabel II. El 9 de septiembre de 1836 se constituyó, definitivamente, el Ayuntamiento de Aranjuez. Tras su llegada al trono, Isabel II fue asidua del Real Sitio, y bajo su gobierno, el 9 de febrero de 1851 tuvo lugar la inauguración de la línea de ferrocarril entre Madrid y Aranjuez.
Entre 1856 y 1868 el municipio albergó la Escuela Central de Agricultura, un centro de formación de ingenieros y peritos agrónomos, que se instaló en La Flamenca. Tras la revolución de 1868, el Ayuntamiento fue sustituido por una Junta Revolucionaria que se incautó de los bienes de la Corona; se expropiaron todas las fincas y, tras el paréntesis de Amadeo I, en 1873 salieron a subasta, vendiéndose su mayoría. En 1899 Aranjuez recibió el título de villa.

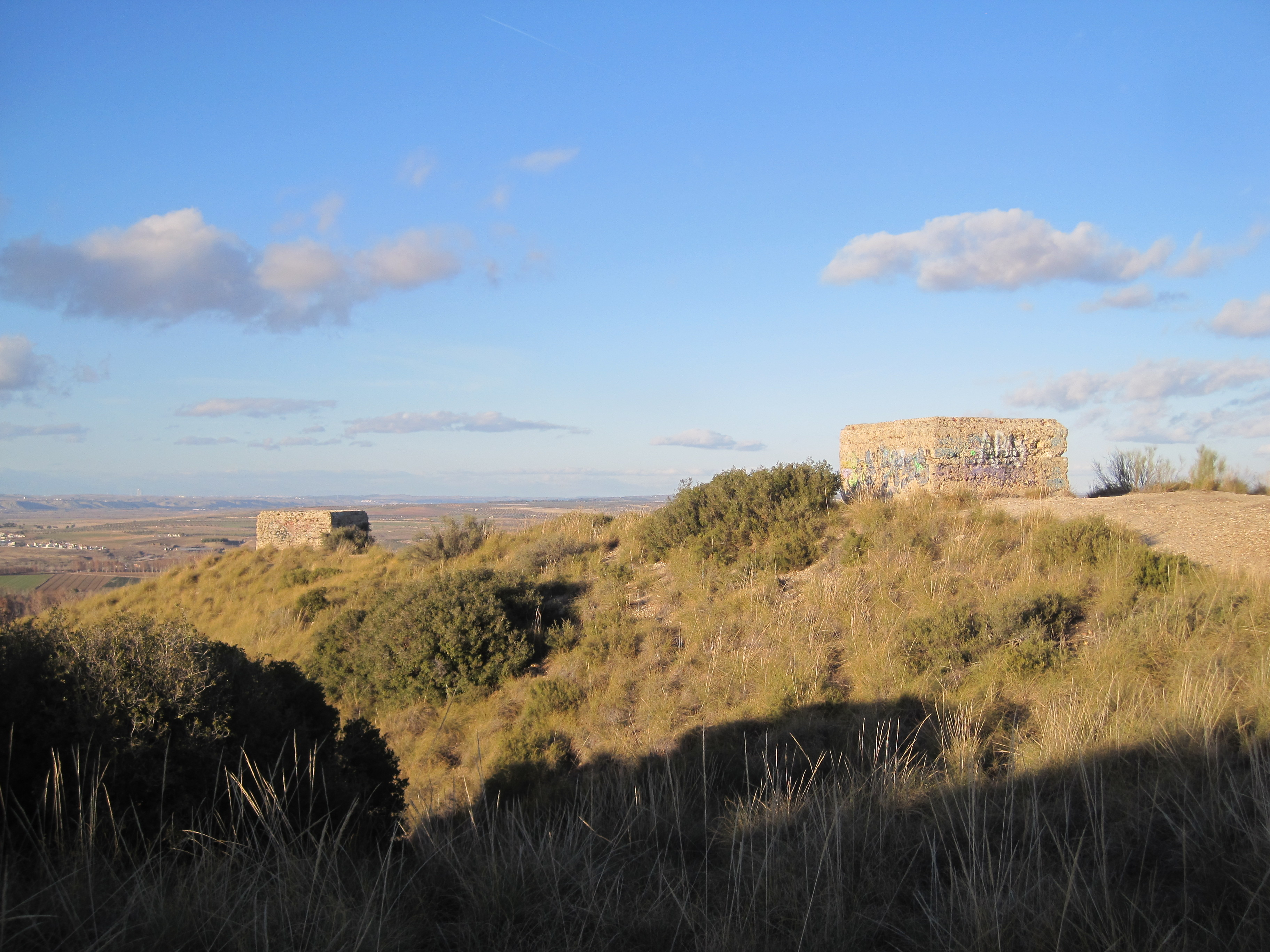
Búnkeres de Valdelascasas

Bajo Alfonso XIII, en 1917 se inauguró el Real Hipódromo de Legamarejo, y durante los años siguientes fue habitual la celebración de distintas competiciones hípicas. En los años 1930 se instalaron los estudios cinematográficos de ECESA (Estudios Cinema Español S.A.); el proyecto buscaba convertir Aranjuez «en el Hollywood de los países de lengua española». Durante la guerra civil, el Jarama fue escenario de una batalla decisiva, en febrero de 1937, ya que retrasó la toma de la capital; como testigos de aquellos momentos perduran varios búnkeres en el término municipal, por ejemplo en Valdelascasas y en la Montaña. Aunque la población no sufrió tantos daños como otras cercanas, se tuvieron que llevar a cabo una serie de obras de reconstrucción, aunque debido a la importante presencia de Patrimonio Nacional, no se vio beneficiada de las ayudas de Regiones Devastadas.

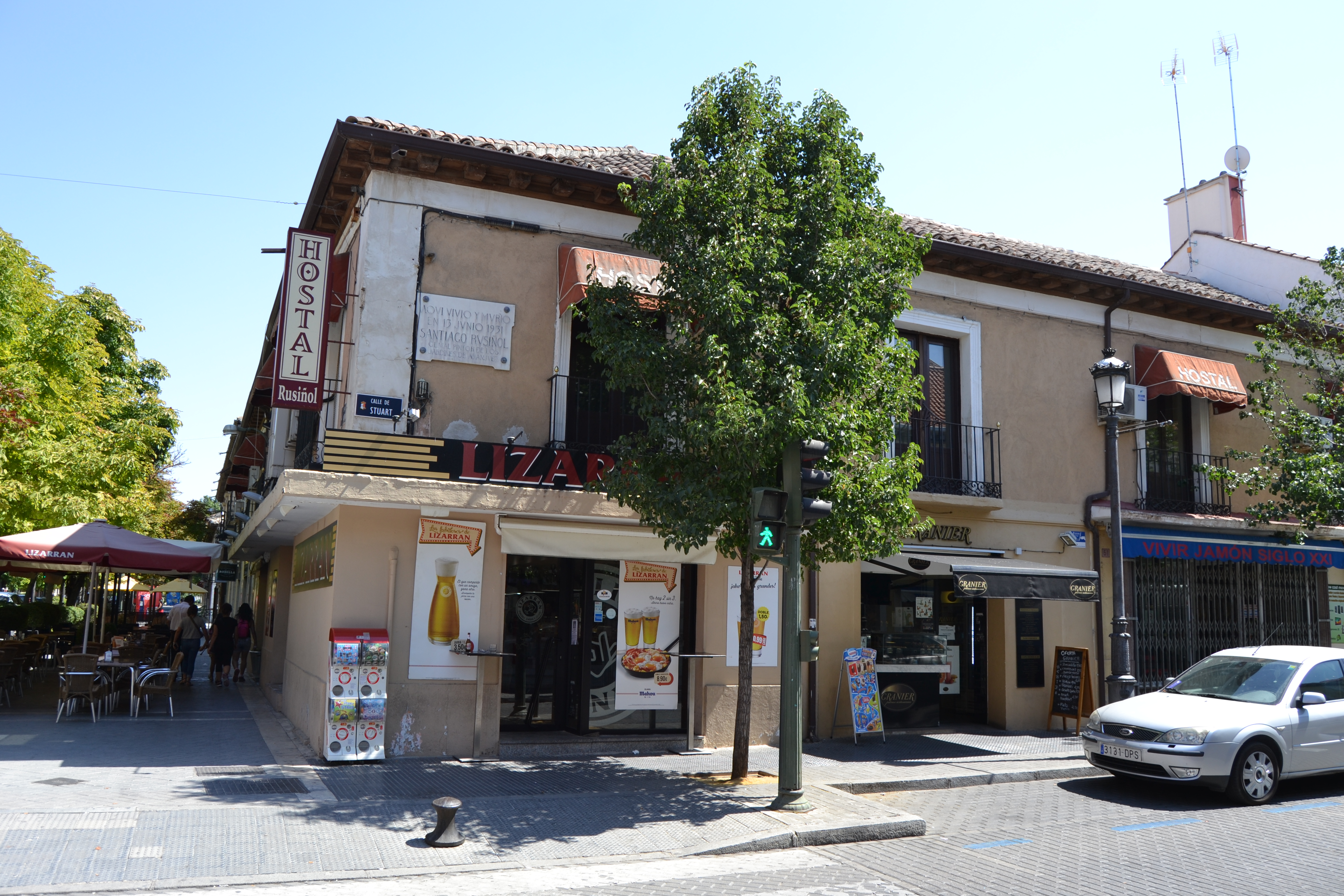
Calle de la ciudad en el siglo

En los años cincuenta y sesenta, Aranjuez vivió una época de gran actividad constructiva, y en los años setenta los sectores secundario y terciario desbancaron al primario como principal actividad económica. En 1968 se aprobó un Plan General que buscaba convertir Aranjuez en núcleo descentralizador y descongestionante de la capital. Sin embargo, tales previsiones de crecimiento no se produjeron, siendo superada por los pueblos de la corona metropolitana, por lo que la ciudad se fue configurando como núcleo turístico y de ocio. En 1980 se convirtió en cabeza de partido judicial, dejando de pertenecer a Chinchón. En 1977 se había iniciado el expediente para la declaración de Aranjuez como conjunto histórico-artístico y el 15 de noviembre de 1983 fue publicada en el BOE dicha declaración. El 14 de diciembre de 2001 la Unesco declaró el Paisaje cultural de Aranjuez como Patrimonio de la Humanidad.

## Demografía
Aranjuez cuenta con una población de 62 292 habitantes (INE 2024).
| Gráfica de evolución demográfica de Aranjuez entre 1842 y 2021                                                      |
| |
| Población de derecho según los censos de población del INE Población de hecho según los censos de población del INE |

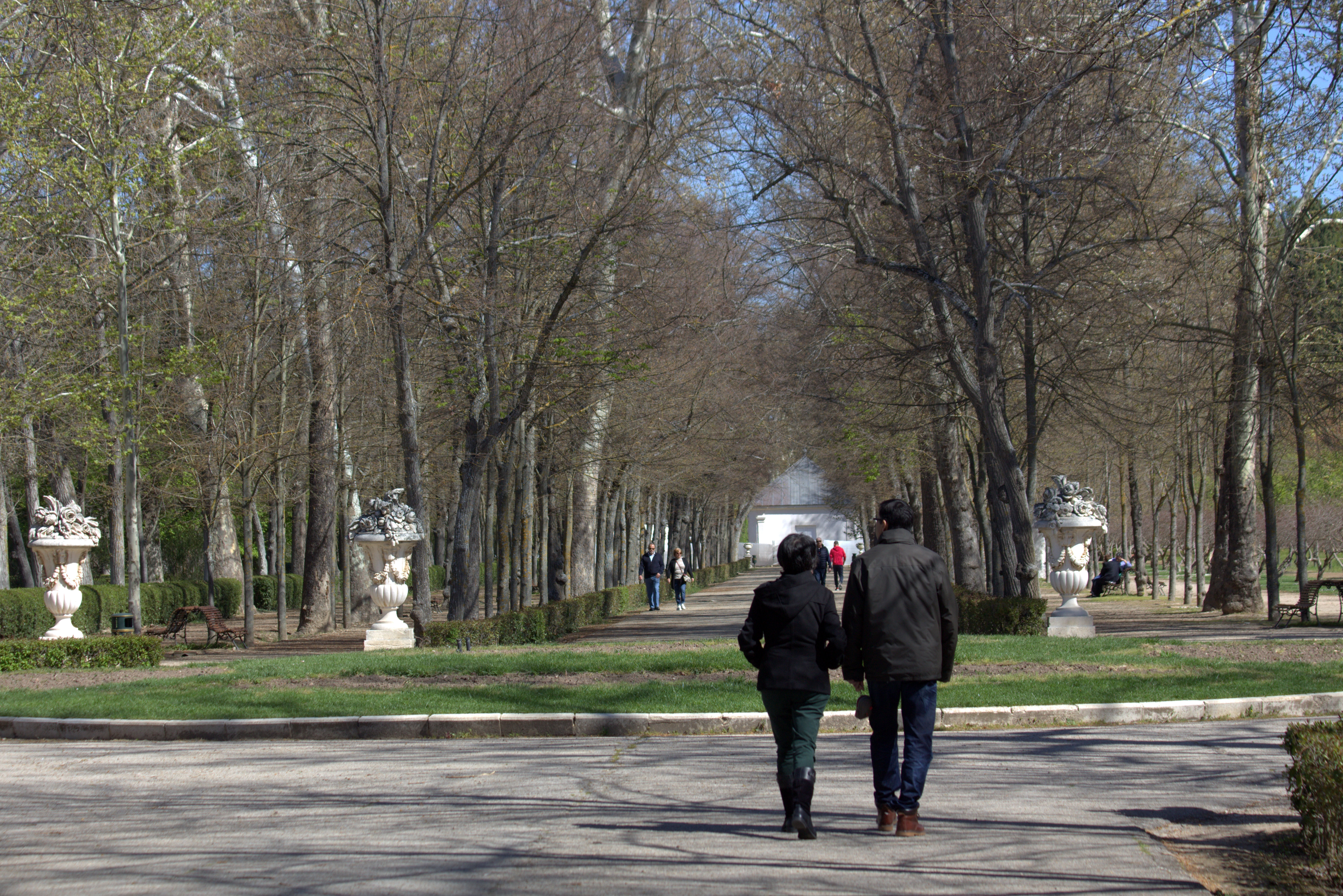
Personas en Aranjuez

En el siglo XVIII, cuando se levantó la prohibición de construir viviendas que no fueran de cortesanos y servidores del rey, se trazó y configuró lo que constituiría posteriormente el casco antiguo de la ciudad. Este, salvo algunas modificaciones, como una prolongación hacia el sur, se mantuvo invariable hasta el siglo XX. El crecimiento de la nueva población fue continuo; así, en el censo de Floridablanca (1785-1787), Aranjuez contaba con 2653 habitantes y en el censo de Godoy (1797) su población era de 4226 habitantes.
A principios del siglo XX, Aranjuez era el segundo núcleo urbano de la provincia de Madrid, después de la capital, con 12 670 habitantes, mientras que el resto de municipios eran, por lo general, pequeñas poblaciones rurales. Tras ese largo periodo de estancamiento, en la década entre 1930 y 1940 Aranjuez experimentó un incremento poblacional del 55,1 %, algo excepcional en el conjunto de municipios madrileños. Esto se debió a la llegada de inmigrantes procedentes, principalmente, de pueblos próximos de Toledo y Madrid tras la guerra civil, y a la presencia de acuartelamientos.
En los años 1950 y, especialmente, los años 1960, empezó a crecer la población de los municipios más próximos a Madrid y así, en 1965, Alcalá de Henares superaba a Aranjuez en población. El crecimiento de esta era muy inferior al de otros municipios tanto de la zona norte de Madrid, afectados por la expansión turística, como de la zona sur. A partir de 1975, debido a la crisis económica y al agotamiento del suelo urbanizable, los municipios del área metropolitana de Madrid recibieron menos inmigrantes, contando incluso con saldos migratorios negativos; por su parte, los municipios más alejados de la capital comenzaron a aumentar su población. Aranjuez continuó creciendo de forma lenta, pero continua hasta los años 2000, momento de gran desarrollo, y en 2008 superó por primera vez los 50 000 habitantes.
Pirámide de población
Los datos de la pirámide de población de 2022 se pueden resumir así:
- La población menor de 20 años es el 22,1 % del total.
- La comprendida entre 20-40 años es el 22,68 %.
- La comprendida entre 40-60 años es el 32 %.
- La mayor de 60 años es el 23,22 %.

Distribución de la población
Según el nomenclátor del INE, el término municipal engloba las siguientes entidades de población:
| Entidad de población           | Coordenadas                               | Población (2023) | Mapa |
| ------------------------------ | ----------------------------------------- | ---------------- | ---- |
| Algodor                        | 39°54′51″N 3°51′47″O / 39.91417, -3.86306 | 23               |      |
| Aranjuez                       | 42°27′54″N 6°07′43″O / 42.46500, -6.12861 | 52 387           |      |
| Academia de la Guardia Civil   | 40°03′08″N 3°36′04″O / 40.05222, -3.60111 | 114              |      |
| Las Tejeras                    | 40°03′33″N 3°36′53″O / 40.05917, -3.61472 | 10               |      |
| Castillejo                     | 39°57′01″N 3°44′24″O / 39.95028, -3.74000 | 2                |      |
| Real Cortijo de San Isidro     | 40°03′15″N 3°33′55″O / 40.05417, -3.56528 | 554              |      |
| La Flamenca                    | 40°00′47″N 3°39′20″O / 40.01306, -3.65556 | 11               |      |
| Las Infantas                   | 40°00′05″N 3°40′55″O / 40.00139, -3.68194 | 78               |      |
| Villamejor                     | 39°56′21″N 3°47′12″O / 39.93917, -3.78667 | 7                |      |
| El Cerro                       | 40°04′50″N 3°36′07″O / 40.08056, -3.60194 | 0                |      |
| La Montaña                     | 40°03′36″N 3°36′01″O / 40.06000, -3.60028 | 7560             |      |
| Soto del Hinojar               | 40°07′10″N 3°35′06″O / 40.11944, -3.58500 | 0                |      |
| Sotomayor                      | 40°02′29″N 3°32′57″O / 40.04139, -3.54917 | 46               |      |
| Total                          |                                           | 60 668           |      |
| Fuente: INE, 2023y Google Maps |                                           |                  |      |

Población extranjera
La población extranjera empadronada en 2022 sumaba 7950 habitantes. Las nacionalidades más numerosas eran la rumana (1855 habitantes), la marroquí (1662), la venezolana (730), la colombiana (706), la china (288), la italiana (252), la peruana (201), la paraguaya (167), la ecuatoriana (158), la búlgara (144), la portuguesa (142), la boliviana (134), la cubana (129), la argentina (113) y la brasileña (105).

## Urbanismo
Siglo XVIII

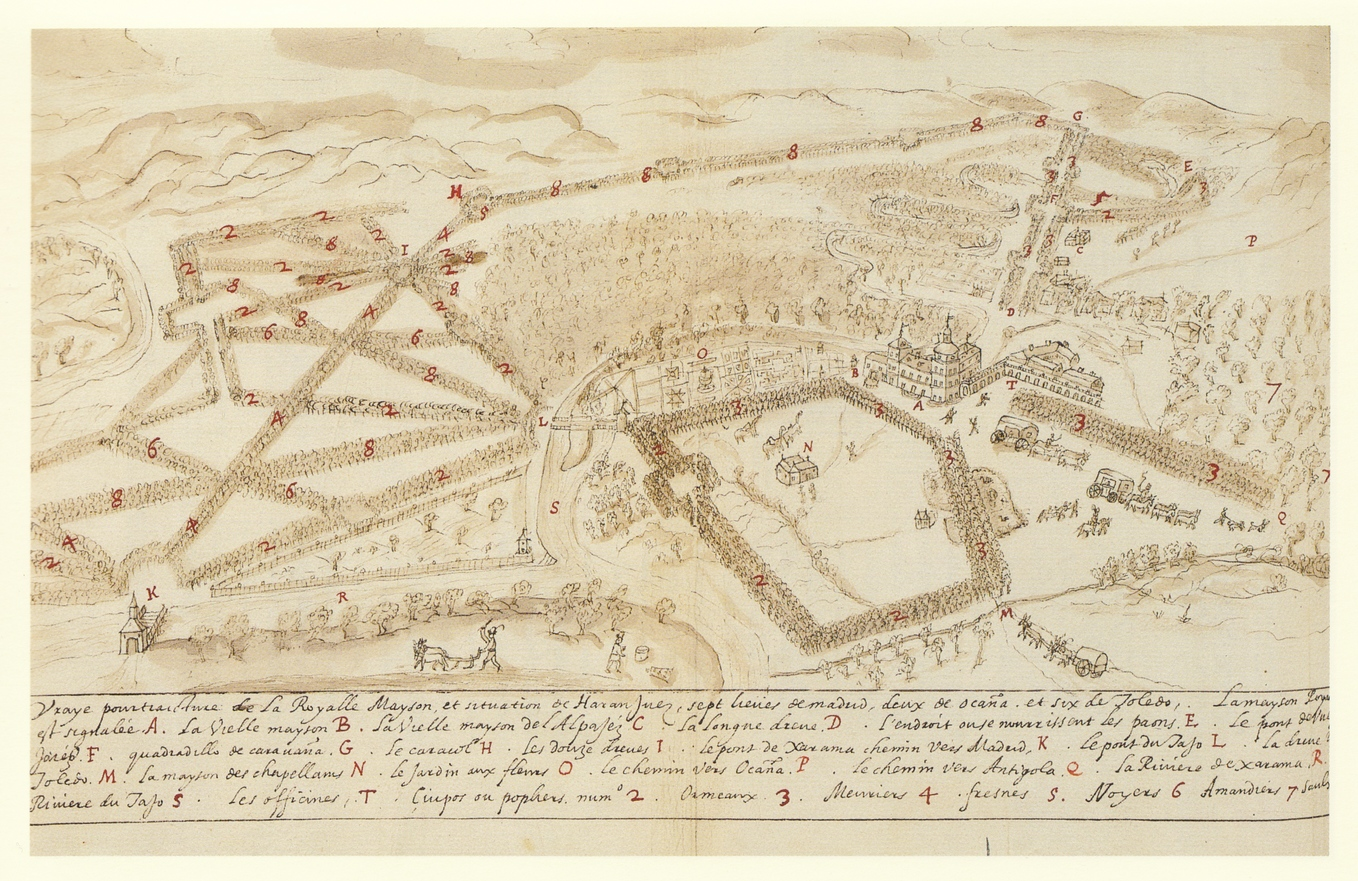
Aranjuez a finales del

En sus orígenes, la ordenación del Real Sitio se llevó a cabo teniendo en cuenta tres importantes ejes, cuya replanteación tuvo lugar entre 1554 y 1559: la calle de la Reina —de la que se tienen noticias desde 1540—, la calle de Madrid y la calle de Toledo. Estas vías fueron la base a partir de la cual se trazarían, en ese mismo siglo, otros paseos en el entorno del palacio. El siglo XVII no resultó significativo a nivel urbanístico, y hasta mediados del siglo XVIII estuvo prohibida la construcción de casas particulares, por lo que aparte del palacio y la Casa de Oficios únicamente se encontraban las viejas casas del poblado medieval de Alpajés y otras diseminadas, como las de Gonzalo Chacón, a las que se añadiría a partir de 1681 la nueva iglesia de Alpajés. Esto provocaba que, por ejemplo, cortesanos e incluso embajadores tuvieran que alojarse en las residencias de los criados o en pueblos de los alrededores, como Ontígola, Ciempozuelos y Valdemoro.
En la primera mitad del siglo XVIII se ejecutaron algunas obras que apenas modificaron la fisonomía del Real Sitio; así, al sur de la Casa de Oficios se levantaron las Reales Caballerizas y se derribaron la vieja casa de los maestres de Santiago y las casas de Gonzalo Chacón. Por su parte, comenzaron los trabajos para el trazado de las calles del Raso de la Estrella, al oeste del palacio, y se ejecutó la separación del acceso de los Reyes y cortesanos a Aranjuez respecto del público; así, mientras que la comitiva real mantenía su entrada por el puente de la Isleta y la calle de Madrid, el resto de asistentes a las jornadas reales utilizaría una nueva calle —trazada a partir de 1749— que, desde el puente Largo, desembocaba en Aranjuez cruzando el puente de Barcas y tras atravesar Doce Calles.

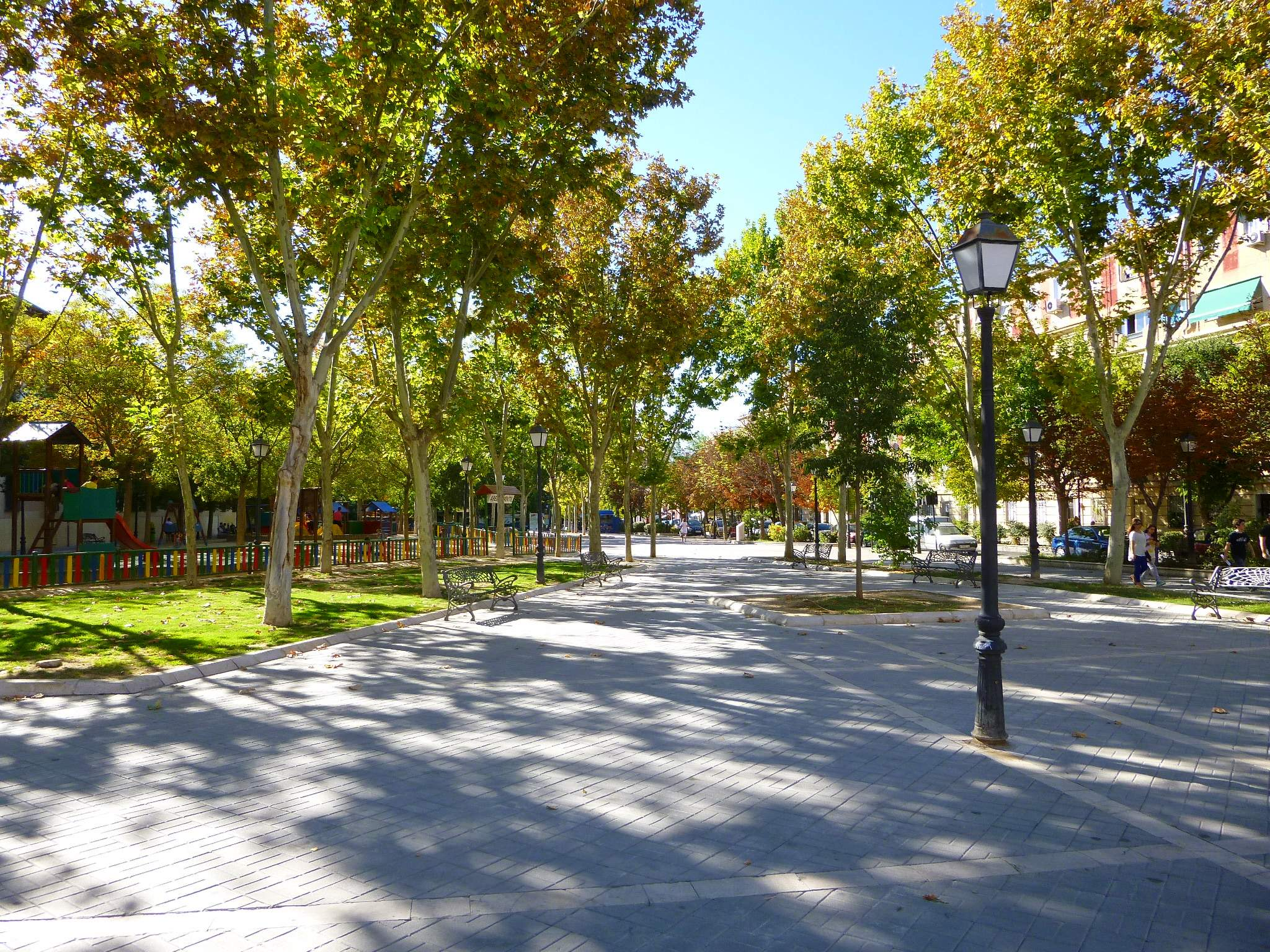
Parque de Abastos, en el lugar que ocupó la antigua plaza de Abastos

En torno a 1747, Fernando VI y Bárbara de Braganza comenzaron a plantearse la derogación de las restricciones anteriores sobre el asentamiento en Aranjuez. Se planificaba así la construcción de una ciudad ex novo, siguiendo el modelo llevado a cabo en otras ciudades europeas, cuyo responsable sería Santiago Bonavía. En enero de 1750 se aprobó el Viaje de Aguas, con el objetivo de ofrecer suficiente agua potable a la población, y en verano del mismo año Fernando VI aprobaba el trazado de la nueva villa. El plan se organizó en dos sectores, el occidental, con el palacio, los jardines y paseos arbolados, y el oriental, con el trazado propiamente urbano. Este se apoya en las construcciones y calles preexistentes; así, al este del palacio y a partir de la calle de la Reina, se configuró un esquema de calles con forma de tridente. Este mismo esquema se repitió al oeste del palacio, con otro tridente, complementado con el camino de Madrid, hacia el noroeste, y el camino de Toledo hacia el suroeste.
Al sur de ese tridente, el espacio se organizó mediante una retícula a base de manzanas cuadriculares formadas a partir del cruce de calles paralelas y perpendiculares. La conexión del palacio con este trazado ortogonal se realizó por medio de la plaza de San Antonio, en torno a la cual se dispusieron distintos edificios representativos, y en contraposición a esta, Bonavía planteó una segunda plaza, la de Abastos. Como precedente inmediato de este trazado se encuentra la ciudad nueva de Versalles, proyectada en 1671, y otras residencias reales del siglo XVIII. Sin embargo, existe una diferencia respecto a Versalles: mientras que la ciudad francesa se desarrolla a ambos lados del tridente, en Aranjuez esto solo fue posible hacerlo hacia el sur, ya que los jardines y el río impiden del crecimiento de la ciudad hacia el norte.

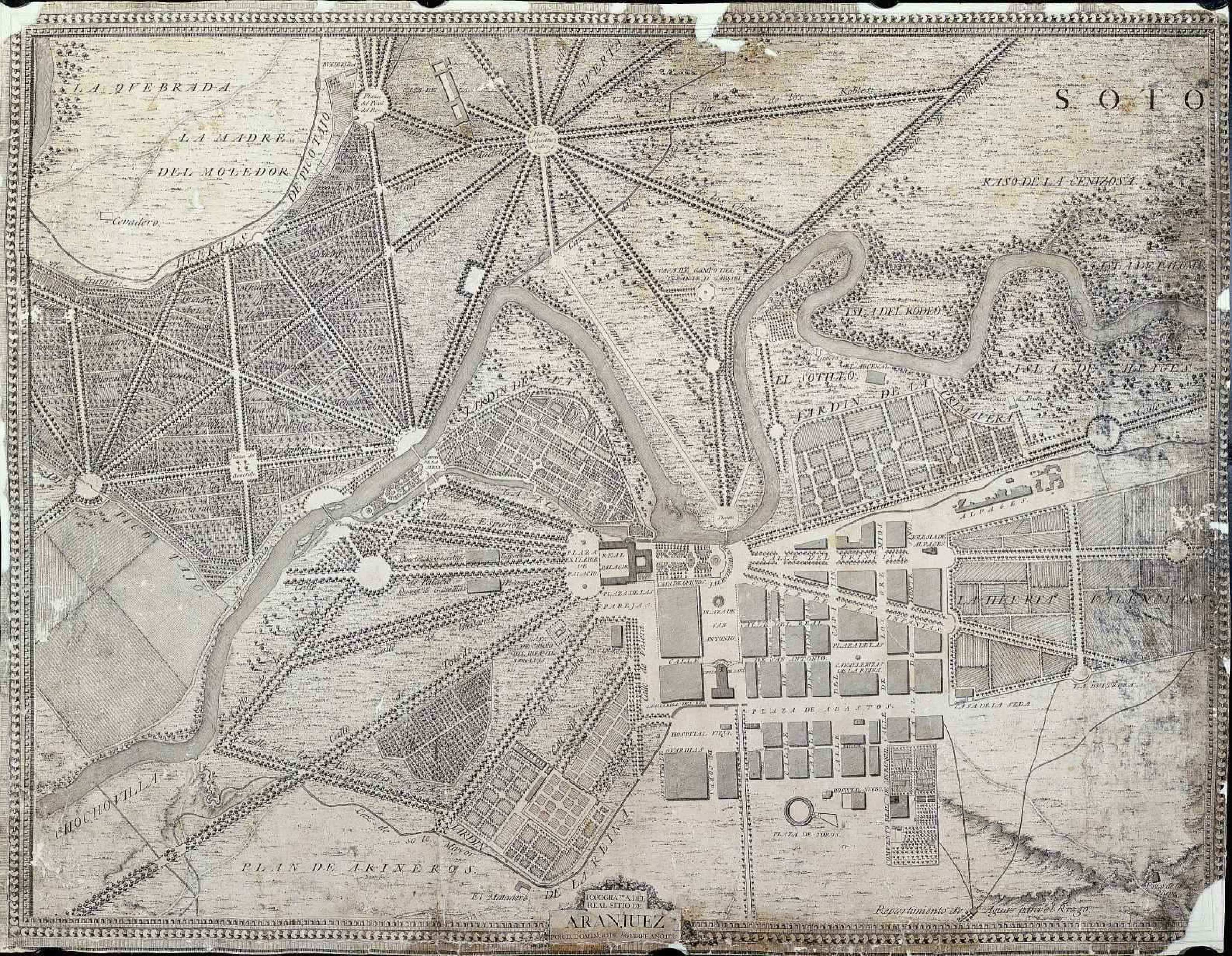
Plano de Aranjuez en 1775

El cierre sur de ese primer desarrollo consistía en una calle de igual anchura que las del tridente. Posteriormente, en su lugar, se establecieron dos calles, Gobernador y Abastos, con nuevas manzanas entre ellas, en las que se construyeron el palacio de Medinaceli, la casa del Gobernador, la casa de Empleados y el mercado de Abastos. Al sur se encontraban tres dotaciones que se solían ubicar a las afueras de las poblaciones: el cuartel, la plaza de toros y el hospital, a las que se sumó el convento de San Pascual. El posterior crecimiento de este sistema reticular hacia el sur aumentó la extensión de la ciudad hasta donde, en época contemporánea, se encuentra la plaza de toros, mientras que los límites al este y oeste eran las calles del Foso y de Valera respectivamente.

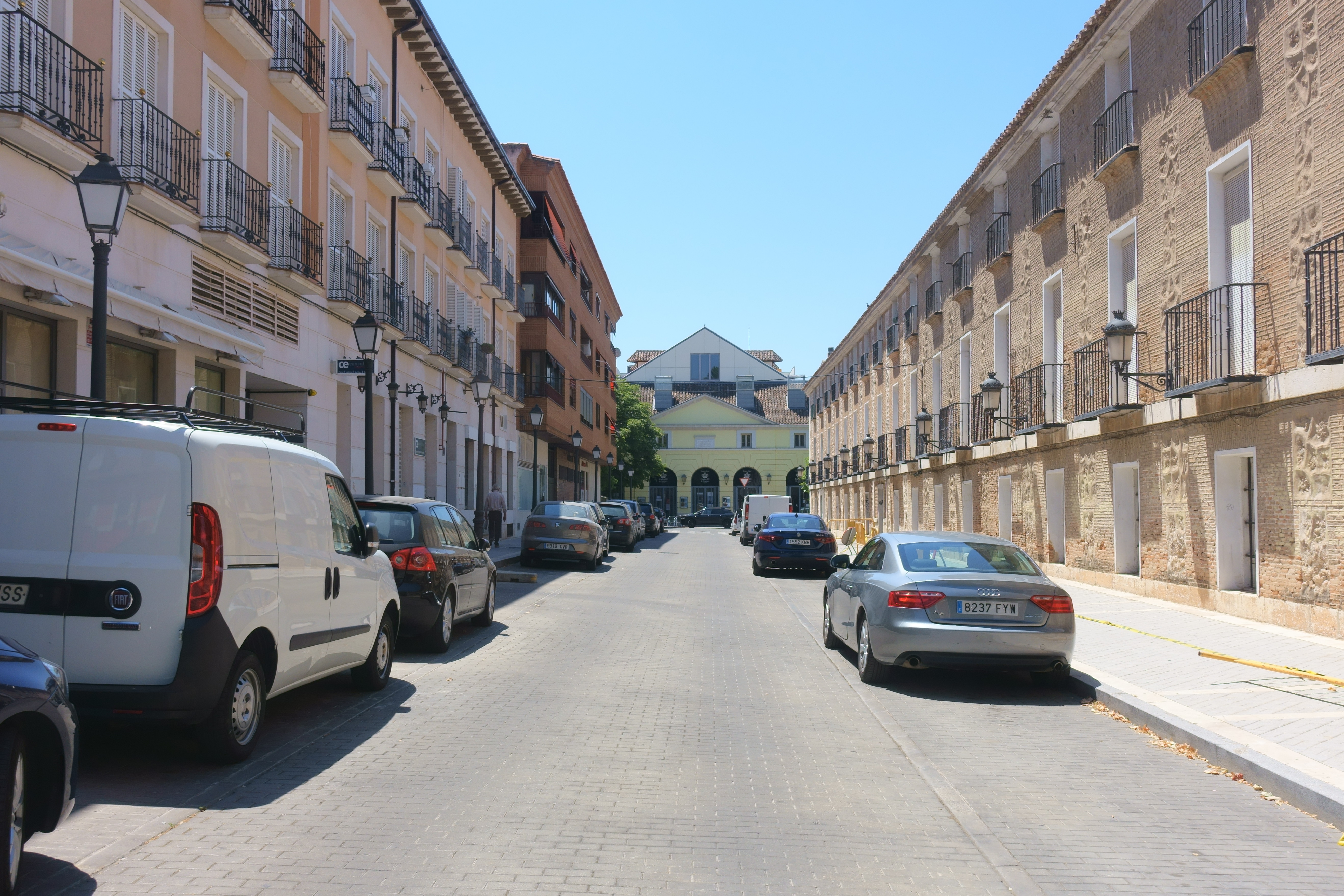
Teatro Real Carlos III al final de la calle Gobernación. El uso de monumentos como fondos escénicos al final de las calles es habitual en el entramado urbano

Entre las características urbanísticas de la nueva ciudad destacan sus calles en línea recta, la uniformidad de los edificios y la existencia de puntos focales o los monumentos como fondos escénicos. El trazado urbano define unas manzanas divididas en varias parcelas, en las cuales se levanta un tipo de edificación desarrollada en torno a un patio o corrala.
Según varios autores, el mapa del trazado urbano de Aranjuez realizado por Domingo de Aguirre en 1775 y enviado por Carlos III a todas las cortes europeas podría haber influido en el diseño de la capital estadounidense, Washington D. C., que es posterior en el tiempo. El ángulo recto formado por la iglesia de San Antonio y la plaza del mismo nombre con el jardín del Parterre y el Palacio Real parecen tener su reflejo en el Capitolio y la Casa Blanca. También las calles en tridente, los trazados cuadriculados a los que se superponen diagonales oblicuas, así como la estructura radial de las Doce Calles, en la entrada norte de Aranjuez, parecen replicarse en las grandes avenidas de la ciudad norteamericana.
Además del trazado urbano, durante los reinados de Fernando VI y Carlos III se llevó a cabo un vasto programa arquitectónico, promovido tanto por la Corona como por manos privadas, quedando configurado lo que en época contemporánea es el casco histórico, ya que bajo Carlos IV, y salvo alguna excepción, se conservó y renovó lo existente. En 1794, debido a la falta de un reglamento para la construcción de casas, se aprobó la Real Orden para la Observancia de las reglas propuestas por el Arquitecto Mayor para la construcción de casas. Estas reglas fueron redactadas por Juan de Villanueva y sus especificaciones técnicas se compilaron en la obra Arte de la Albañilería, en la que se fijaron las condiciones para la ejecución de las obras. Estas regulaciones fueron el fundamento de la homogeneidad constructiva que caracteriza el casco antiguo de Aranjuez.
Siglo XIX

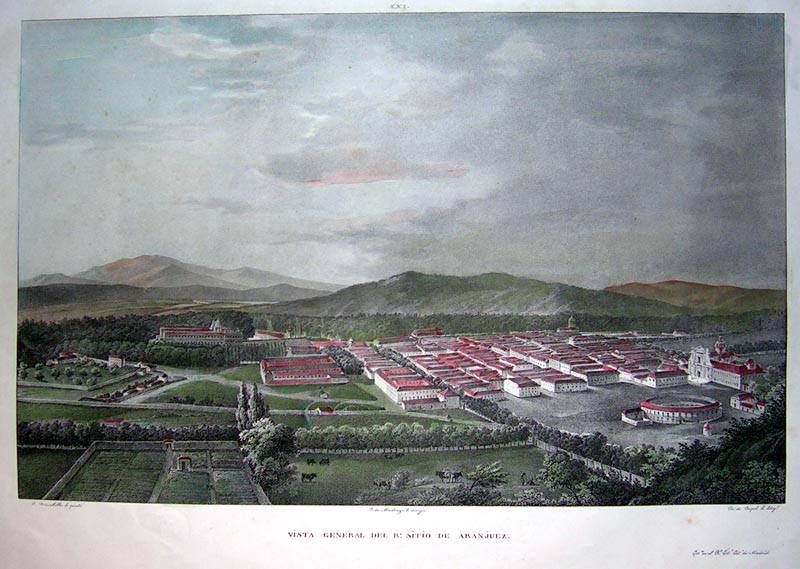
Vista de Aranjuez (1832) por Fernando Brambila

A principios del siglo XIX, la villa se vio afectada por los avatares económicos y sociales sufridos en el contexto tanto de la guerra de la Independencia como del trienio liberal. Pasados ambos, comenzó su recuperación con la restauración de los distintos edificios dañados y la instalación de varias industrias, entre las que sobresalió la fábrica de harinas, junto al puente de Barcas. Este se sustituyó por el puente Colgado, cuyas obras finalizaron en 1834, y este mismo año se completó la realización del jardín de Isabel II en una de las manzanas que cerraba la plaza de San Antonio. También se añadió, como elemento nuevo, el ferrocarril, cuya línea entre Madrid y Aranjuez fue inaugurada en 1851; su trazado atravesó las huertas de Pico Tajo y llegó hasta el Raso de la Estrella, cerca del palacio, donde se ubicó la primera estación. Al suroeste de esta, junto al camino de Toledo, se instaló entre 1861 y 1862 un nuevo cementerio municipal, el de Santa Isabel, debido a los problemas que presentaba el anterior, ubicado donde se encuentra, en época contemporánea, el parque Pozo de las Nieves.
Tras la revolución de 1868 y la proclamación de la Primera República, se declararon desamortizables numerosas propiedades reales del sitio, tanto terrenos como inmuebles y, por ejemplo, hasta 1874 habían salido a la venta 230 fincas, cuya superficie suponía casi el 79 % del término. Igualmente, el Ayuntamiento solicitó la cesión de varios edificios para usos municipales, entre los que se incluyeron la Casa del Gobernador y el matadero. En cambio, jardines históricos y calles arboladas cayeron en el abandono, sufriendo diversos daños en su trazado y decoración. A finales de siglo, se construyó el mercado de Abastos, con lo que la plaza de la Constitución adquirió su configuración definitiva. A nivel industrial, destaca la apertura en 1891 de la Azucarera de Aranjuez, entre la calle de Toledo y las vías del ferrocarril, y la transformación de la harinera en central hidroeléctrica.
Siglo XX

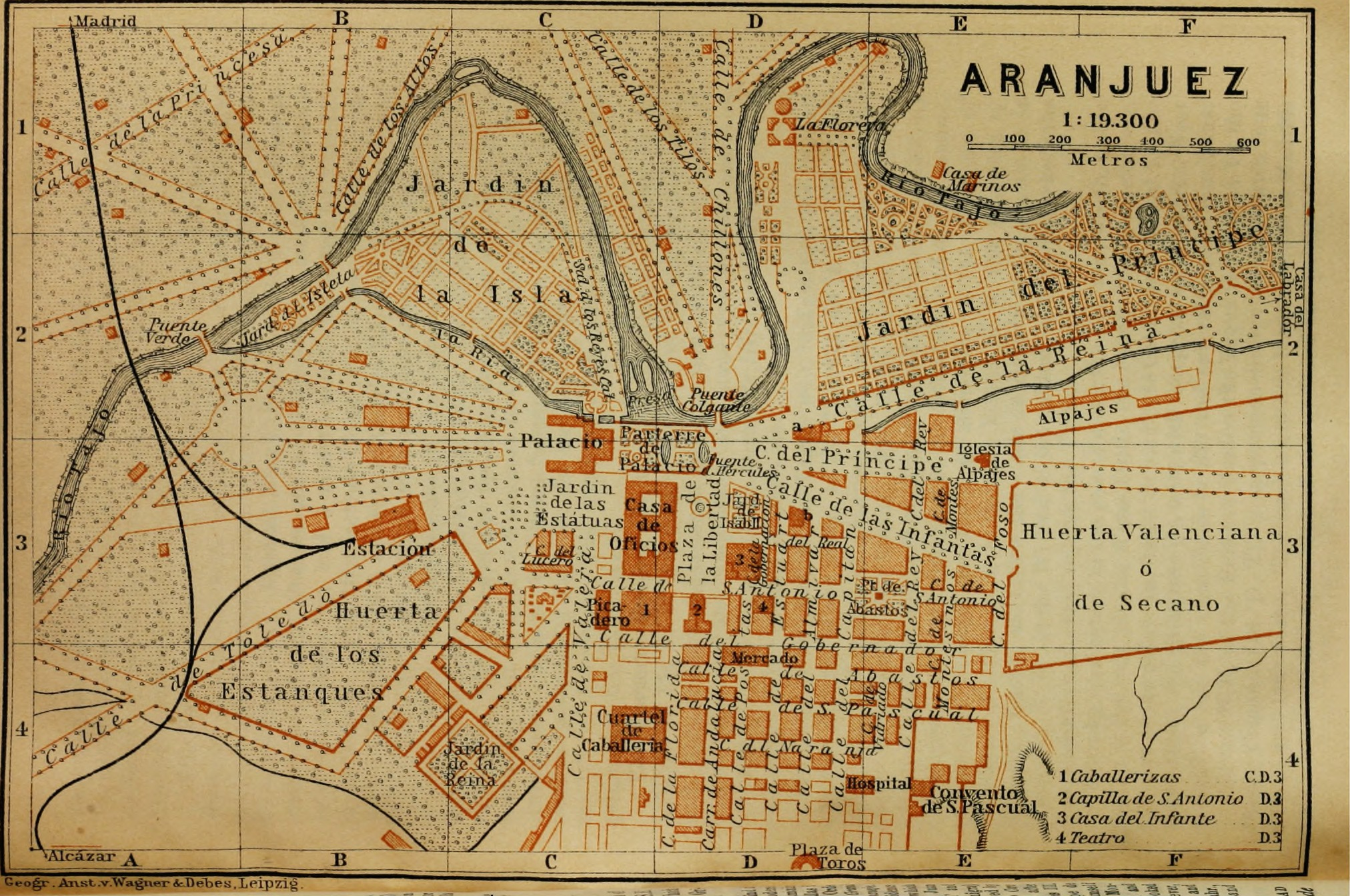
Plano de Aranjuez en 1901

Su carácter urbano y su morfología apenas se modificaron hasta los años 1950. Hasta entonces, son reseñables la construcción de la nueva estación de ferrocarril en los años veinte, la construcción —a partir de 1932— de los estudios cinematográficos ECESA al este del casco antiguo (posteriormente sustituidos por Manufacturas Fotográficas Españolas) y la instalación en 1935 del puente de Hierro, en sustitución del puente Colgado, a los que habría que añadir algunas industrias en torno al ferrocarril, al oeste del núcleo urbano y sin planificación previa. 
Durante la guerra civil, la villa sufrió distintos daños, que afectaron principalmente a iglesias y jardines. A partir de la posguerra, la industrialización se había consolidado y Aranjuez había dejado de ser una población de economía agrícola; sin embargo, la ciudad no estaba preparada, lo que conllevó un crecimiento desordenado y a través de distintas tipologías. Algunos de los primeros desarrollos fueron las colonias del Progreso, de los Cables (Pirelli) y de la Penicilina, al suroeste del casco antiguo. Sin embargo, el mayor crecimiento se produjo hacia el este, con la continuación del tridente en torno al paseo de las Moreras y la colonia Aviación —desarrollada en los años sesenta para trabajadores del ejército estadounidense—, y hacia el sureste, donde a lo largo de las décadas de 1950 y 1960 se formó el llamado Nuevo Aranjuez. Este se desarrolló de forma anárquica, con manzanas irregulares y sin apenas espacios abiertos. Para paliar tales problemas, en los años 1980 se tomaron algunas medidas como limitar la altura de los edificios y la creación del parque Pozo de las Nieves.

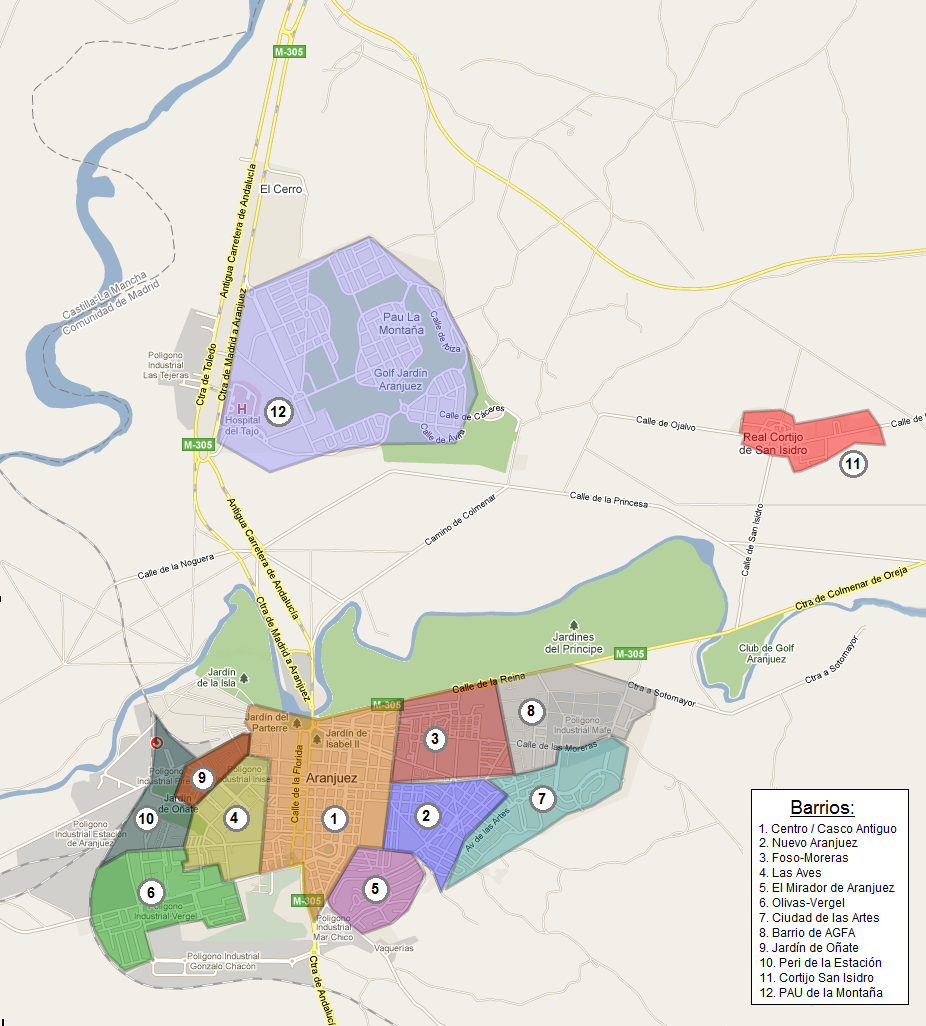
A principios del, el ayuntamiento divide el casco urbano en los barrios Foso-Moreras, Las Aves, Nuevo Aranjuez, Centro, Vergel-Olivas y La Montaña

El 7 de mayo de 1968 se aprobó el Plan General de Ordenación Urbana de Aranjuez, cuya implantación se produjo en los años 1970 por medio de, entre otras, estas actuaciones: la urbanización El Mirador, situada sobre un cerro al sureste del casco antiguo, cuyos trabajos comenzaron hacia 1972; el Polígono de las Aves, aprobado en 1974 y promovido por la Obra Sindical del Hogar al suroeste del casco antiguo, en los terrenos que antiguamente ocupaba el jardín de la Reina; y el plan de ordenación Jardín Narváez, también al oeste del casco antiguo, entre las calles Toledo y Joaquín Rodrigo.
Con objeto de adaptarse a la Reforma de la Ley del Suelo (1975) y atender las necesidades del casco antiguo, en 1981 se aprobó la Revisión y Adaptación del Plan General de Ordenación Urbana. Se abandonaban las ideas desarrollistas de anteriores propuestas y se limitaba el crecimiento del núcleo urbano; para este se elaboró un Plan Especial de Reforma Interior del Casco de Aranjuez, con el objetivo de poner en valor su patrimonio cultural a través de la conservación de monumentos y edificios de interés histórico, y la renovación de edificios en estado de deterioro. Se incluyó, por ejemplo, la ubicación de la nueva variante de la N-IV al oeste de la población, se urbanizaron distintos sectores del extrarradio y se disponían nuevos desarrollos industriales al oeste y sur del casco antiguo.
En 1996, y dando respuesta a la Ley del Patrimonio Histórico Español de 1985, se revisaron ambos planes y se integraron en un nuevo Plan General. Este contaba entre sus objetivos la protección medioambiental y el desarrollo de los sectores económicos del turismo, el ocio y la cultura. Desde entonces se levantaron nuevos desarrollos, como en la zona sureste (antiguo campo de fútbol) y Olivas, en el paseo del Deleite, donde también se inauguró en 1998 un centro comercial. Junto a este, en 1997 se puso en marcha el polígono industrial Gonzalo Chacón. Por último destaca, a partir de 2001, el desarrollo del PAU La Montaña al norte del casco urbano, a modo de gran urbanización, con viviendas principalmente unifamiliares, campo de golf y casino, donde también se levantó el hospital del Tajo.

## Economía
Actividad empresarial y desempleo
La economía de Aranjuez presenta la misma estructura predominante en el resto de la Comunidad de Madrid y de España: dominio del sector terciario y secundario y presencia simbólica del sector primario. A nivel empresarial, en 2008 el 76,7 % de las empresas se enmarcaban en el sector servicios, el 21,3 % en la industria y construcción, y el 2,1 % en el sector primario. En relación con el producto interior bruto municipal, que en 2018 era de 22 667 per cápita, el 26,57 % lo aportaban los servicios de distribución y hostelería, el 24,85 % la industria y energía, el 18,53 % los servicios a empresas y financieros, el 3,66 % la construcción, el 1,09 % el sector primario, y el 25,30 % otros servicios. El desempleo, a lo largo del siglo XXI, ha pasado de 1691 personas en mayo de 2005 a 4175 personas en febrero de 2020, de las cuales 1602 eran hombres y 2573 eran mujeres.
| Gráfica de evolución del porcentaje de paro de Aranjuez entre 2006 y 2023 |
|                                                                           |
| Fuente: Diario Expansión                                                  |

Sector primario

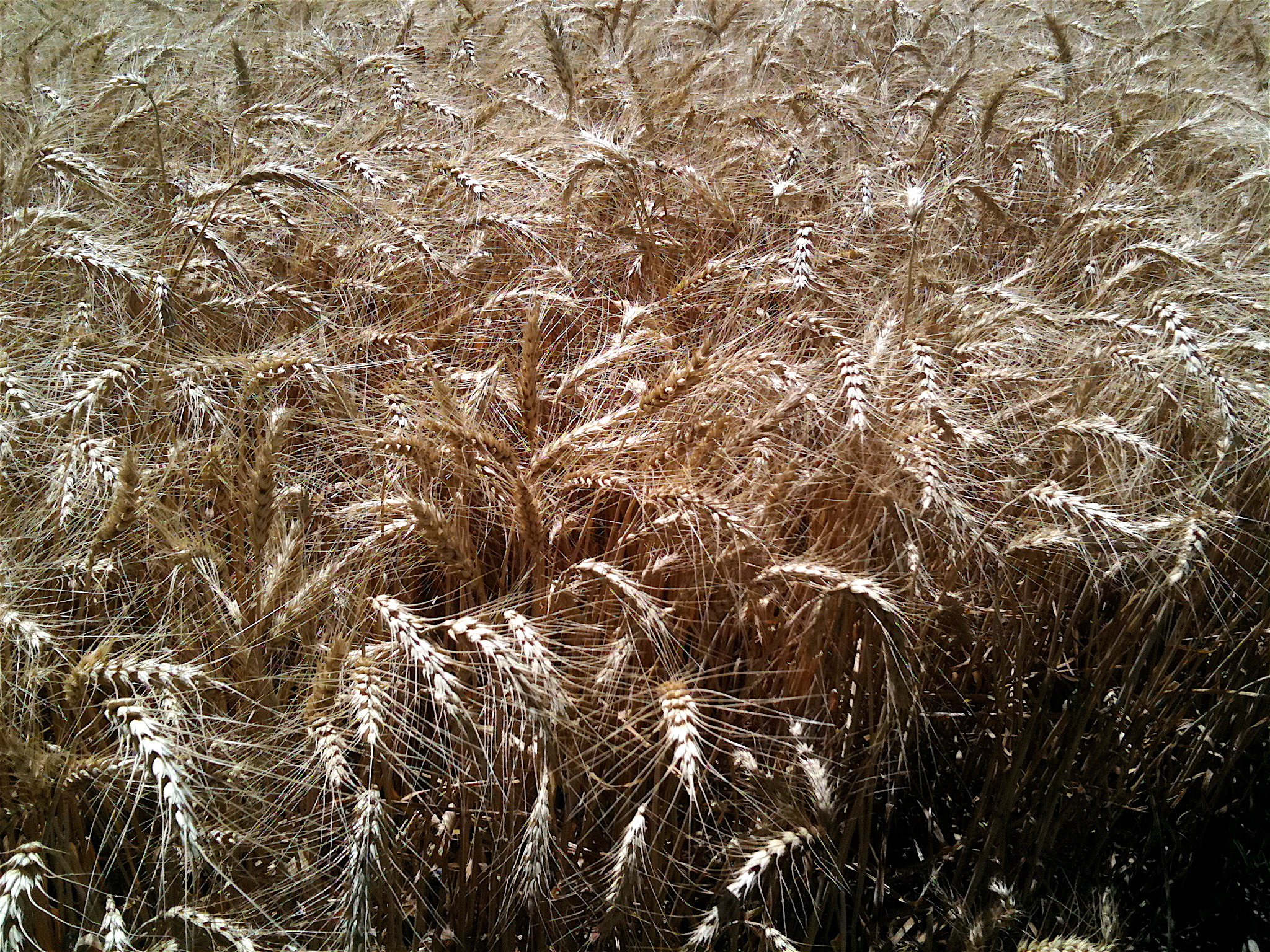
Campo de trigo en Aranjuez

Tradicionalmente, la actividad agraria ha desempeñado un importante papel en la economía de Aranjuez debido a su función como abastecedora de productos, principalmente frutas y verduras, al mercado de Madrid. Así, en 1950, la agricultura ocupaba a un 37,4 % de su población activa. Sin embargo, en las décadas siguientes se inició el trasvase de trabajadores a los sectores industrial y de servicios, y en 1975 suponía el 9,8 % de la población y en 2001 únicamente el 1,96 %. Este hecho no supuso una disminución de las tierras cultivables si no una transformación, ya que se produjo un abandono de los cultivos que exigían más mano de obra, como fresa, fresón y frutales, y su sustitución por otros que requieren menos cuidados y permiten el uso de maquinaria. Esta actividad agrícola se mantiene de forma simbólica, al igual que en el resto de la comarca de Las Vegas, y está amenazada por la falta de relevo generacional, la escasa rentabilidad o la falta de explotación de las huertas históricas.
En cuanto a la superficie agrícola, en 2009 el 73,01 % correspondía a tierras labradas, el 16,46 % a pastos permanentes, y el 10,53 % al resto de tierras. Por su parte, también en 2009, el ganado bovino era el más representativo (72,80 %), seguido del ovino (14,70 %), porcino (3,63 %) y aves (0,23 %).
Sector secundario

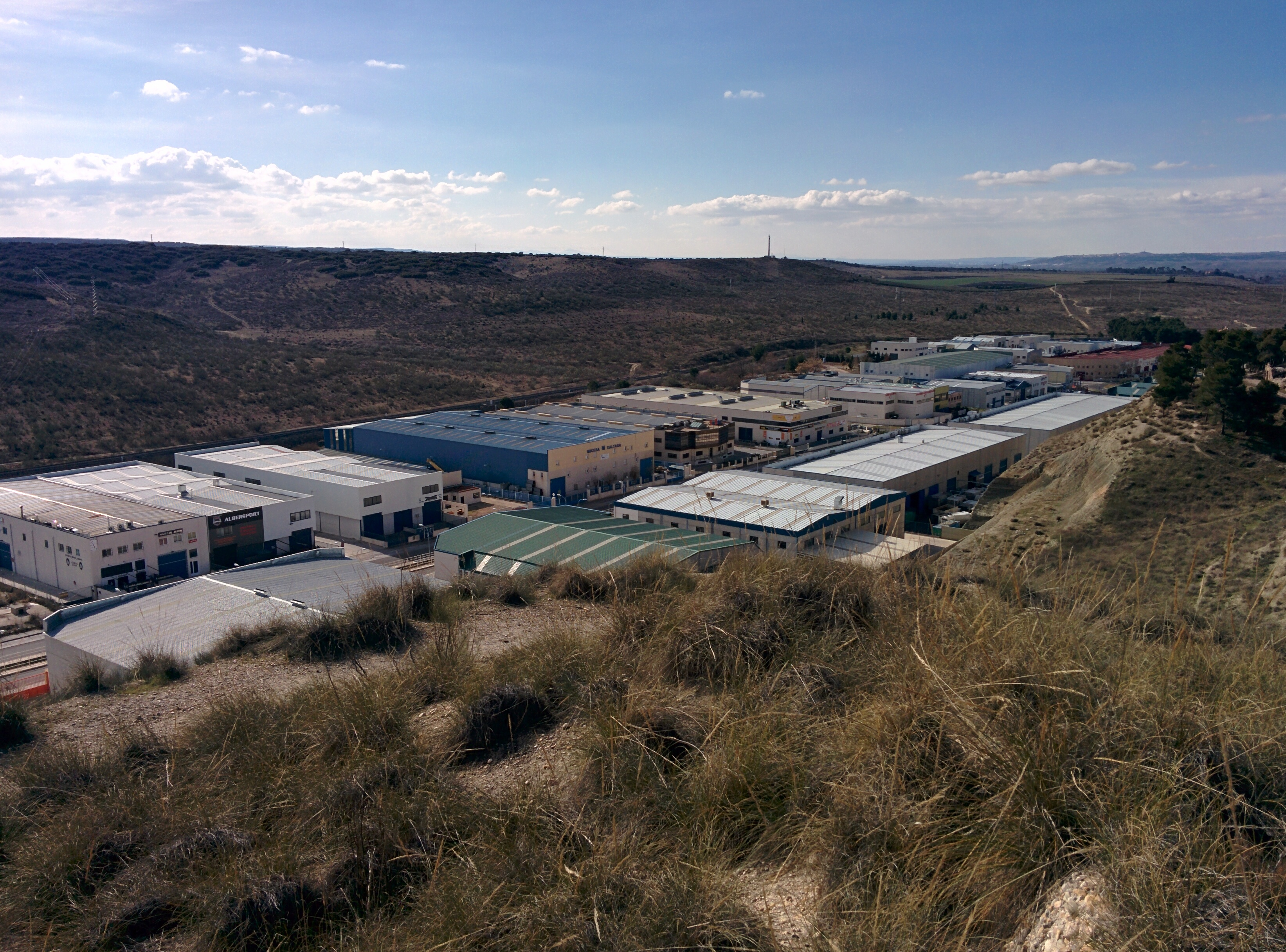
Polígono industrial Gonzalo Chacón

Al contrario que otros municipios rurales del área metropolitana de Madrid, donde se produjo un rápido proceso de industrialización, Aranjuez se industrializó lentamente, sin dejar atrás su actividad agraria. En 1950, la industria ocupaba a un 23,9 %, en 1975 representaba el 50,4 % y en 2001 suponía el 23,89 % de los trabajadores, además de un 9,56 % en el sector de la construcción. A mediados del siglo XX, en la provincia de Madrid, la industria tendió a localizarse tanto en la capital como en núcleos que ejerciesen como cabeceras de comarca; en Aranjuez, por tanto, se establecieron industrias como la Compañía Española de Penicilina y Antibióticos (CEPA) y la Lever Ibérica que, sumadas a otras ya existentes, como la Sociedad General Azucarera, Manufacturas Fotográficas Españolas (MAFE) y Experiencias Industriales (EISA), hicieron del municipio uno de los focos industriales con mayor número de población activa industrial.
Sin embargo, en la década siguiente, con el primer Plan de Desarrollo y la creación del área metropolitana (1963), cambiaron los criterios de localización, y las industrias se desplazaron a núcleos del entorno de Madrid, en un radio de unos 20 kilómetros, a lo largo de la principales vías de comunicación. Esto dejó fuera a Aranjuez, que no disfrutó de los beneficios otorgados a las zonas industriales del área metropolitana, y con el tiempo vio reducida su actividad industrial en favor del sector servicios. A ello se sumaron los efectos de la Gran Recesión. Así, por ejemplo, cerraron la azucarera, la fábrica de Agfa-Gevaert, la fábrica de Fruehauf (que pasó a manos de la empresa ISN) y Unilever. La ciudad cuenta con los polígonos industriales de Las Tejeras, Gonzalo Chacón, Estación, Inisel y Pirelli, en los cuales están asentadas empresas como API Fabricación (señalización de carreteras), Carburos Metálicos (gases industriales y medicinales), Cortefiel (textil), Ercros (productos farmacéuticos), Indra (tecnologías de la información y defensa) y Robert Bosch GmbH (electricidad de automoción).
Sector terciario

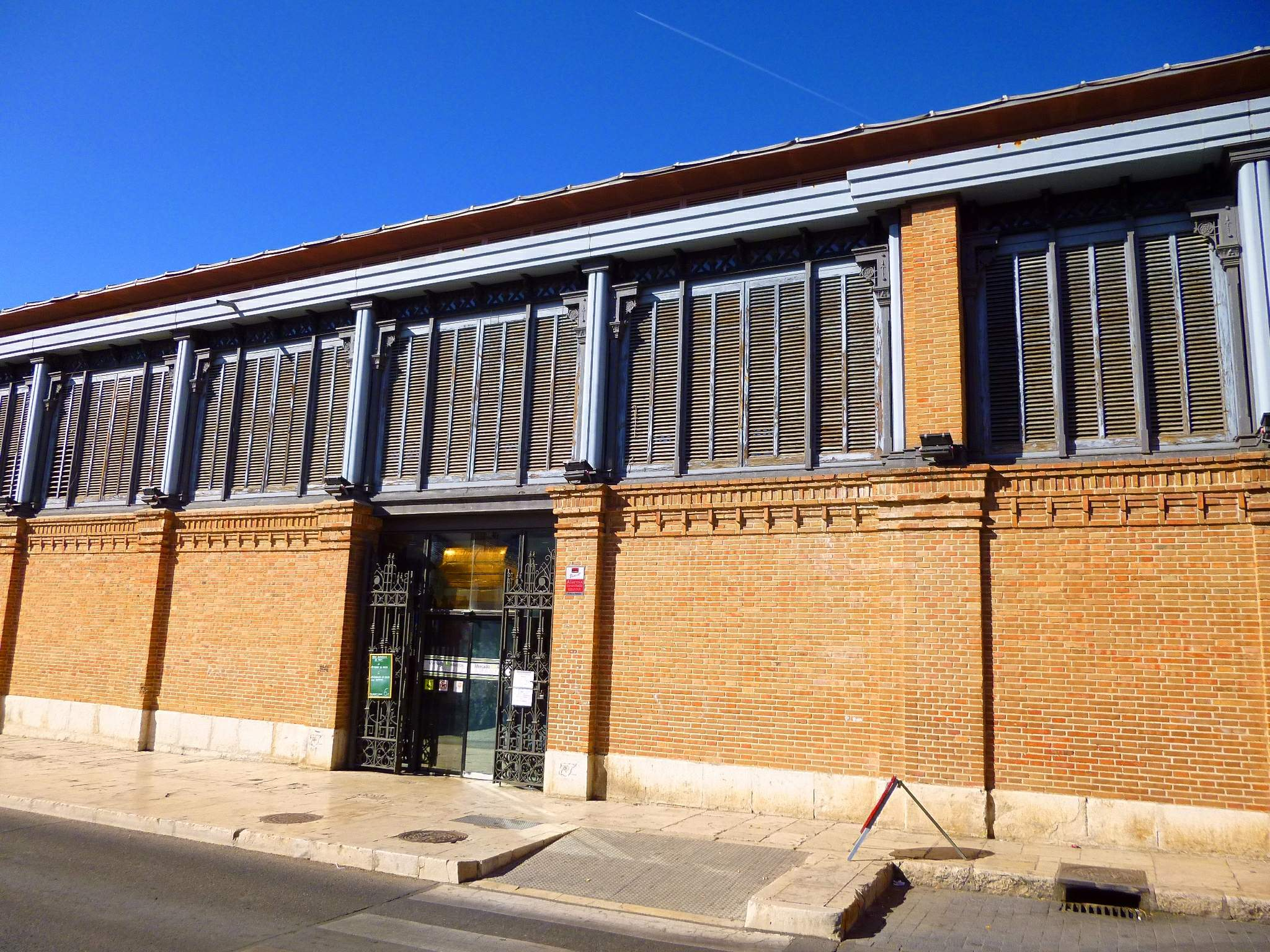
Mercado de abastos

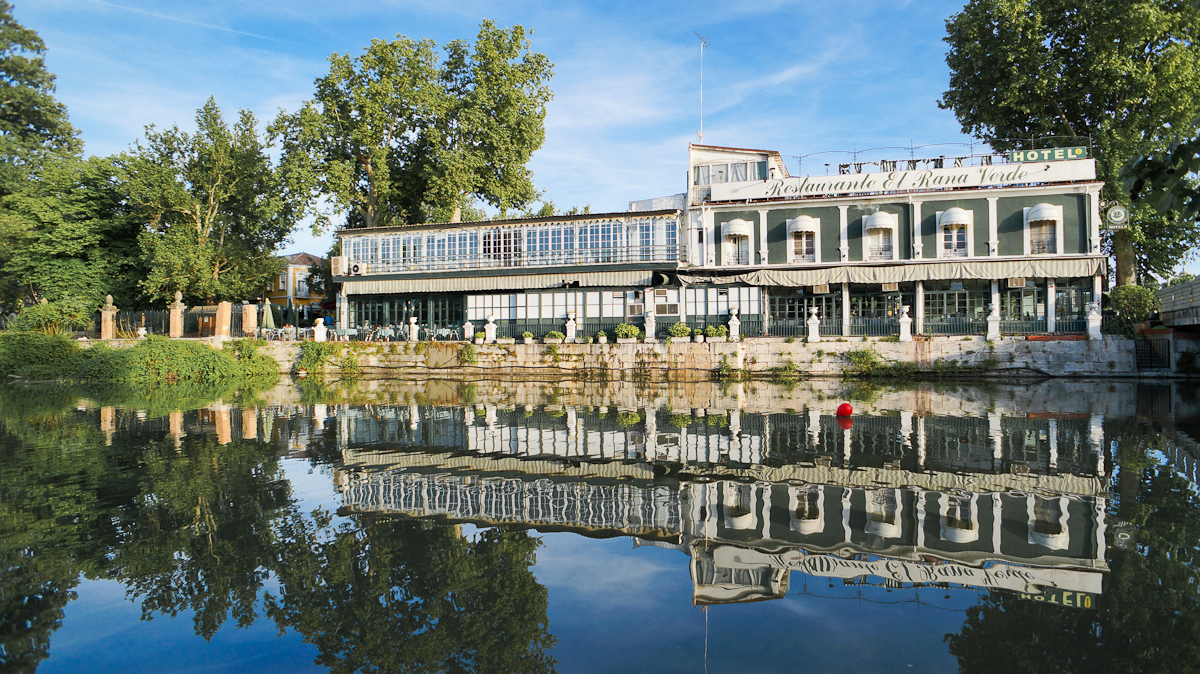
El Rana Verde, uno de los restaurantes más emblemáticos de Aranjuez, a orillas del Tajo

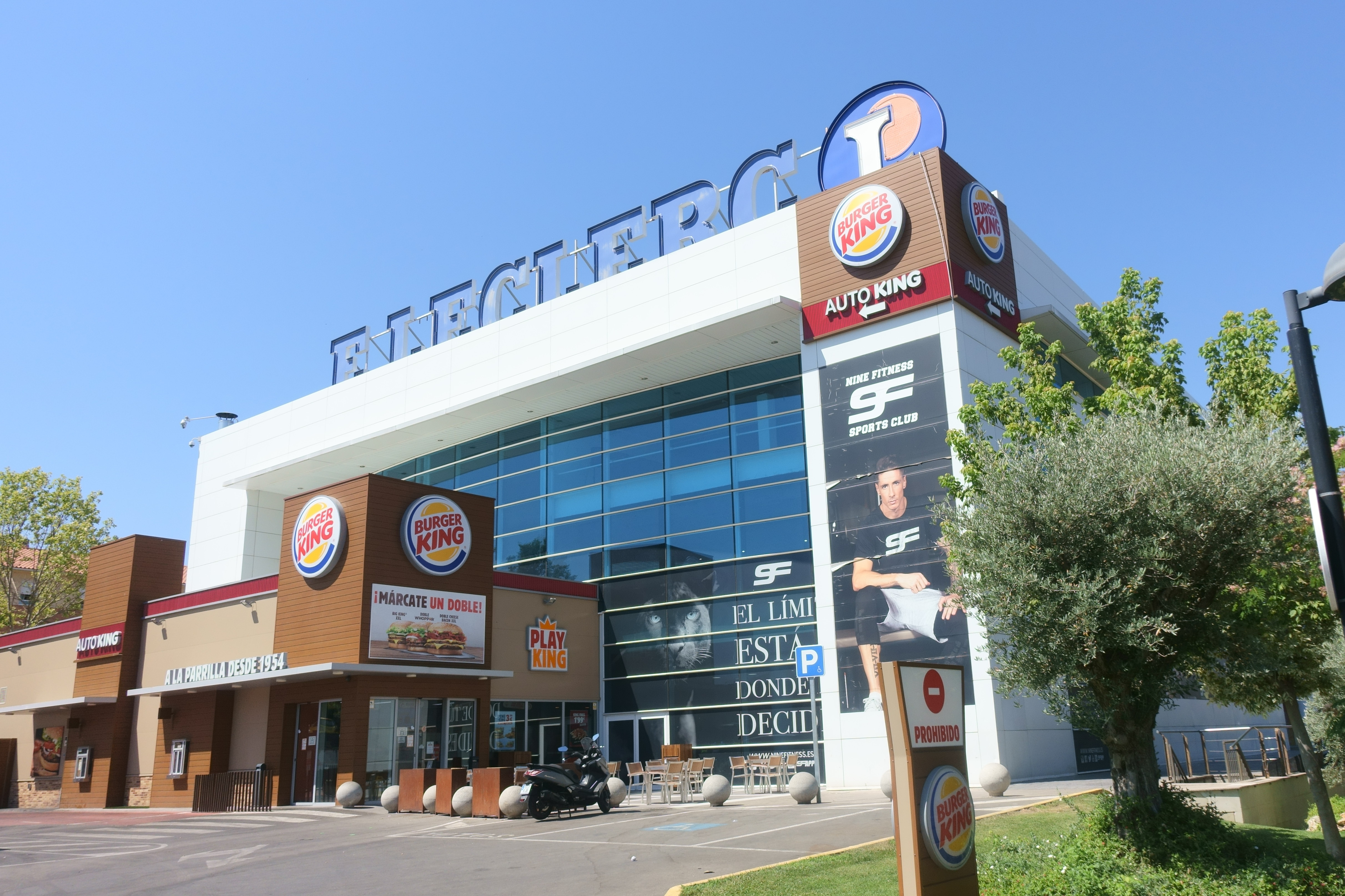
Centro Comercial El Deleite

El sector servicios constituye el principal pilar económico del municipio y su crecimiento ha sido continuo desde mediados del siglo XX, al mismo tiempo que la actividad industrial perdía peso. Así, en 1950 ocupaba al 27,7 % de la población, en 1975 al 39,8 %, y en 2001 al 64,59 %. Si se tienen en cuenta el número de ocupados por cada 1000 habitantes, en 2018 las actividades que ocupaban el primer puesto eran el comercio y hostelería (97,18), seguidas de administraciones públicas, educación y sanidad (88,33), información y servicios profesionales (38,45), transporte y almacenamiento (12,26) y actividades financieras y de seguros (5,18), siendo 22,51 en el resto de actividades.
Predomina el pequeño comercio, localizado principalmente en el casco antiguo. En este, por ejemplo, se ubica el mercado de abastos, y cada fin de semana se celebran dos mercadillos, uno de ropa, decoración y alimentación, y otro de antigüedades y coleccionismo. Al suroeste, en el barrio de Vergel-Olivas, se encuentra el centro comercial El Deleite, con presencia de la cadena francesa E. Leclerc, y en el barrio de La Montaña se levanta otro espacio comercial, Aranjuez Plaza, que nunca llegó a inaugurarse.
El turismo, si bien no está consolidado como una de las principales actividades económicas del municipio, responde a su patrimonio histórico y monumental, declarado Patrimonio de la Humanidad en 2001. A ello se suman iniciativas como el Tren de la Fresa, puesto en marcha en 1984, y el Gran Casino Aranjuez, inaugurado en 2005. En 2009, la Comunidad de Madrid declaró Aranjuez como zona de gran afluencia turística con el objetivo de atraer el turismo de compras, complementando la oferta histórico-cultural existente.
Evolución de la deuda viva municipal
El concepto de deuda viva contempla sólo las deudas con cajas y bancos relativas a créditos financieros, valores de renta fija y préstamos o créditos transferidos a terceros, excluyéndose, por tanto, la deuda comercial.
| Gráfica de evolución de la deuda viva del Ayuntamiento de Aranjuez entre 2008 y 2024                   |
| |
| Deuda viva del Ayuntamiento de Aranjuez, en millones de euros, según datos del Ministerio de Hacienda. |

## Símbolos
El escudo heráldico que representa al municipio sigue el siguiente blasón o descripción escrita:

«Escudo partido en dos cuarteles: Primero, en campo de plata la Cruz de Santiago, de gules. Segundo, en campo de gules río de plata y azur, surmontado de palacio de oro. Al timbre, Corona Real de España cerrada: círculo de oro engastado con piedras preciosas que sostienen ocho florones de hojas de acanto, visibles cinco, interpoladas de perlas y de cuyas hojas salen sendas diademas que convergen en un punto de unión, un orbe de azur, con semimeridiano y ecuador en oro y una cruz de oro; la corona forrada de gules. En punta del escudo, una cinta de oro anudada, cargada con la leyenda: “Real Sitio y Villa de Aranjuez».
Boletín Oficial de la Comunidad de Madrid nº 165 de 14 de julio de 2009

La bandera municipal aprobada de manera oficial el 20 de mayo de 1999 se describe de la siguiente manera:

«De proporciones 2:3. Paño azul, cargado al centro con el Escudo de Armas de la Villa, oficialmente aprobado, con su timbre».
Boletín Oficial del Estado nº 194 de 14 de agosto de 1999

## Gobierno y administración

### Administraciones
Administración municipal

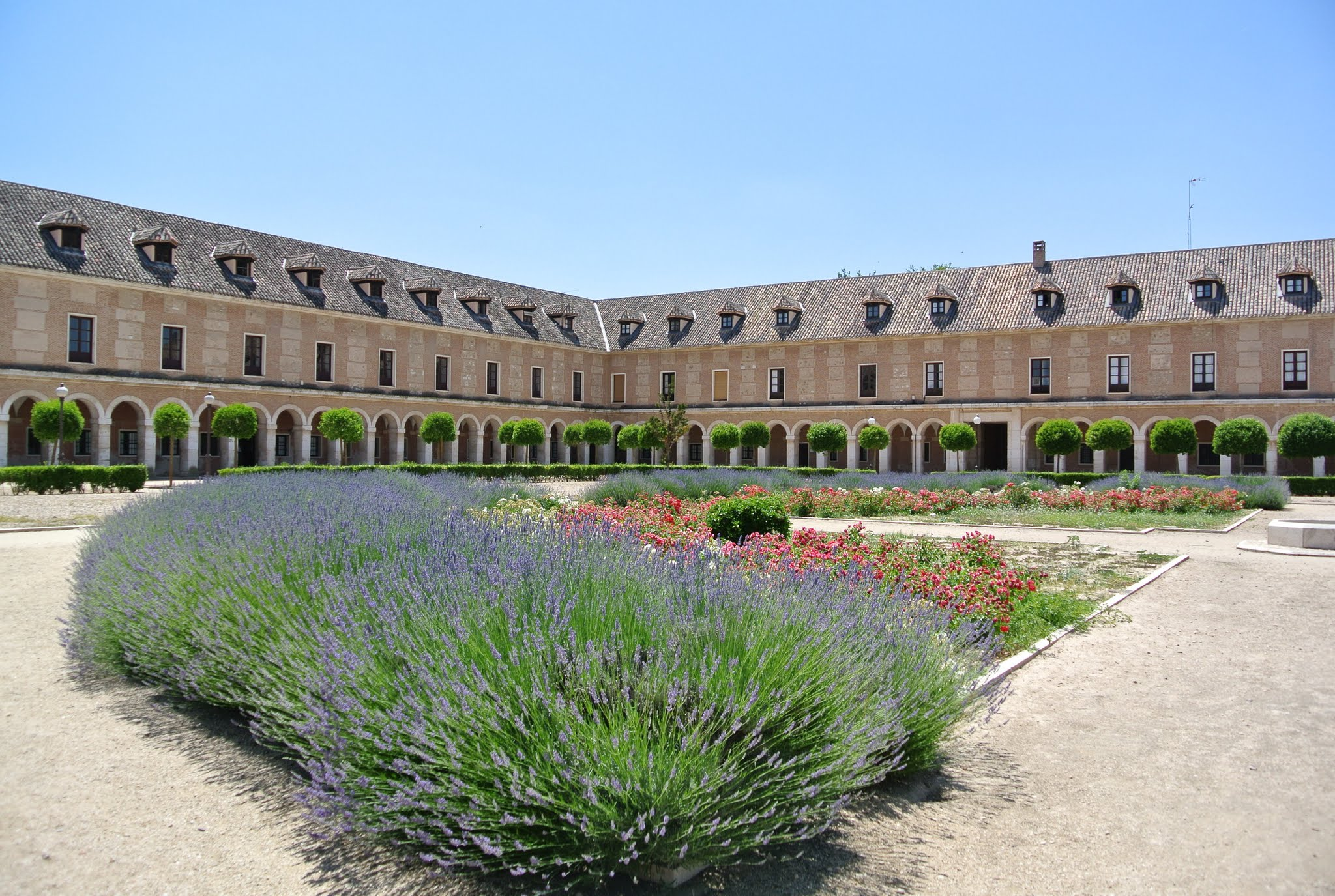
La Casa de Caballeros y Oficios acoge, entre otros servicios, los juzgados

La administración local del municipio corre a cargo de un ayuntamiento cuyos componentes se eligen cada cuatro años por sufragio universal. El censo electoral está compuesto por todos los residentes empadronados en Aranjuez mayores de 18 años, nacionales de España y de los otros Estados miembros de la Unión Europea. Según lo dispuesto en la Ley del Régimen Electoral General, que establece el número de concejales elegibles en función de la población del municipio, la corporación municipal está formada por 25 concejales.
Administración judicial
Aranjuez es cabeza del partido judicial del mismo nombre, el número 8 de la Comunidad de Madrid, y tiene tres juzgados de primera instancia e instrucción.

### Gobierno municipal
Tras las elecciones democráticas de 1979 accedió a la alcaldía Eduardo García Fernández, quien ejerció desde abril de 1979 a mayo de 1995, primero de la mano de la Organización Revolucionaria de Trabajadores, gracias a los votos de Unión de Centro Democrático e independientes —próximos a Fuerza Nueva—, y después con el Partido Socialista Obrero Español, tras el pacto realizado a mediados de 1979, partido con el que renovó la alcaldía en 1983, 1987 y 1991, este último año con apoyo de Izquierda Unida. En las elecciones de 1995 obtuvo la victoria José María Cepeda Barros, del Partido Popular, quien revalidó su cargo en 1999 y gobernó hasta 2003, en ambos casos con mayoría absoluta.
Tras las elecciones de 2003 accedió a la alcaldía Jesús Dionisio Ballesteros, del PSOE, al gobernar en coalición con Izquierda Unida, y en 2007 renovó su cargo tras su victoria por mayoría absoluta. En las elecciones de 2011, el número de concejales ascendió de 21 a 25 debido al aumento de población, ya que Aranjuez superó los 50 000 habitantes. Tras dichos comicios, el Partido Popular obtuvo la mayoría absoluta de la mano de María José Martínez de la Fuente. Cuatro años después, en las elecciones de 2015, repitió como la candidatura más votada; sin embargo, Cristina Moreno Moreno, del PSOE, fue elegida alcaldesa gracias a los votos de Aranjuez Ahora e In-Par.
En las elecciones de 2019 la lista más votada fue la del PSOE, pero finalmente accedió a la alcaldía María José Martínez de la Fuente gracias al apoyo de Ciudadanos, Vox y Agrupación Ciudadana Independiente para Aranjuez. En 2023, el Partido Popular fue la candidatura más votada y Martínez de la Fuente fue reelegida con el apoyo de Vox. Sin embargo, el 12 de junio de 2024 renunció a su cargo, y el día 21 del mismo mes, el hasta entonces primer teniente de alcaldesa, Miguel Gómez Herrero, fue investido como nuevo alcalde.
| Partido político   | 1979  | 1979       | 1983  | 1983       | 1987  | 1987       | 1991  | 1991       | 1995   | 1995       | 1999   | 1999       |
| Partido político   | Votos | Concejales | Votos | Concejales | Votos | Concejales | Votos | Concejales | Votos  | Concejales | Votos  | Concejales |
| ------------------ | ----- | ---------- | ----- | ---------- | ----- | ---------- | ----- | ---------- | ------ | ---------- | ------ | ---------- |
| PSOE               | 4449  | 6          | 8724  | 12         | 8257  | 11         | 6160  | 8          | 6809   | 7          | 8008   | 8          |
| ORT                | 4006  | 6          | —     | —          | —     | —          | —     | —          | —      | —          | —      | —          |
| UCD                | 3144  | 4          | —     | —          | —     | —          | —     | —          | —      | —          | —      | —          |
| PCE                | 2324  | 3          | 2460  | 3          | —     | —          | —     | —          | —      | —          | —      | —          |
| Independientes     | 1719  | 2          | —     | —          | —     | —          | 902   | 1          | 235    | 0          | —      | —          |
| PP (AP hasta 1989) | —     | —          | 3748  | 5          | 4353  | 5          | 5713  | 8          | 10 434 | 11         | 10 289 | 11         |
| FE-JONS            | —     | —          | 1134  | 1          | —     | —          | —     | —          | —      | —          | —      | —          |
| CDS                | —     | —          | 649   | 0          | 2737  | 3          | 956   | 1          | —      | —          | —      | —          |
| IU                 | —     | —          | —     | —          | 1862  | 2          | 2588  | 3          | 3119   | 3          | 2123   | 2          |
| PTE-UC             | —     | —          | —     | —          | 794   | 0          | —     | —          | —      | —          | —      | —          |
| PDP                | —     | —          | —     | —          | 65    | 0          | —     | —          | —      | —          | —      | —          |
| PH                 | —     | —          | —     | —          | 61    | 0          | —     | —          | —      | —          | 86     | 0          |
| Los Verdes         | —     | —          | —     | —          | —     | —          | 812   | 0          | 557    | 0          | —      | —          |
| MSA                | —     | —          | —     | —          | —     | —          | —     | —          | —      | —          | 356    | 0          |

| Partido político                                                     | 2003   | 2003       | 2007   | 2007       | 2011   | 2011       | 2015  | 2015       | 2019  | 2019       | 2023  | 2023       |
| Partido político                                                     | Votos  | Concejales | Votos  | Concejales | Votos  | Concejales | Votos | Concejales | Votos | Concejales | Votos | Concejales |
| -------------------------------------------------------------------- | ------ | ---------- | ------ | ---------- | ------ | ---------- | ----- | ---------- | ----- | ---------- | ----- | ---------- |
| PSOE                                                                 | 10 392 | 10         | 10 474 | 11         | 6833   | 8          | 6471  | 7          | 6776  | 8          | 7341  | 7          |
| PP                                                                   | 9602   | 9          | 9012   | 9          | 11 833 | 14         | 7570  | 8          | 5361  | 6          | 9243  | 9          |
| IU (en coalición con Podemos en 2019 y con Podemos e In-Par en 2023) | 1855   | 1          | 966    | 0          | 1685   | 1          | 974   | 0          | —     | —          | —     | —          |
| ACIPA                                                                | 1427   | 1          | 1651   | 1          | 2126   | 2          | 2390  | 2          | 2529  | 2          | 2076  | 2          |
| CCPA                                                                 | —      | —          | 996    | 0          | 1037   | 0          | —     | —          | —     | —          | —     | —          |
| Los Verdes (en coalición con IU en 2011 y 2015)                      | —      | —          | 184    | 0          | —      | —          | —     | —          | —     | —          | —     | —          |
| PRPA                                                                 | —      | —          | —      | —          | 786    | 0          | —     | —          | —     | —          | —     | —          |
| UPyD                                                                 | —      | —          | —      | —          | 742    | 0          | 244   | 0          | —     | —          | —     | —          |
| ARAH                                                                 | —      | —          | —      | —          | —      | —          | 3397  | 4          | —     | —          | —     | —          |
| Cs                                                                   | —      | —          | —      | —          | —      | —          | 2165  | 2          | 2974  | 3          | 266   | 0          |
| In-Par                                                               | —      | —          | —      | —          | —      | —          | 2160  | 2          | 2135  | 2          | 2521  | 2          |
| Vox                                                                  | —      | —          | —      | —          | —      | —          | —     | —          | 2446  | 2          | 3822  | 4          |
| Podemos (en coalición con In-Par e IU en 2023)                       | —      | —          | —      | —          | —      | —          | —     | —          | 1974  | 2          | —     | —          |
| Somos Más Aranjuez                                                   | —      | —          | —      | —          | —      | —          | —     | —          | 1225  | 0          | —     | —          |
| Más Madrid                                                           | —      | —          | —      | —          | —      | —          | —     | —          | —     | —          | 1656  | 1          |

Alcaldía
| Periodo   | Nombre                           | Partido | Partido                                                                                    |
| --------- | -------------------------------- | ------- | ------------------------------------------------------------------------------------------ |
| 1979-1995 | Eduardo García Fernández         |         | Organización Revolucionaria de Trabajadores (ORT) Partido Socialista Obrero Español (PSOE) |
| 1995-2003 | José María Cepeda Barros         |         | Partido Popular (PP)                                                                       |
| 2003-2011 | Jesús Dionisio Ballesteros       |         | Partido Socialista Obrero Español (PSOE)                                                   |
| 2011-2015 | María José Martínez de la Fuente |         | Partido Popular (PP)                                                                       |
| 2015-2019 | Cristina Moreno Moreno           |         | Partido Socialista Obrero Español (PSOE)                                                   |
| 2019-2024 | María José Martínez de la Fuente |         | Partido Popular (PP)                                                                       |
| 2024-act. | Miguel Gómez Herrero             |         | Partido Popular (PP)                                                                       |

Áreas de gobierno

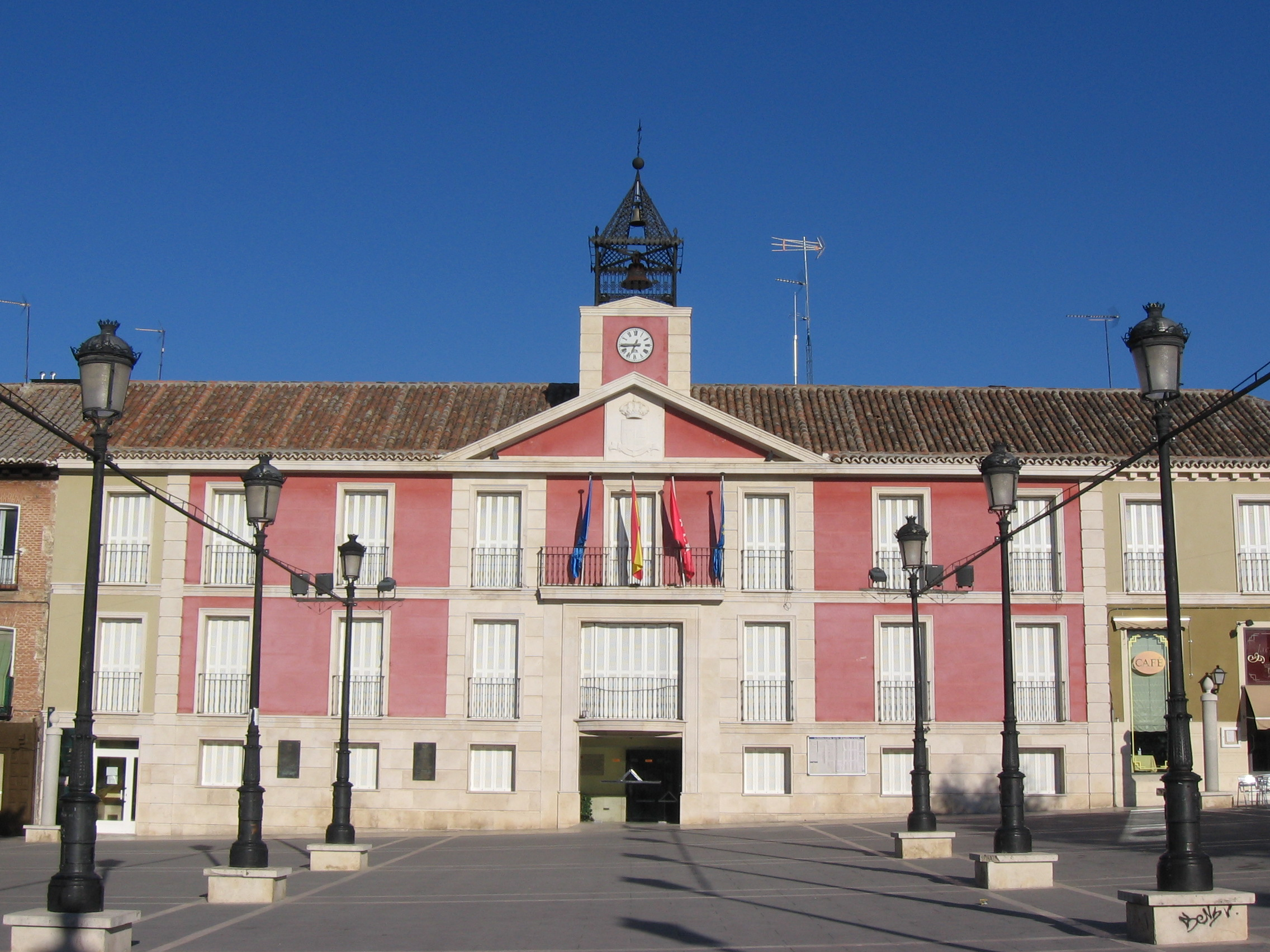
Casa consistorial

La gestión municipal está organizada en distintas áreas al frente de las cuales hay un concejal del equipo de gobierno. En la legislatura 2023-2027, las áreas de gestión del Ayuntamiento son las siguientes:
- Concejalía de Obras y Servicios, Turismo, Fiestas, Mujer, Participación Ciudadana y Atención al Ciudadano
- Concejalía de Planificación y Gestión Ambiental, Biodiversidad, Espacios Naturales, Medio Forestal, Proyectos e Infraestructuras Verde y Azul y Patrimonio Histórico
- Concejalía de Bienestar Social, Protocolo, Relaciones Institucionales, Hermanamientos, Asuntos Taurinos y Relaciones con el Cortijo
- Concejalía de Hacienda, Innovación y Emprendimiento y Seguridad Ciudadana
- Concejalía de Educación, Cultura y Universidad
- Concejalía de Empleo, Dinamización Económica, Urbanismo, Vivienda y Casco Histórico
- Concejalía de Deportes, Medios de Comunicación y Bienestar Animal
- Concejalía de Personal, Contratación, Patrimonio Municipal y Régimen Interior
- Concejalía de Familia, Mayores, Agricultura, Comercio y Hostelería
- Concejalía de Desarrollo Tecnológico e Informática, Transparencia, Transporte y Movilidad
- Concejalía de Juventud, Infancia, Salud y Consumo

## Servicios

### Transporte

#### Parque automovilístico
En 2018 existía en el municipio un parque automovilístico de 31 769 vehículos: de ellos, 25 720 eran turismos, 3213 camiones y furgonetas, 2328 motocicletas, 215 remolques, 78 tractores y 47 autobuses. En 2019 se daba una relación de 442,95 automóviles por cada 1000 habitantes. El municipio cuenta con un punto de Inspección Técnica de Vehículos situado en el polígono industrial Gonzalo Chacón.

#### Red viaria

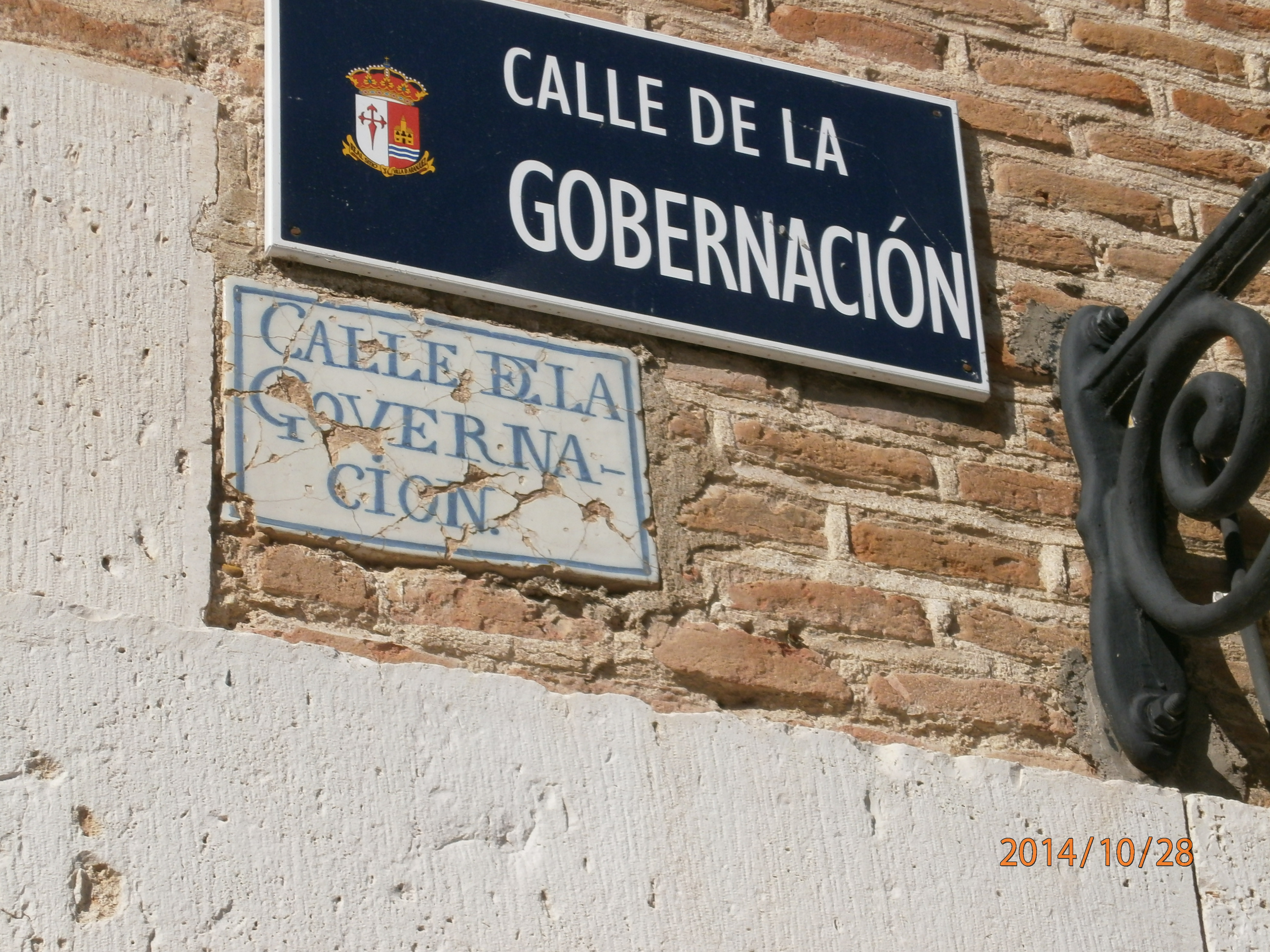
Placas de los siglos y en la esquina con la calle San Antonio

| Identificador | Denominación         | Itinerario                                                                                    |
| ------------- | -------------------- | --------------------------------------------------------------------------------------------- |
| A-4           | Autovía del Sur      | Discurre entre Madrid y Cádiz a través de Ocaña, Manzanares, Bailén, Córdoba, Sevilla y Jerez |
| R-4           | Autopista Radial 4   | Discurre entre Madrid y Ocaña a través de Getafe                                              |
| N-400         | Carretera nacional   | Discurre entre Toledo y Cuenca                                                                |
| M-305         | Carretera autonómica | Comunica con Chinchón                                                                         |
| M-416         | Carretera autonómica | Comunica con Las Infantas                                                                     |
| TO-2542       | Carretera provincial | Comunica con Ontígola y la A-4                                                                |

#### Transporte público
Aranjuez se encuentra en la zona tarifaria C1 del Consorcio Regional de Transportes de Madrid.
Ferrocarril

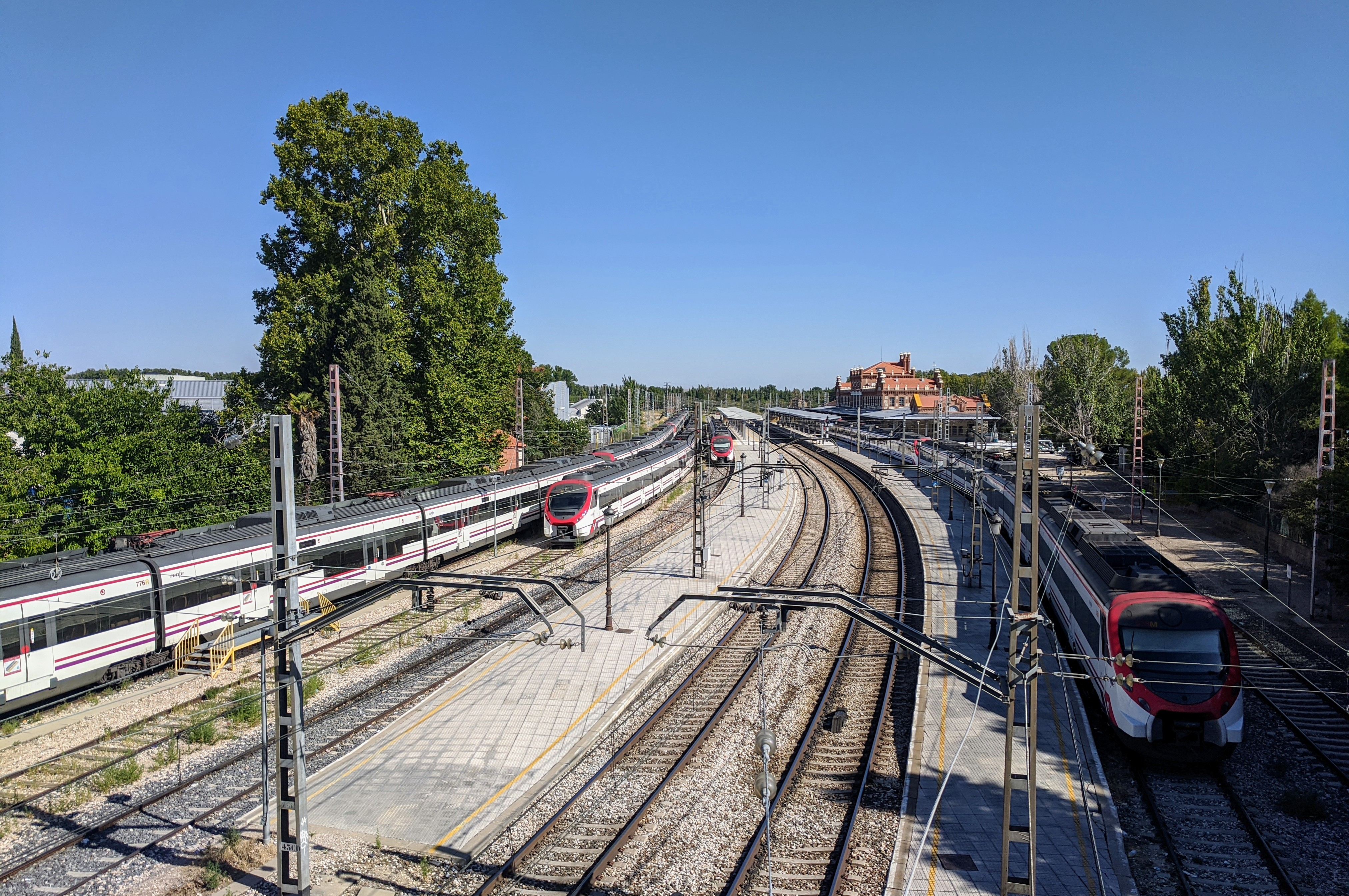
Estación de ferrocarril

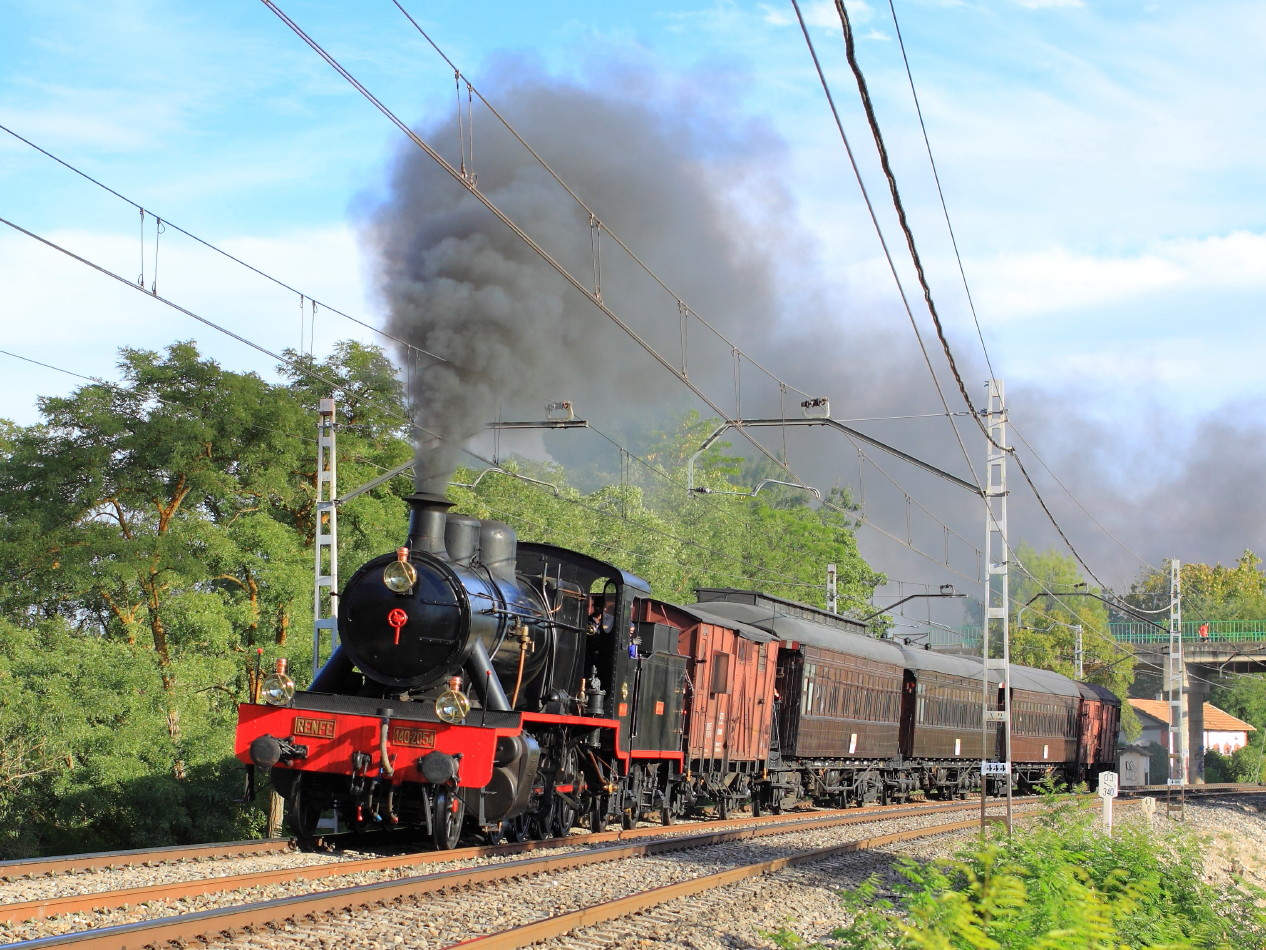
Tren de la Fresa

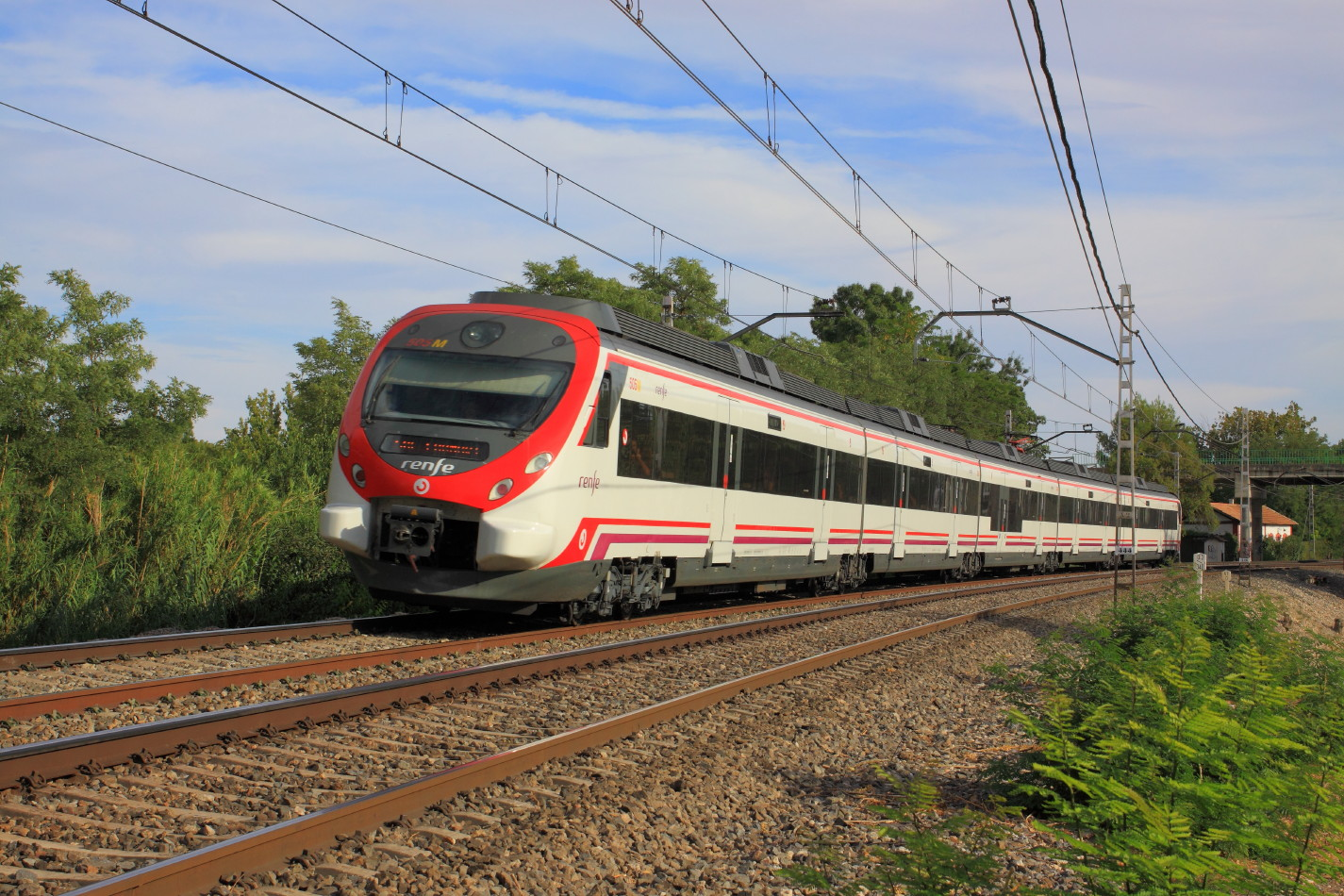
Cercanías a Madrid-Chamartín

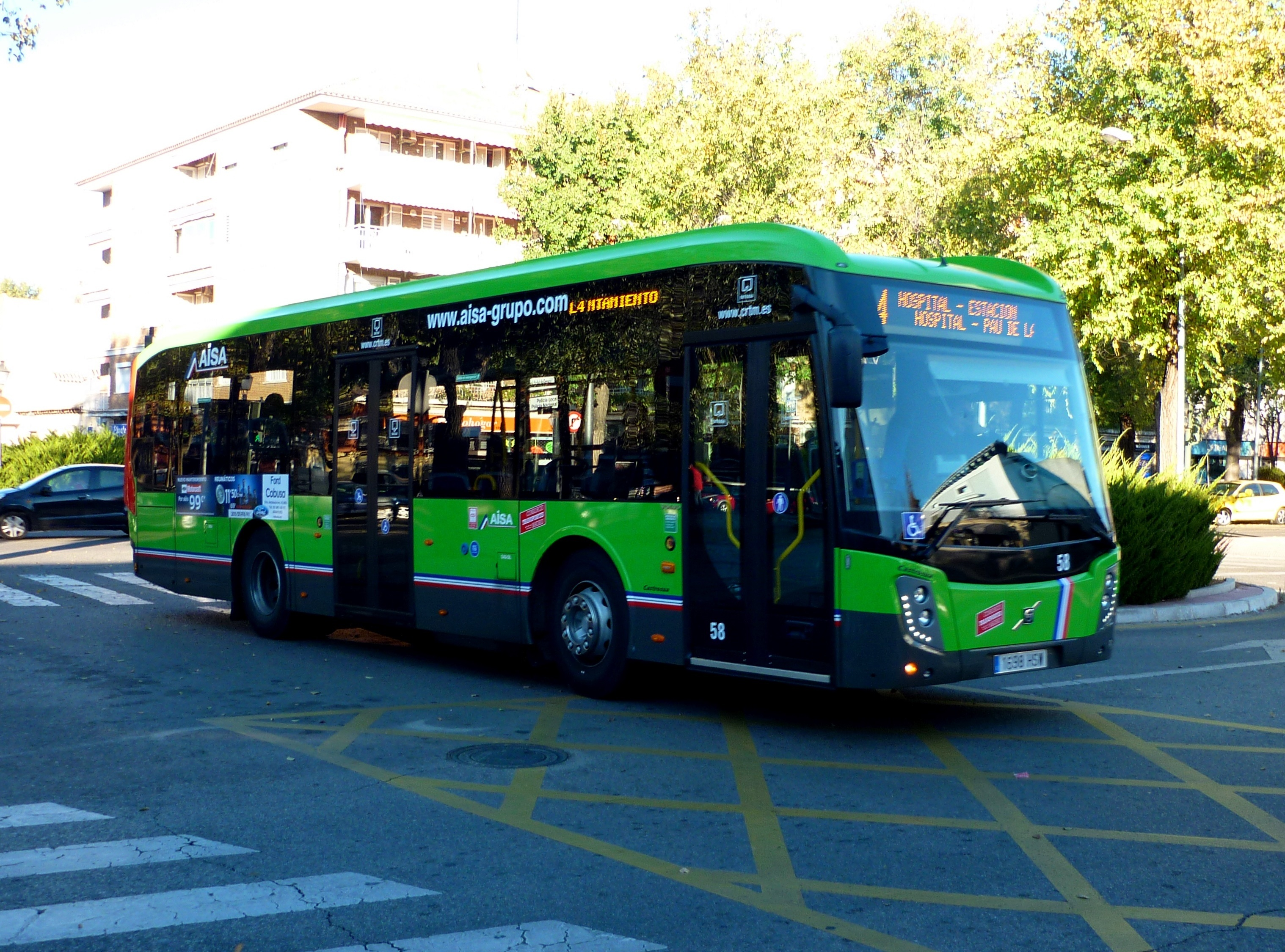
Autobús urbano de la línea 4

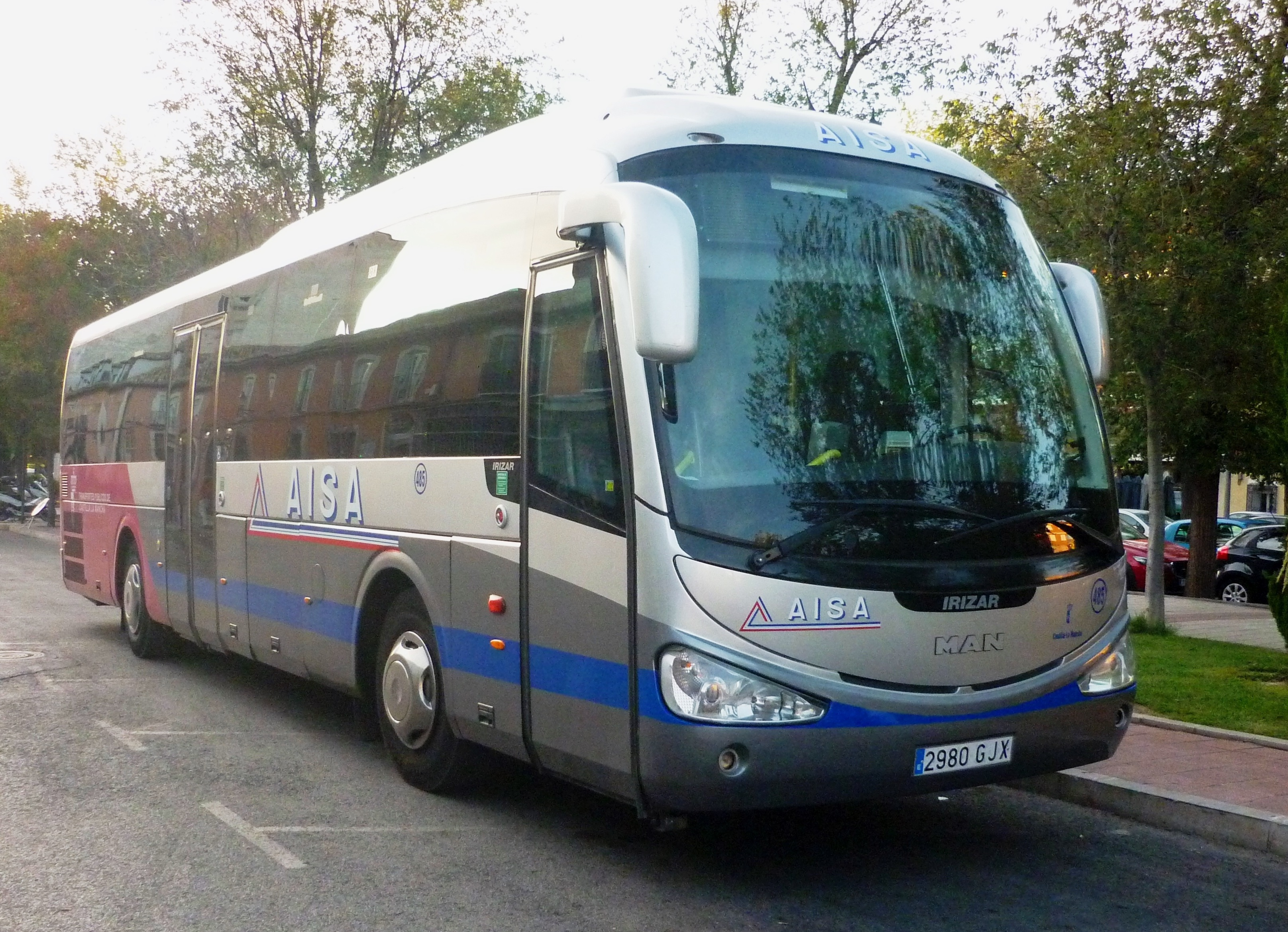
Autobús interurbano con destino a Castilla-La Mancha

El 9 de febrero de 1851, la reina Isabel II inauguró, bajo el patrocinio del marqués de Salamanca, el conocido como Tren de la Fresa, que discurría entre Madrid y Aranjuez y cuyo trazado constituyó el primer tramo de la línea Madrid-Alicante. Fue el segundo ferrocarril de la península ibérica, tras la línea entre Barcelona y Mataró. Desde 1984 circula, con fines turísticos, un tren que recrea el que hizo ese primer trayecto y que popularmente fue bautizado con el nombre de uno de los productos más típicos de la huerta de Aranjuez. Tal trazado es utilizado por la línea de Cercanías C-3 de Renfe que conecta Aranjuez con Madrid y El Escorial, pero, debido a su antigüedad, los problemas de averías y retrasos, junto al uso que también hacen de la misma trenes de mercancías, regionales y de largo recorrido, hacen que sea una de las líneas con más incidencias a lo largo del año.
Además del servicio de Cercanías, Aranjuez cuenta con las siguientes conexiones de media distancia:
- Línea 48: Madrid-Atocha Cercanías-Valencia.
- Línea 57: Madrid-Atocha Cercanías-Albacete, Alcázar de San Juan.
- Línea 58: Madrid-Chamartín-Jaén.
- Línea S/N: Madrid-Atocha Cercanías-Badajoz.

Hasta la inauguración de la línea de AVE Madrid-Toledo en noviembre de 2005, Aranjuez y sus pedanías de Castillejo y Algodor disponían de conexión ferroviaria con la ciudad de Toledo, que disfrutaban desde 1858. Otra línea de AVE, la de Madrid-Levante (Madrid-Cuenca-Valencia), discurre por el término municipal si bien los trenes no efectúan parada.
Autobús
Aranjuez cuenta con cinco líneas urbanas de autobús, operadas por la empresa AISA, que comunican los distintos barrios con la estación de ferrocarril:
| Línea | Recorrido                                                        |
| ----- | ---------------------------------------------------------------- |
| 1     | Circular (FF.CC. - Moreras - Urb. Arboleda de la Reina - FF.CC.) |
| 2     | Circular (FF.CC. - Residencia - FF.CC.)                          |
| 3     | Circular (FF.CC. - Glorieta de la Música - El Pino - FF.CC.)     |
| 4     | Estación FF.CC. - Hospital del Tajo - La Montaña                 |
| 5     | Circular (FF.CC. - La Montaña - FF.CC.)                          |

Con respecto al transporte interurbano, Aranjuez posee conexión con dos núcleos de movilidad; por un lado Madrid, a través del Consorcio Regional de Transportes de Madrid, y por otro lado Castilla-La Mancha. Las líneas de conexión con Madrid son las siguientes:
| Línea | Recorrido                                       |
| ----- | ----------------------------------------------- |
| 410   | Aranjuez - Ciempozuelos – San Martín de la Vega |
| 423   | Madrid (Estación Sur) – Aranjuez                |
| 429   | Madrid (Legazpi) - Aranjuez (PAU de la Montaña) |
| 430   | Aranjuez – Villarejo de Salvanés                |
| N402  | Madrid (Atocha) – Ciempozuelos - Aranjuez       |

Por su parte, las empresas AISA y SAMAR ofrecen conexiones con distintos núcleos de Castilla-La Mancha, como Toledo, Ontígola, Ocaña, Tarancón, Cuenca, Corral de Almaguer, Quintanar de la Orden, Miguel Esteban, Mota del Cuervo, Las Pedroñeras, San Clemente, Casasimarro, Quintanar del Rey, Tarazona de la Mancha, Madrigueras, Casas-Ibáñez, Pedro Muñoz, Socuéllamos, Villarrobledo y Tomelloso.
Otros
Aranjuez dispone de un servicio de taxi, con cinco paradas repartidas por el casco urbano: estación de ferrocarril, calle de las Infantas, glorieta 1.º de Mayo, Hospital Universitario del Tajo y Gran Casino Aranjuez. Entre 2009 y 2017 existió el servicio de préstamo de bicicletas AranBike. En cuanto al transporte aéreo, el aeropuerto Adolfo Suárez Madrid-Barajas es el más cercano al municipio, encontrándose a 57 kilómetros de Aranjuez.

### Educación

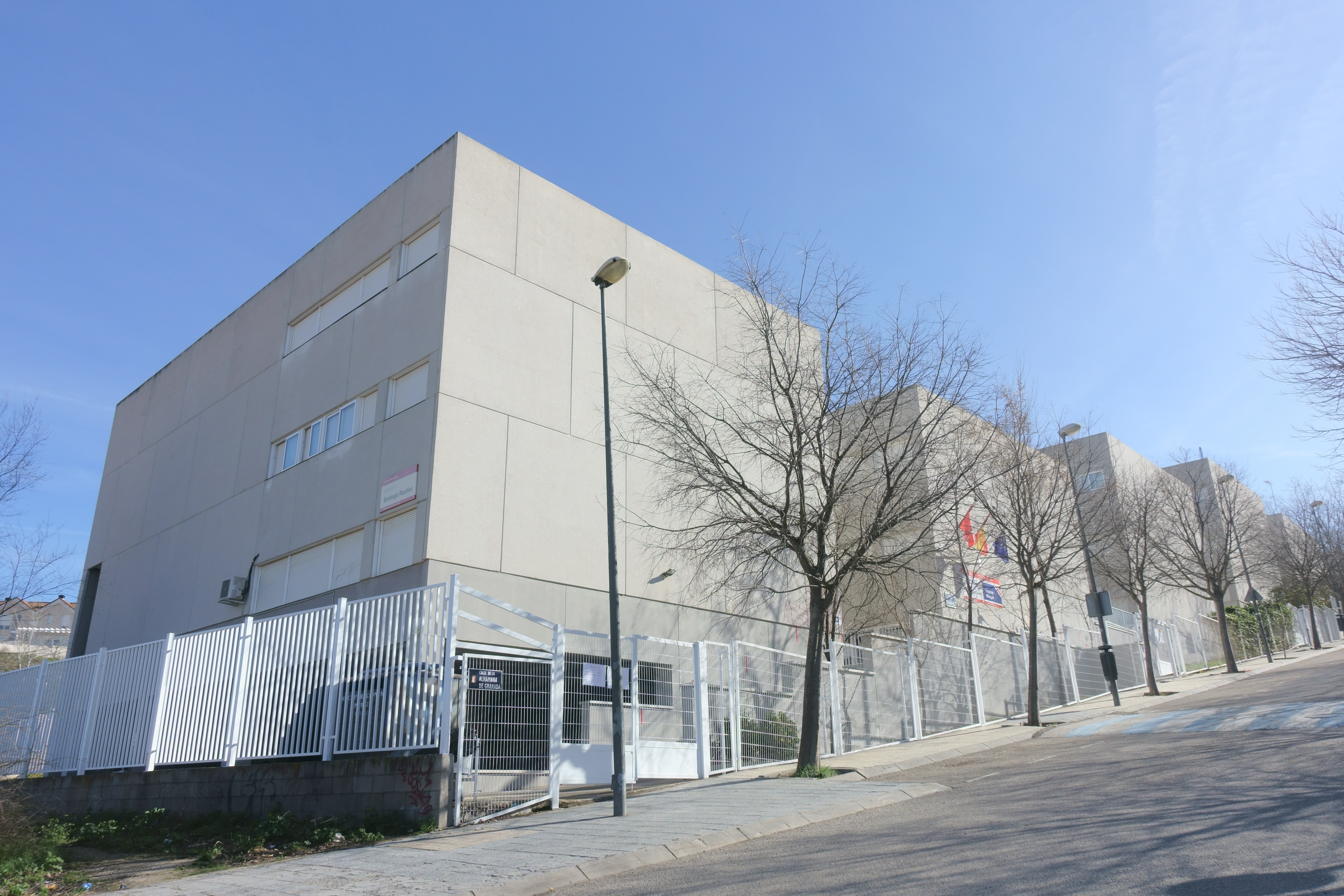
IES Santiago Rusiñol

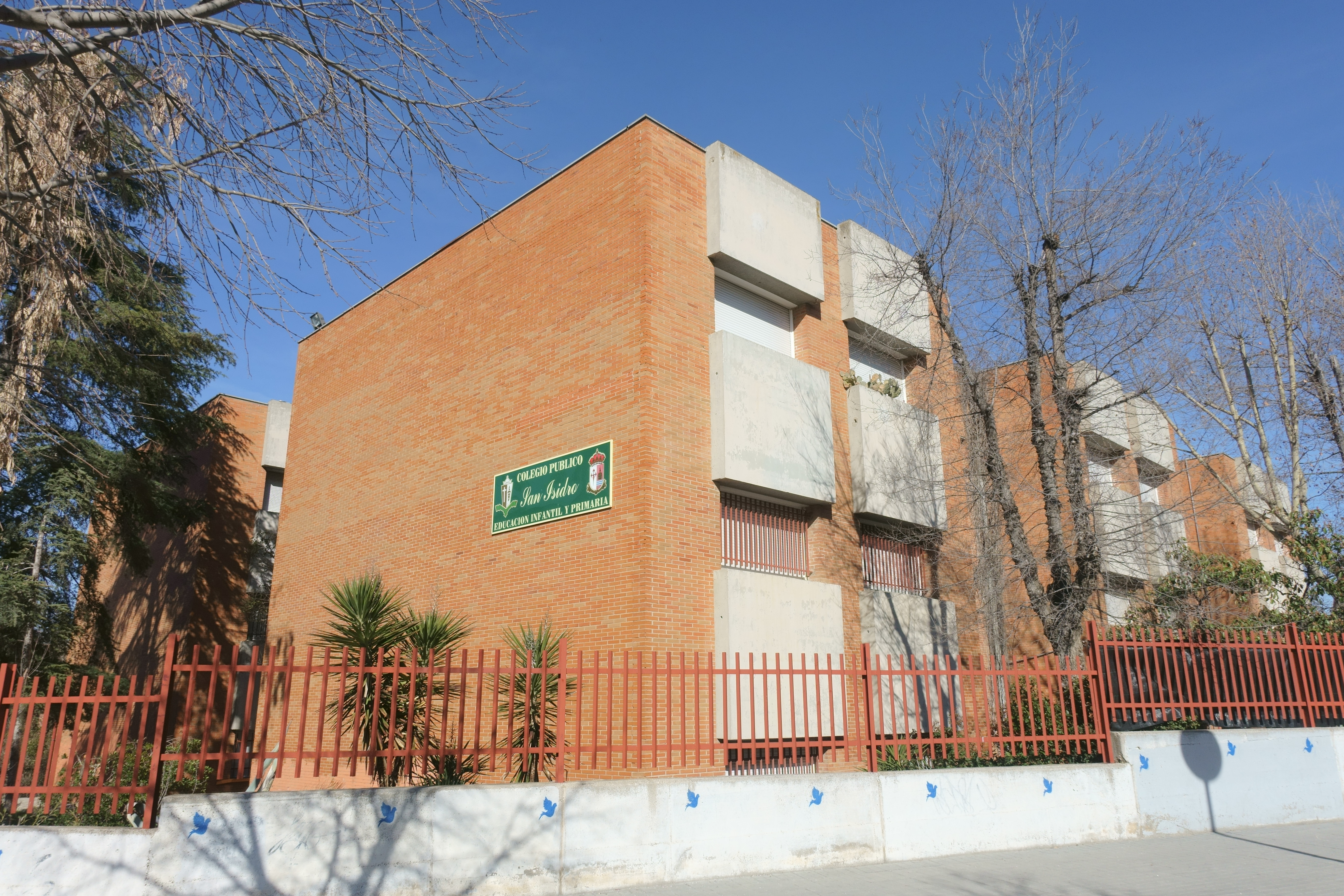
CEIP San Isidro

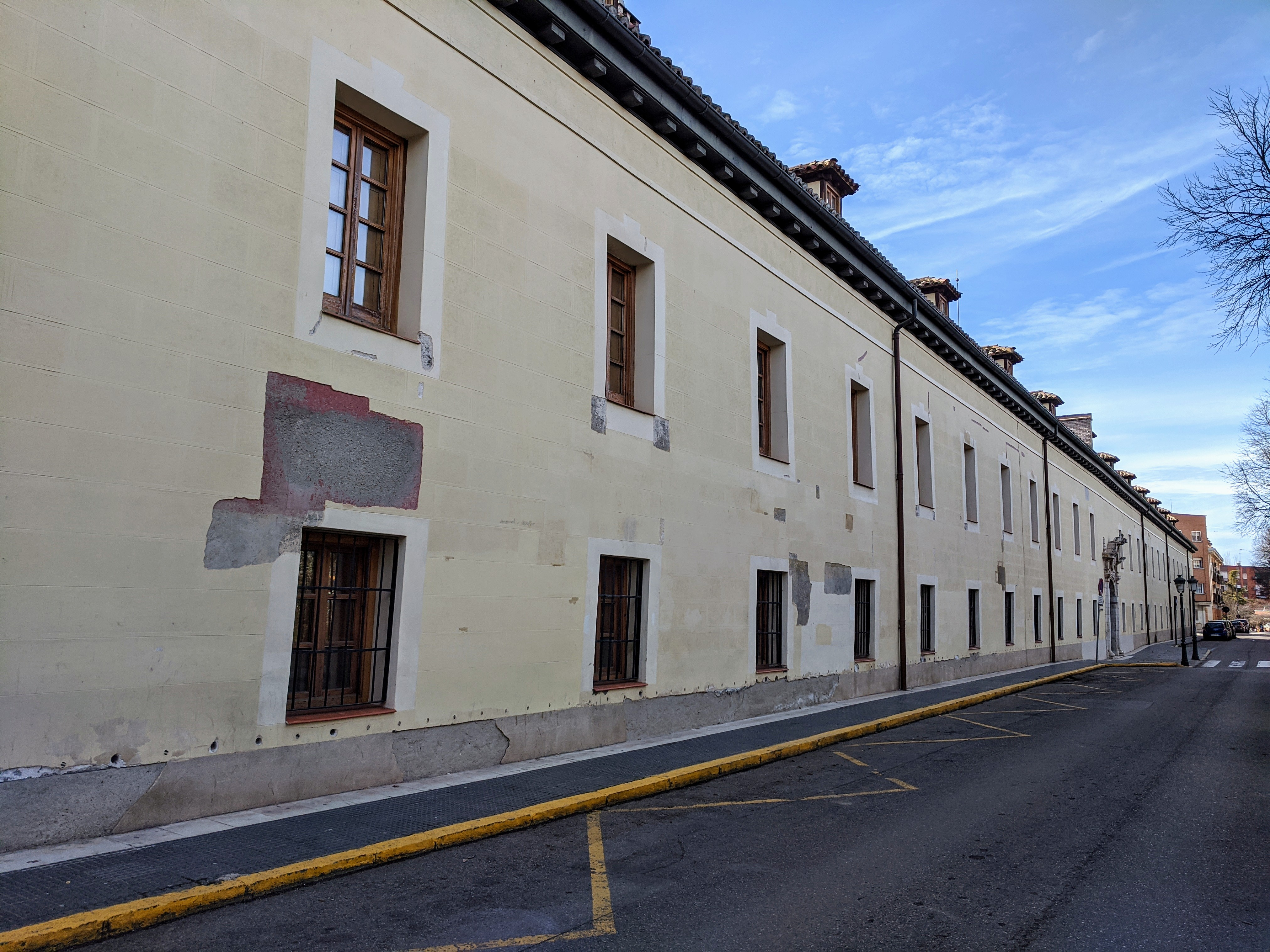
Centro de Estudios Superiores Felipe II en el antiguo Cuartel de Pavía

La oferta educativa existente en el municipio se concreta, a nivel público, en tres escuelas infantiles, seis centros de educación infantil y primaria, tres institutos de educación secundaria, un centro de educación infantil, primaria y secundaria y un centro de educación especial, y a nivel concertado, en cinco centros que imparten desde educación infantil hasta secundaria. Estos centros escolares están gestionados por la Consejería de Educación y Juventud de la Comunidad de Madrid. En dos de los institutos de educación secundaria y en uno de los centros concertados se ofrecen también cursos de Formación Profesional. En cuanto a las enseñanzas de régimen especial, Aranjuez cuenta con una Escuela Oficial de Idiomas, una escuela municipal de música y dos centros de educación de personas adultas.
| Centro                     | Tipo    | Educación           | Centro                                                         | Tipo       | Educación                       |
| -------------------------- | ------- | ------------------- | -------------------------------------------------------------- | ---------- | ------------------------------- |
| EEI El Regajal             | Público | Infantil            | CEIPSO Maestro Rodrigo                                         | Público    | Infantil, primaria y secundaria |
| EEI Jardines de Aranjuez   | Público | Infantil            | CPEE Príncipe de Asturias                                      | Público    | Especial                        |
| EEI Victoria Kamhi         | Público | Infantil            | CEPA José Luis Sampedro                                        | Público    | Adultos                         |
| CEIP Carlos III            | Público | Infantil y primaria | CEPA Dulce Chacón                                              | Público    | Adultos                         |
| CEIP San Fernando          | Público | Infantil y primaria | EOI Aranjuez                                                   | Público    | Idiomas                         |
| CEIP San Isidro            | Público | Infantil y primaria | Joaquín Rodrigo                                                | Público    | Musical                         |
| CEIP San José de Calasanz  | Público | Infantil y primaria | San Pascual (Cooperativa)                                      | Concertado | Infantil y primaria             |
| CEIP Santa Teresa de Jesús | Público | Infantil y primaria | Apóstol Santiago (Padres Somascos)                             | Concertado | Infantil, primaria y secundaria |
| CEIP Vicente Aleixandre    | Público | Infantil y primaria | Litterator (Cooperativa)                                       | Concertado | Infantil, primaria y secundaria |
| IES Alpajés                | Público | Secundaria          | Loyola (Salesianos)                                            | Concertado | Infantil, primaria y secundaria |
| IES Domenico Scarlatti     | Público | Secundaria          | Sagrada Familia (Fundación Educativa Santo Domingo. Dominicos) | Concertado | Infantil, primaria y secundaria |
| IES Santiago Rusiñol       | Público | Secundaria          |                                                                |            |                                 |

Universidad Rey Juan Carlos

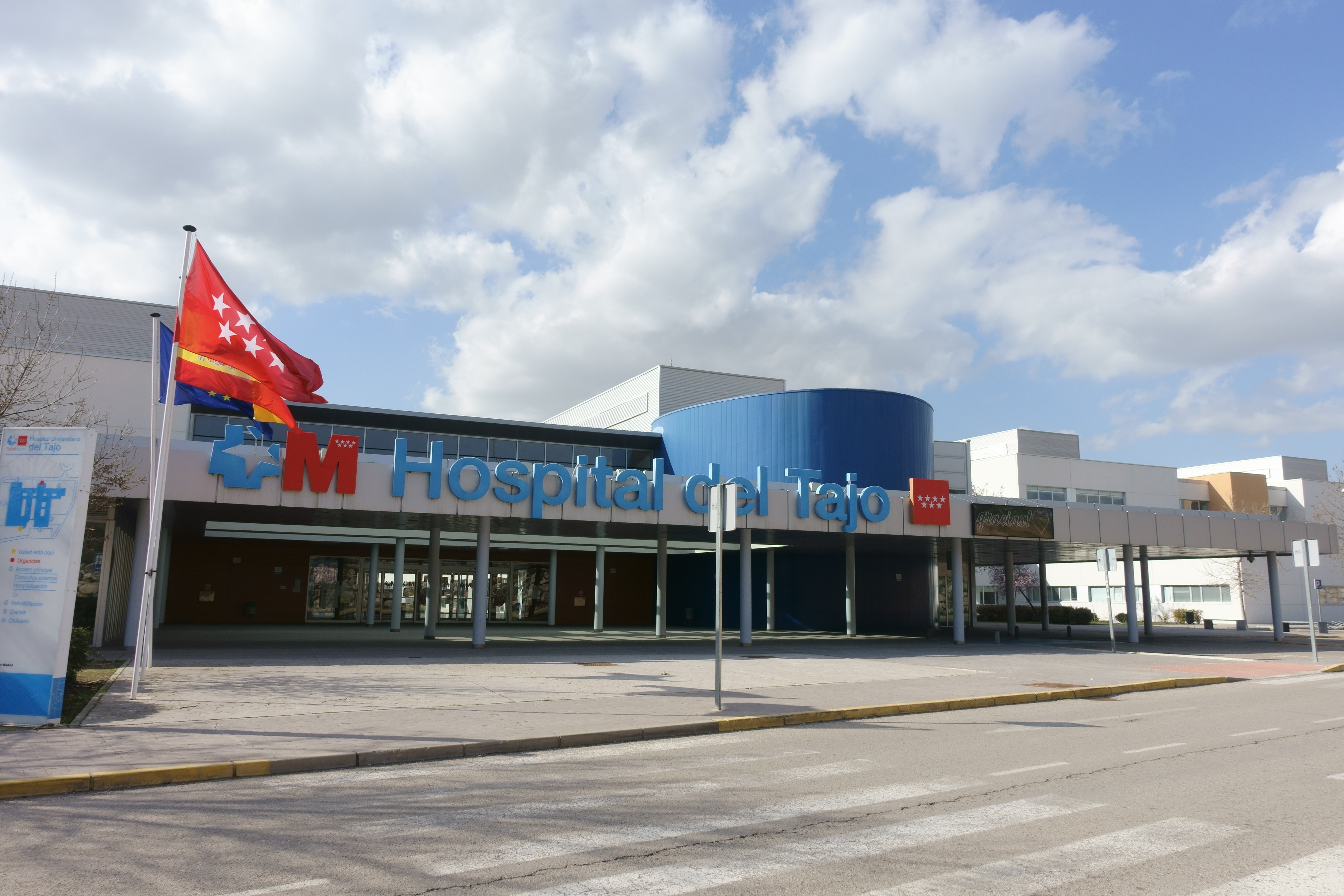
Hospital del Tajo

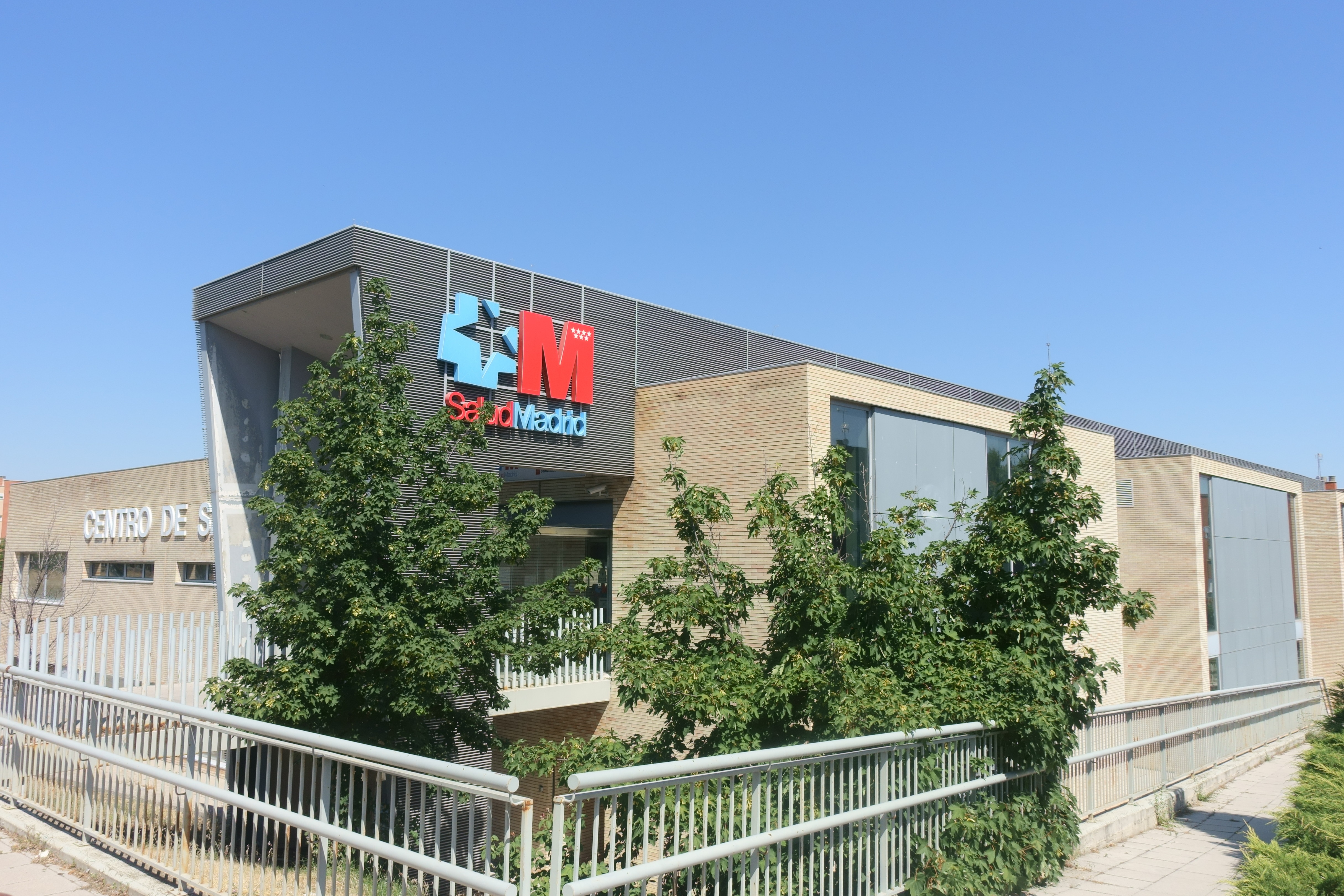
Centro de salud Las Olivas

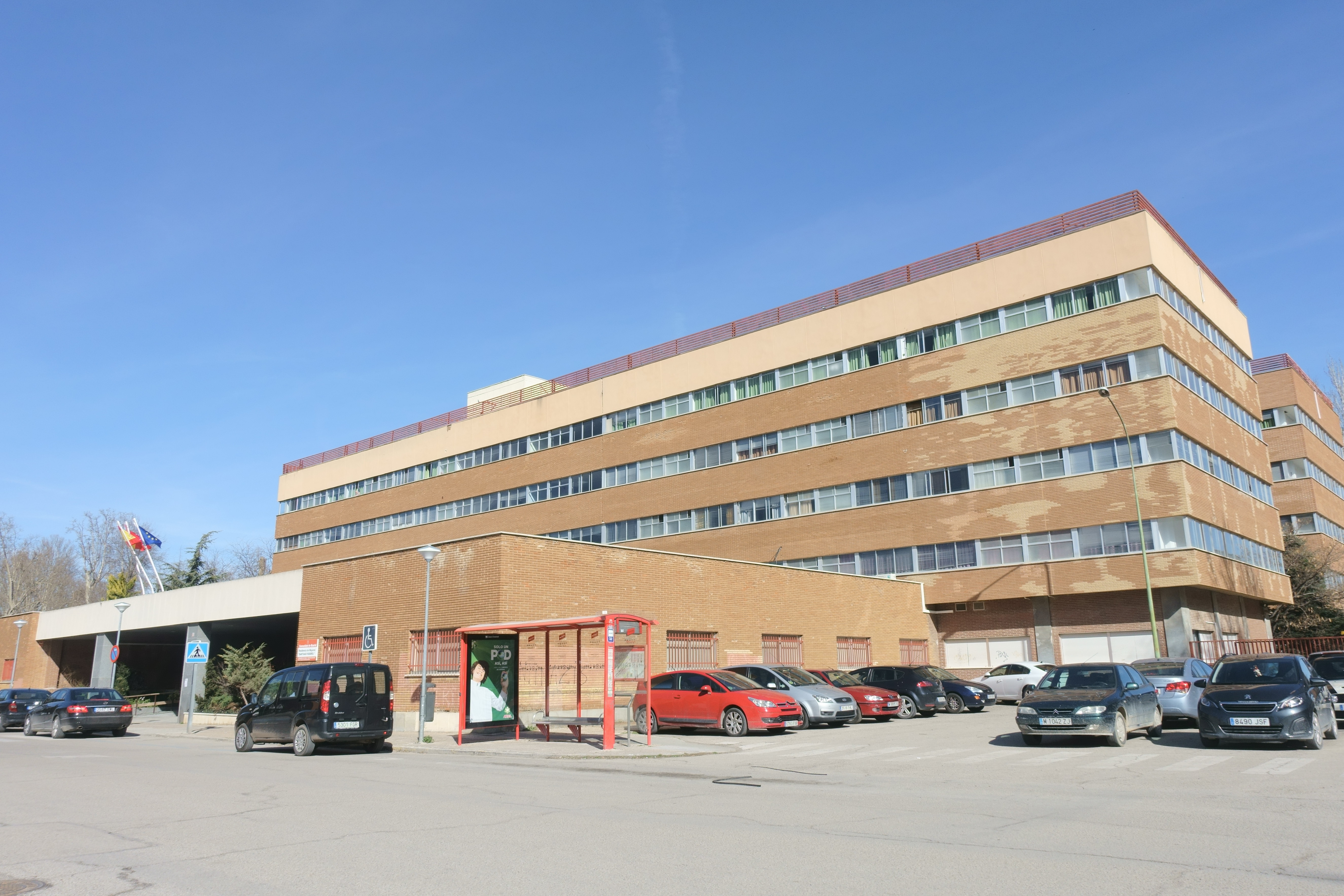
Residencia Santiago Rusiñol

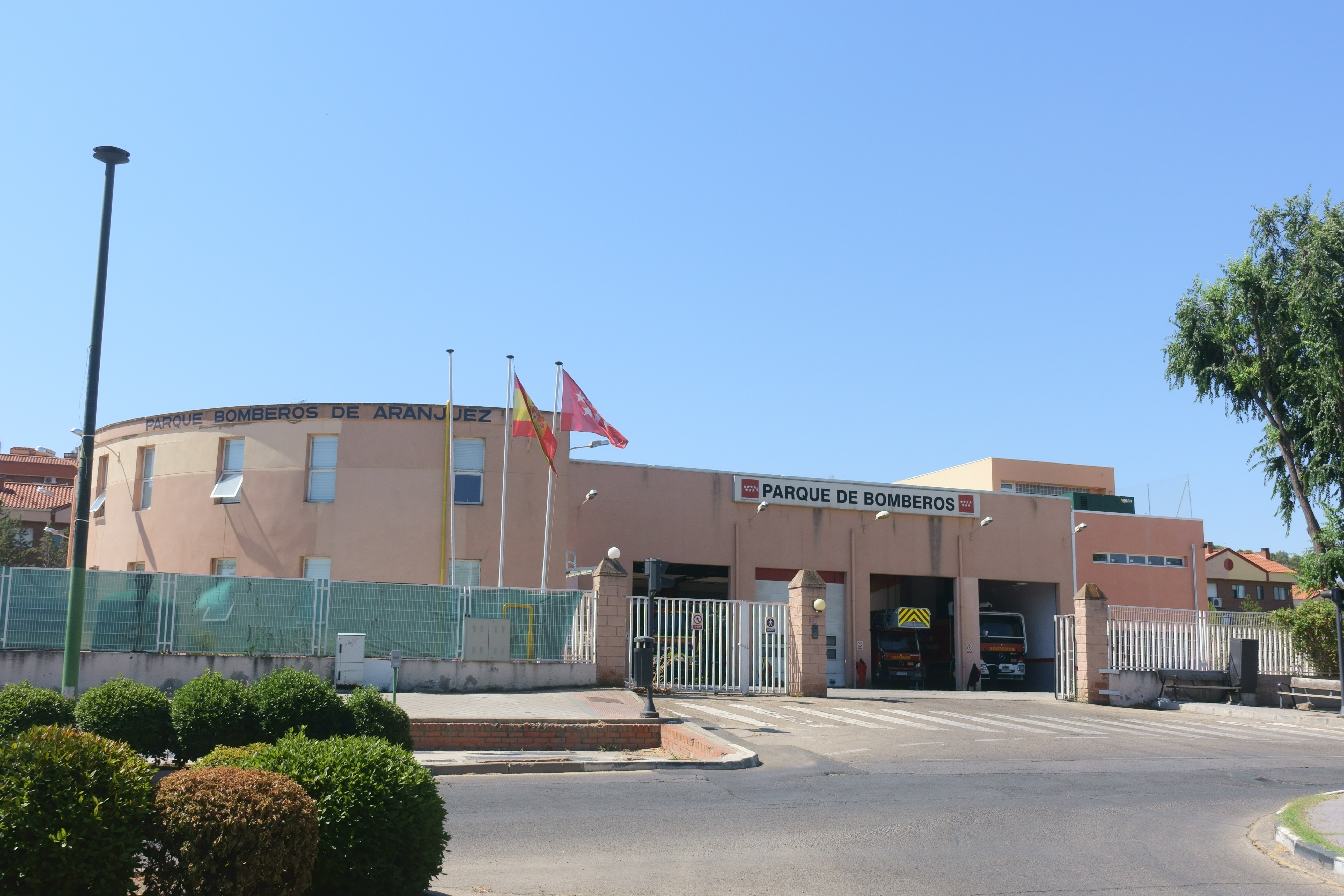
Parque de bomberos

En Aranjuez se encuentra el Centro de Estudios Superiores Felipe II, creado en 1999 por el gobierno de la Comunidad de Madrid, el Ayuntamiento de Aranjuez y la Universidad Complutense de Madrid. Desde 2014 está adscrito a la Universidad Rey Juan Carlos, cuyo campus en Aranjuez se reparte entre el Cuartel de Pavía, la Casa del Gobernador, el aulario Lucas Jordán y el edificio Maestro Rodrigo, instalaciones a las que se sumará el Hospital de San Carlos tras su rehabilitación. Los estudios que se pueden realizar incluyen los grados de Psicología, Bellas Artes, Criminología, Diseño Integral y Gestión de la Imagen, Diseño y Gestión de Moda, Fundamentos de la Arquitectura, Marketing, Paisajismo, Relaciones Internacionales y Traducción e Interpretación.
Universidad Nacional de Educación a Distancia
Tras la constitución en 2011 del Consorcio Universitario del Centro Asociado de Madrid-Sur, perteneciente a la UNED, en abril de 2012 el Ayuntamiento de Aranjuez se incorporó a dicho consorcio y se creó un Aula Universitaria, ubicada en el centro cultural Isabel de Farnesio. En ella se imparten cursos de acceso a la universidad para mayores de 25 y 45 años, el grado de Ciencias Ambientales y estudios del Centro Universitario de Idiomas a Distancia (CUID).

### Sanidad
El sistema sanitario del municipio es gestionado, a nivel público, por el Servicio Madrileño de Salud (SERMAS). Aranjuez se encuadra en el área sanitaria 11 de la Comunidad y su hospital de referencia es el Hospital Universitario 12 de Octubre de Madrid. El municipio cuenta con dos centros de salud (Aranjuez y Las Olivas), un centro de atención integral a drogodependientes (CAID), un centro de salud mental y el Hospital del Tajo. Este, inaugurado el 25 de febrero de 2008 (no sin cierta polémica, al tratarse de un periodo electoral), da servicio no solo a Aranjuez sino también a Colmenar de Oreja, Chinchón, Valdelaguna y Villaconejos. Además, el municipio cuenta con una base del Servicio de Urgencia Médica de Madrid (SUMMA 112), una asamblea de Cruz Roja Española y 16 farmacias. A todo ello se añade la oferta sanitaria de gestión privada a través de diferentes clínicas y consultas.

### Servicios sociales
Aranjuez dispone de varios centros asistenciales: dos residencias de personas mayores (Santiago Rusiñol y DomusVi Real Deleite, la primera pública y la segunda privada), un centro de día (Santiago Rusiñol), el centro de mayores Real Sitio de Aranjuez, una residencia y centro de día para personas con discapacidad intelectual, una residencia para personas con enfermedad mental, un centro de rehabilitación psicosocial (gestionado por las Hermanas Hospitalarias del Sagrado Corazón de Jesús), una residencia de menores tutelados y una casa de acogida para enfermos de VIH/sida (BASIDA).

### Seguridad
El municipio cuenta con dotaciones de la Policía Nacional y Policía local, que comparten una misma comisaría, y con una compañía de la Guardia Civil, que se encargan de velar por la seguridad ciudadana. Así mismo, está adherido al programa BESCAM de la Comunidad de Madrid, a través del cual se financia un grupo de policías locales dedicados a la seguridad ciudadana en exclusiva. En la zona de las Doce Calles se encuentra la Academia de Oficiales de la Guardia Civil, centro encargado de la preparación de los futuros oficiales de la Guardia Civil. En ella también se imparten estudios de la Escuela Europea de Policía y de la Agencia Europea de la Guardia de Fronteras y Costas.
Por otro lado, al igual que en el resto de la Comunidad de Madrid, está operativo el sistema de Emergencias 112, que atiende cualquier situación de urgencia. Aranjuez cuenta con un puesto de Protección Civil y de un parque de bomberos. Por último, junto a la carretera N-400 en dirección a Toledo, se encuentra el Centro Penitenciario Madrid VI.

## Cultura

### Patrimonio histórico-artístico

#### Palacio Real

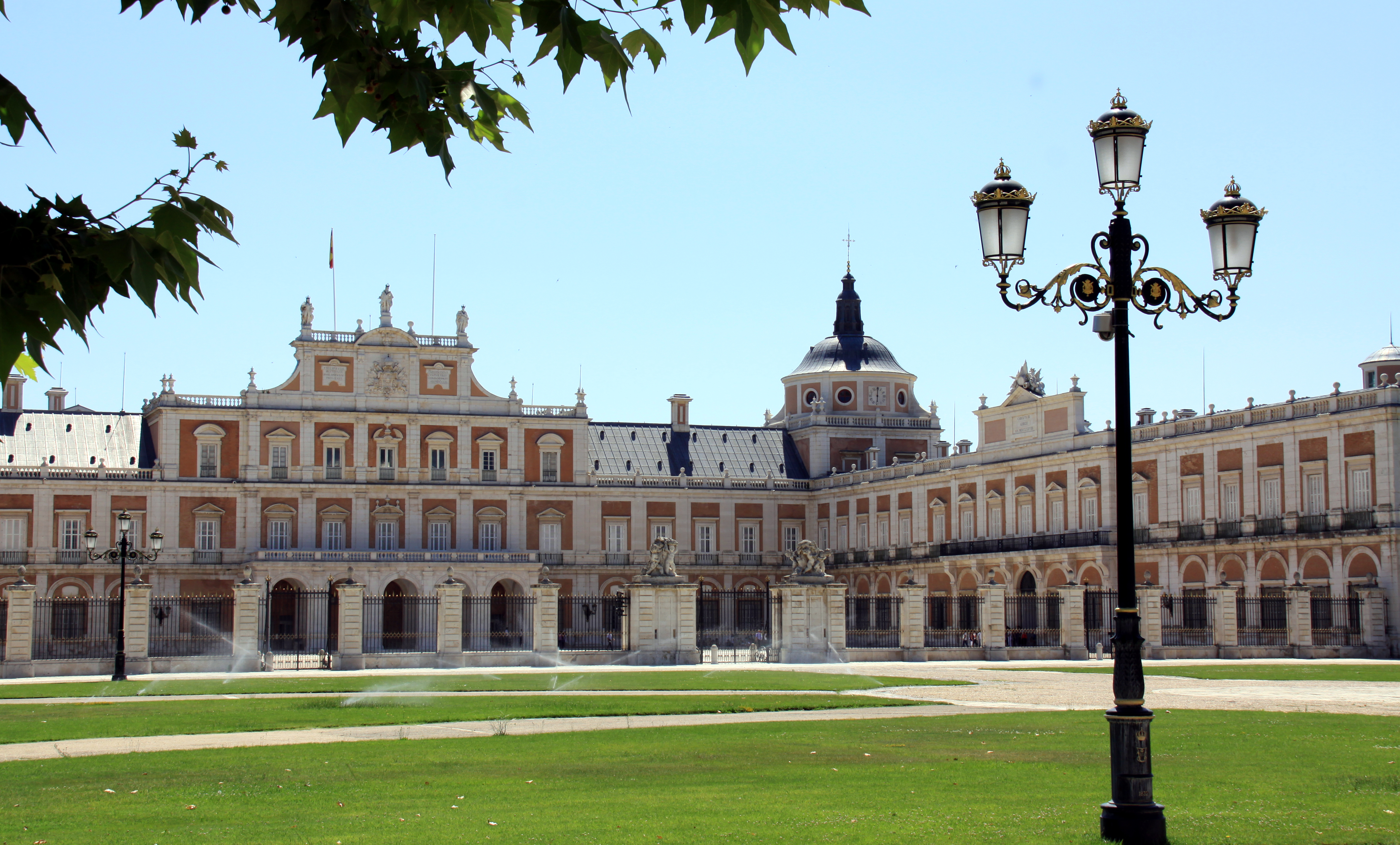
Palacio Real

Se ubica en el mismo sitio donde se encontraba una casa de los maestres de la Orden de Santiago. Construido en estilo renacentista, su fábrica es de ladrillo y piedra caliza de Colmenar, lo que le otorga un característico bicromatismo, que posteriormente fue una constante en las construcciones que se realizaron en Aranjuez.
El proyecto inicial consistía en un edificio cuadrado, de dos plantas y con patio interior, cuya fachada principal se alargaría con dos alas, terminadas en torres. La primera fase constructiva tuvo lugar bajo Felipe II; las obras se llevaron a cabo entre 1565 y 1586, según el proyecto de Juan Bautista de Toledo y continuadas por Jerónimo Gili y Juan de Herrera. Consistió en la construcción de la torre meridional, parte de la fachada y el ala meridional. Felipe V ordenó continuar las obras y así, entre 1715 y 1733, se levantó el ala oriental y parte de la septentrional, además de una gran escalinata, bajo la dirección de Pedro Caro Idrogo.
En 1741 Santiago Bonavía se hizo cargo de las obras y, hasta 1749, sustituyó la escalinata principal por una nueva, concluyó el ala septentrional y sector noroccidental y reformó la cubierta con dos niveles de desvanes. Posteriormente (1750-51), y ya bajo reinado de Fernando VI, realizó el sector central de la fachada. Por último, y por orden de Carlos III, Francisco Sabatini amplió el palacio entre 1771 y 1778 con dos alas al oeste de la fachada principal.

#### Jardines

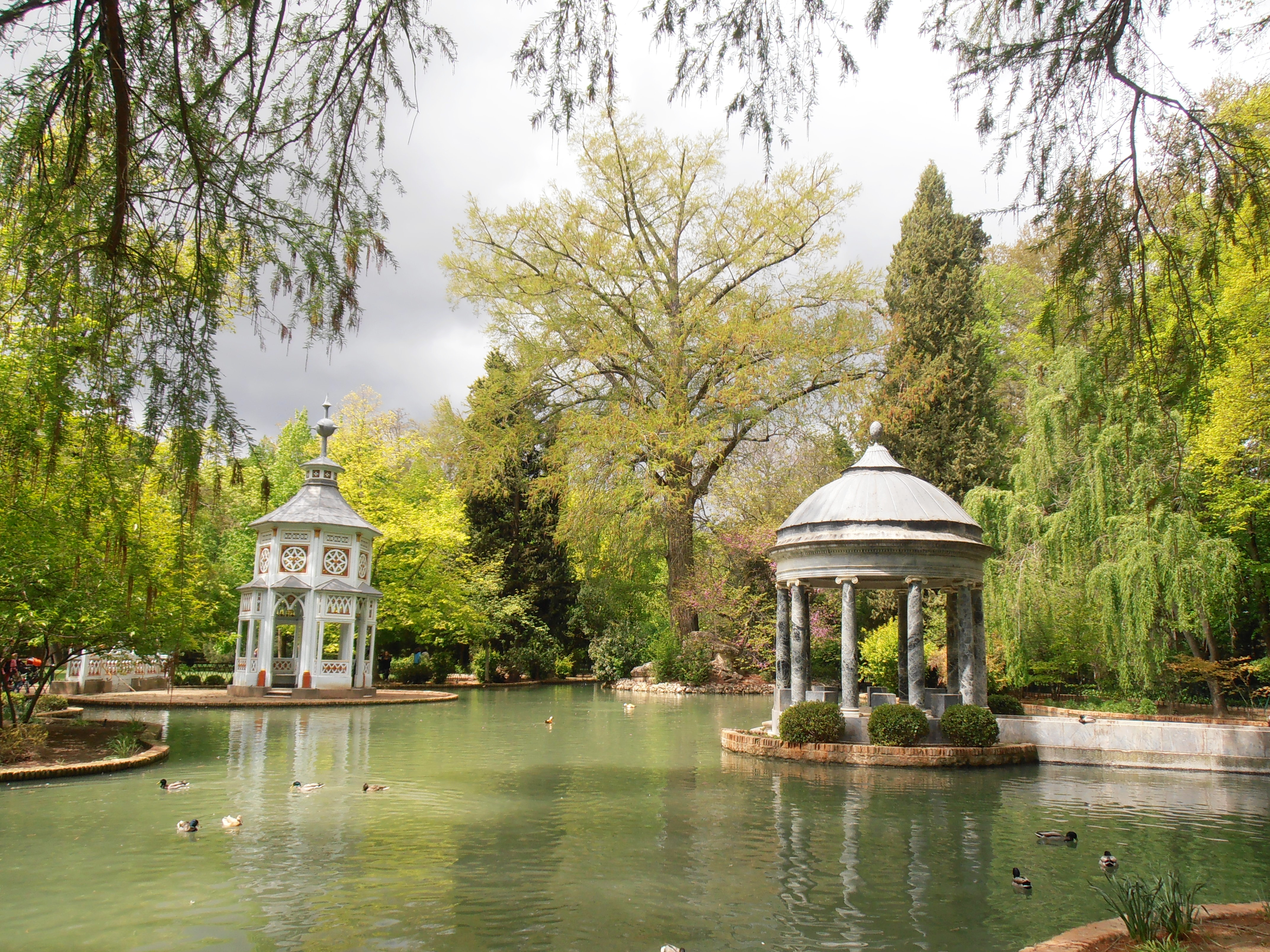
Estanque chinesco, jardín del Príncipe

Como parte del Real Sitio, entre los siglos XVI y XIX se trazaron una serie de jardines que abarcan diferentes estilos artísticos y de jardinería. El jardín del Rey, proyectado en 1561 por Juan Bautista de Toledo y realizado por Juan de Herrera entre 1577 y 1582, destaca por su conjunto escultórico, cuya iconografía está relacionada con los emperadores romanos. El jardín de la Isla, en cuyo desarrollo también participaron Juan Bautista de Toledo y Juan de Herrera, fue trazado en 1561 y, a lo largo de un eje principal, presenta un conjunto de fuentes con sus correspondientes grupos escultóricos.
El jardín del Parterre fue realizado entre 1728 y 1735, según un proyecto de Esteban Marchand, y sigue el modelo de jardín francés. Está compuesto por tres grandes grupos organizados en torno a cuatro fuentes. El jardín del Príncipe, el más extenso de todos ellos, unificó varias actuaciones anteriores con nuevos espacios trazados bajo el concepto de jardín paisajista. En él trabajaron Pablo Boutelou, entre 1775 y 1784, y él mismo y Juan de Villanueva entre 1785 y 1808. Destacan varias fuentes, las islas, el estanque chinesco y la Casa del Labrador, palacete de recreo trazado en estilo neoclásico. Por último, el jardín de Isabell II fue realizado a principios del siglo XIX y constituyó el primer espacio ajardinado de uso público de Aranjuez.

#### Sotos históricos

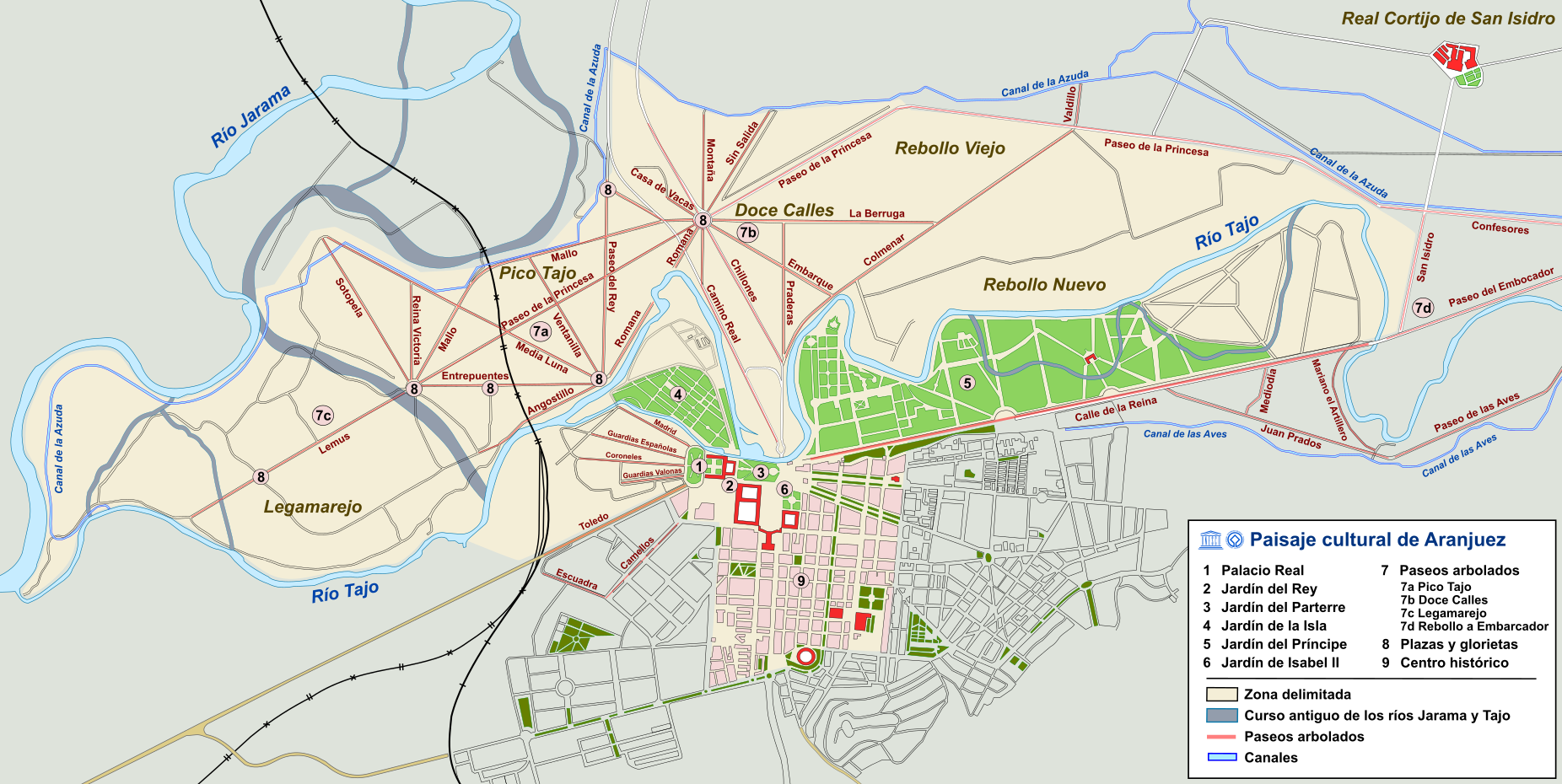
Mapa de la delimitación del Paisaje cultural de Aranjuez con la distribución de los distintos paseos arbolados

Entre la presa del Embocador, por el este, y el cauce del Jarama, por el oeste, se extiende una amplia extensión de terreno cuyo elemento más singular son los paseos arbolados; además de embellecer los accesos a Aranjuez y amenizar los paseos de la Corte, sirvieron para estructurar y urbanizar un conjunto de huertas, prados y sotos a través de una trama en cuyo trazado inicial se aplicaron recursos estéticos del Renacimiento, como simetría, proporcionalidad, geometría y perspectiva. Esta ordenación se inició en la zona de Pico Tajo, cuando Juan Bautista de Toledo planificó hacia 1561 el entramado de paseos, y se extendió posteriormente a las zonas de Doce Calles, El Rebollo y Legamarejo. La explanación de las calles se acompañó de los trabajos necesarios para la acometida de riego, incluidas arcas, compuertas, zanjas y caceras, y como elementos de ordenación de las mismas se abrieron distintas plazas y glorietas: Tajo, Legamarejo, Doce Calles, Cirigata, Mosquitos y Bonetillo.
Por otro lado, a lo largo del Tajo se encuentran los sotos, que antiguamente cubrían una extensión mayor, pero debido a la acción antrópica se eliminaron en la ribera sur del Tajo. En su ribera norte, el ordenamiento llevado a cabo fue menos agresivo con el medio natural y su vegetación típica se mantiene en arboledas de cierta entidad. Entre ellos destacan El Rebollo, Rancho Grande y Junta de los Ríos.

#### Obras hidráulicas

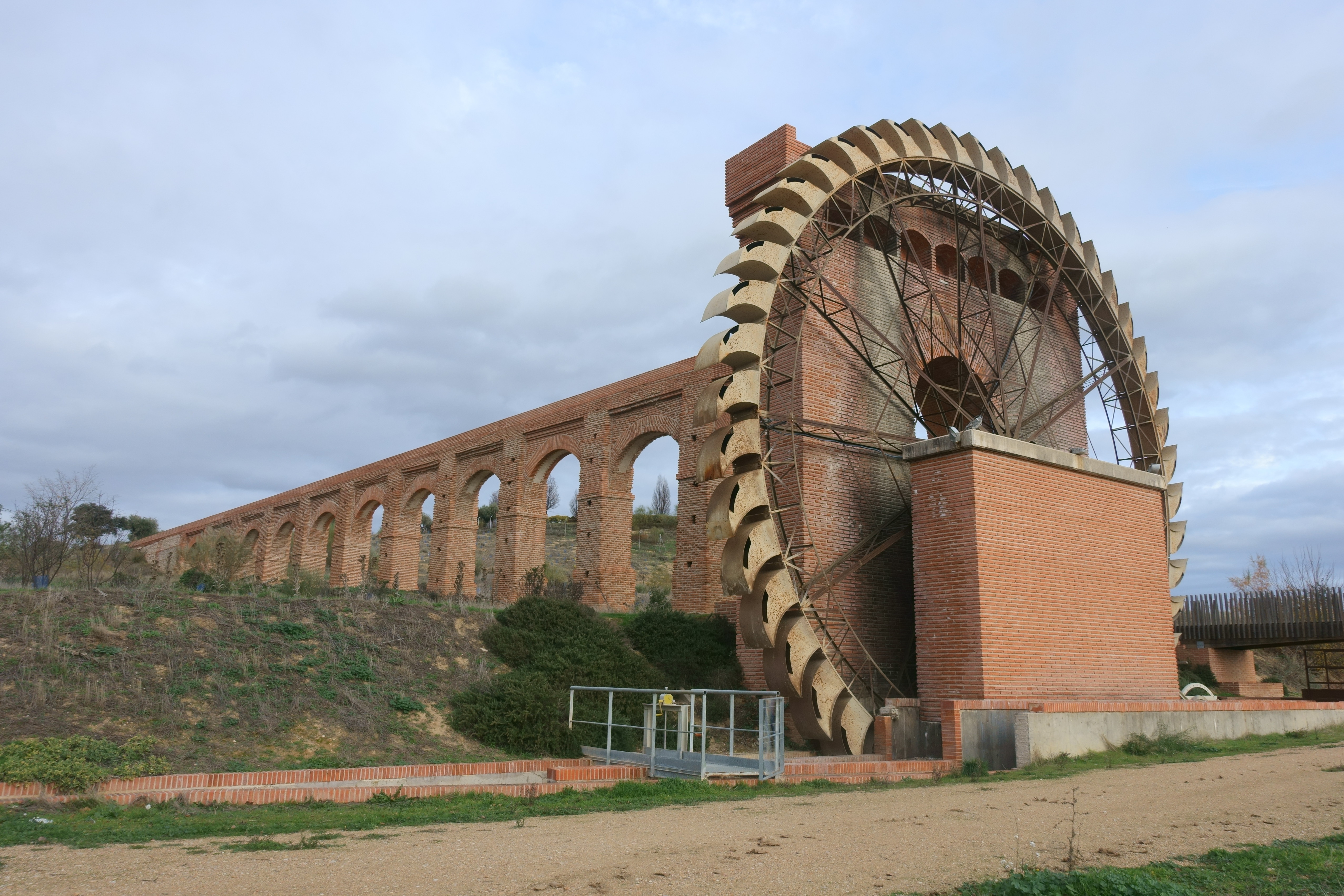
Azuda de la Montaña

Desde el siglo XVI, con objeto de disponer de agua para regar las huertas y jardines, se llevaron a cabo un conjunto de infraestructuras como presas, canales y acequias que la encauzasen y transportasen. Así, a partir de la presa del Embocador, construida entre 1530 y 1534, discurren dos canales, el de las Aves o de Sotomayor, en la margen izquierda del Tajo, y el de la Azuda o del Embocador, en la margen derecha; ambos fueron iniciados por Carlos I e impulsados por Felipe II. En el caz de la Azuda se encuentra la Azuda de la Montaña, noria que servía para elevar y transportar el agua hasta los terrenos de la Casa de la Montaña. Al sur del núcleo urbano se encuentra la presa de Ontígola, construida entre 1563 y 1572 para abastecer de agua y para servir como escenario de espectáculos y festivales acuáticos. Junto al palacio se construyó otra presa para permitir la navegabilidad del Tajo, filtrar la entrada de agua a la ría —gracias a la cual el brazo de tierra debido al meandro del Tajo se convierte en isla— y formar un salto de agua que permitiera la instalación de molinos. Para el abastecimiento de agua potable a la población, a mediados del siglo XVIII se llevó a cabo un proyecto, obra de Santiago Bonavía, para transportar agua desde varios manantiales situados al norte de Ocaña. Desde ellos el agua se canalizó hasta el casco urbano mediante de cañerías y acueductos, con sus correspondientes arcas para su revisión y limpieza.

#### Plaza de San Antonio

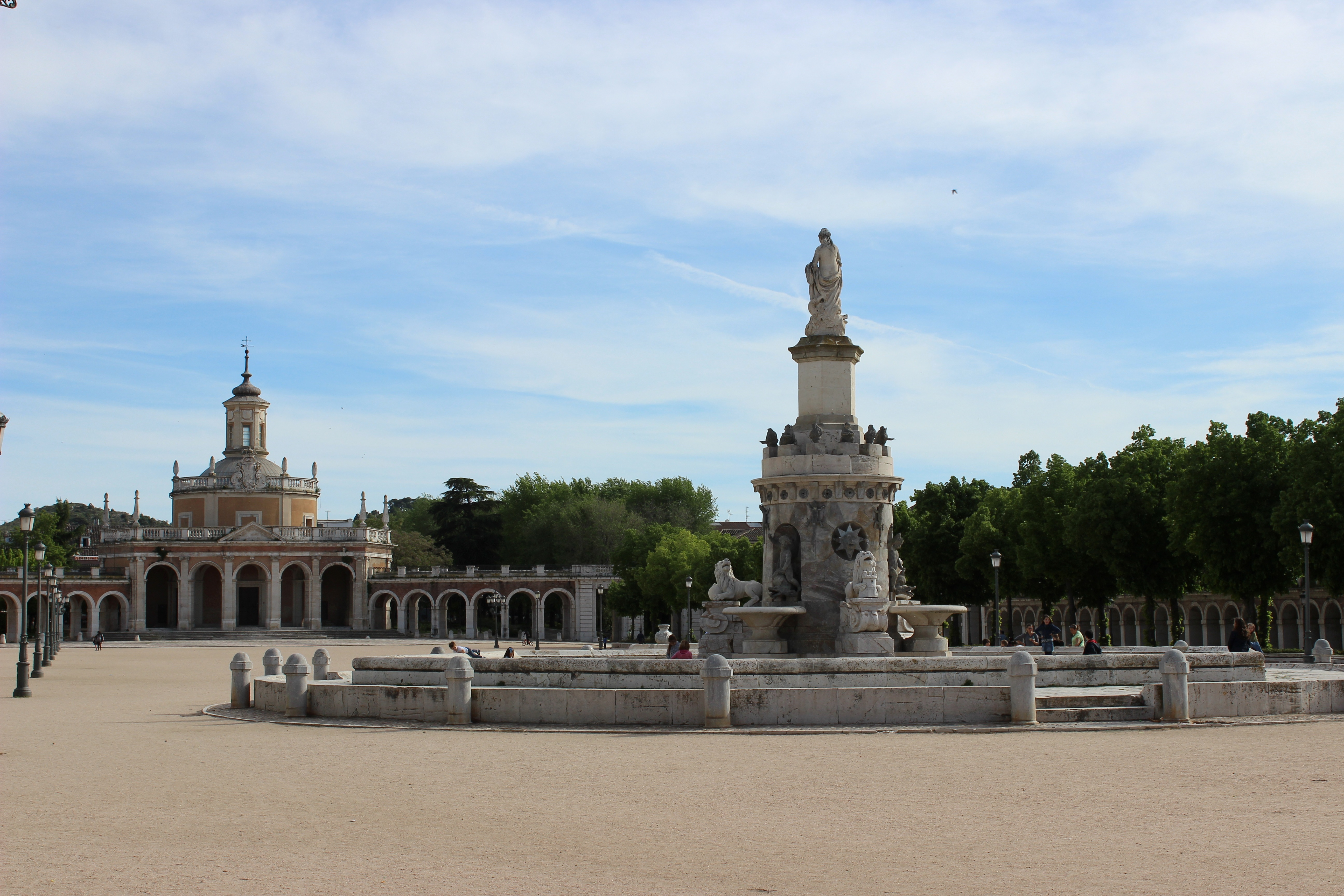
Vista general de la plaza

El trazado de la plaza se debe a Santiago Bonavía, quien dirigió las obras entre 1750 y 1752, y sirvió como elemento de conexión entre el conjunto palaciego y la nueva villa. En torno a ella se encuentran la Casa de Caballeros y Oficios, construida entre los siglos XVI y XVII para alojamiento de criados, oficiales menores y caballeros con cargo en la Corte; la iglesia de San Antonio, construida en 1752-53 según proyecto Bonavía en la que destacan su fachada, a modo de arco de triunfo, y los pórticos serlianos, levantados en 1768, que la conectan con las galerías laterales de la plaza; la Casa de Infantes, construida entre 1769 y 1772 según un proyecto de Manuel Serrano para alojamiento de la comitiva de los infantes Gabriel, Antonio Pascual y Francisco Javier; y el jardín de Isabel II. En el extremo opuesto a la iglesia se encuentra la fuente de Mariblanca, con una «Venus» realizada por Juan Martínez Reina entre 1761-1762, que fue la primera de las destinadas al abastecimiento de la población.

#### Edificios de la nobleza

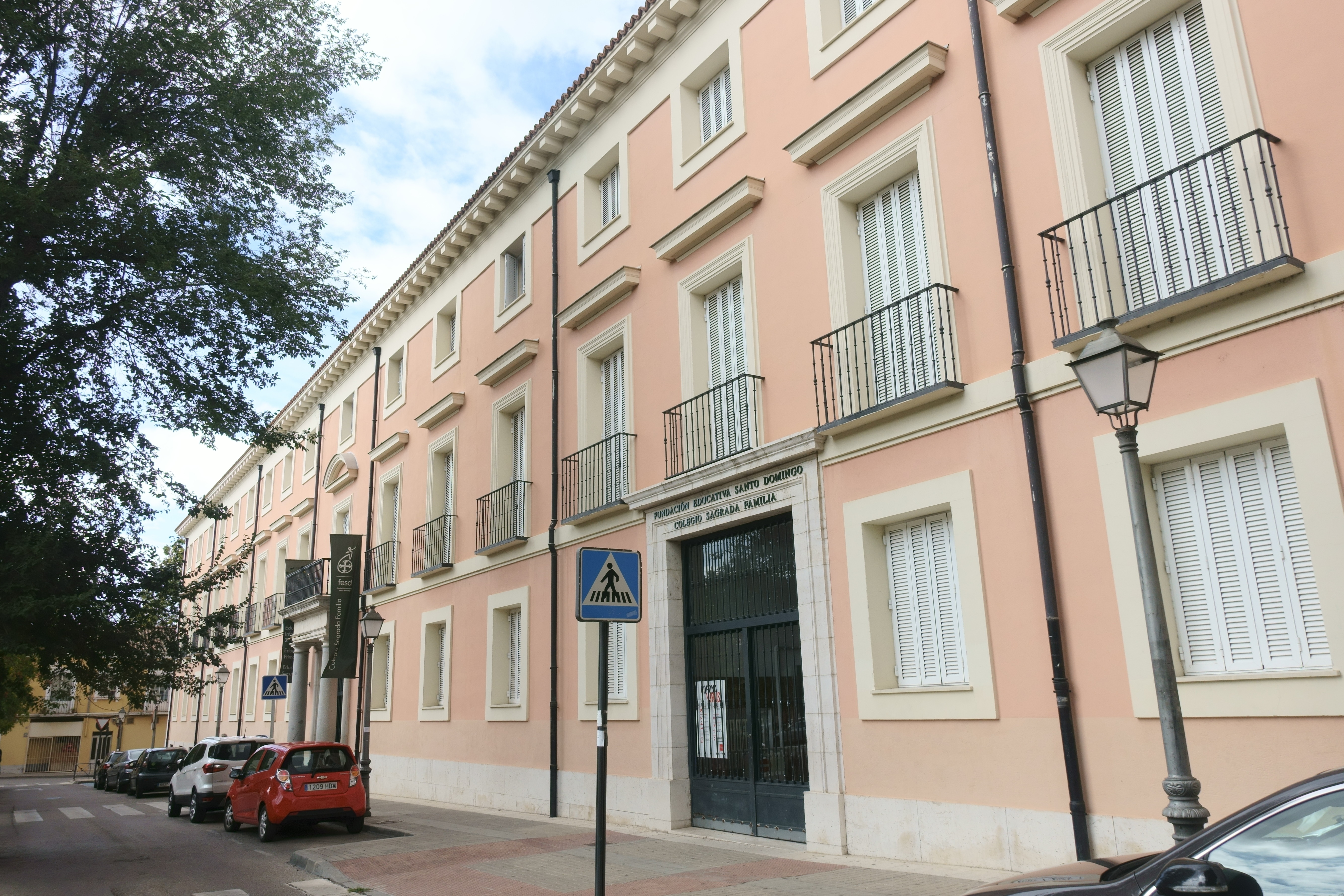
Exterior del palacio de Godoy

Tras la fundación de la ciudad comenzó la construcción de casas para alojar a la comitiva que acompañaba a los reyes. Se distinguen tres tipos: las promovidas por la Corona para sus funcionarios, cortesanos y empleados, las realizadas por comerciantes y profesionales, y las realizadas por la nobleza, para alojamiento de su familia y servidumbre. Entre estas últimas están el palacio de Godoy, de trazas neoclásicas y que tuvo como propietario, entre otros, a Manuel Godoy; el palacio de los Duques de Osuna, construido inicialmente para Farinelli y ocupado desde 1787 por los duques de Osuna; el palacio de Medinaceli, destinado a la familia de los duques de Medinaceli y compuesto por el edificio principal y dos pabellones auxiliares; las antiguas cocheras de la Reina Madre, edificio destinado para cocheras y caballerizas de Bárbara de Braganza, pero que, tras el fallecimiento de esta, acabaría al servicio de Isabel de Farnesio; la Casa de Godoy, ordenada construir por Manuel Godoy, pero inacabada en aquel momento; la casa del Duque de Arcos, propiedad de Antonio Ponce de León Spínola desde 1778; y el palacio Silvela, construido en el siglo XIX como residencia para Adalberto de Baviera y ocupado posteriormente por Francisco Silvela.

#### Edificios civiles

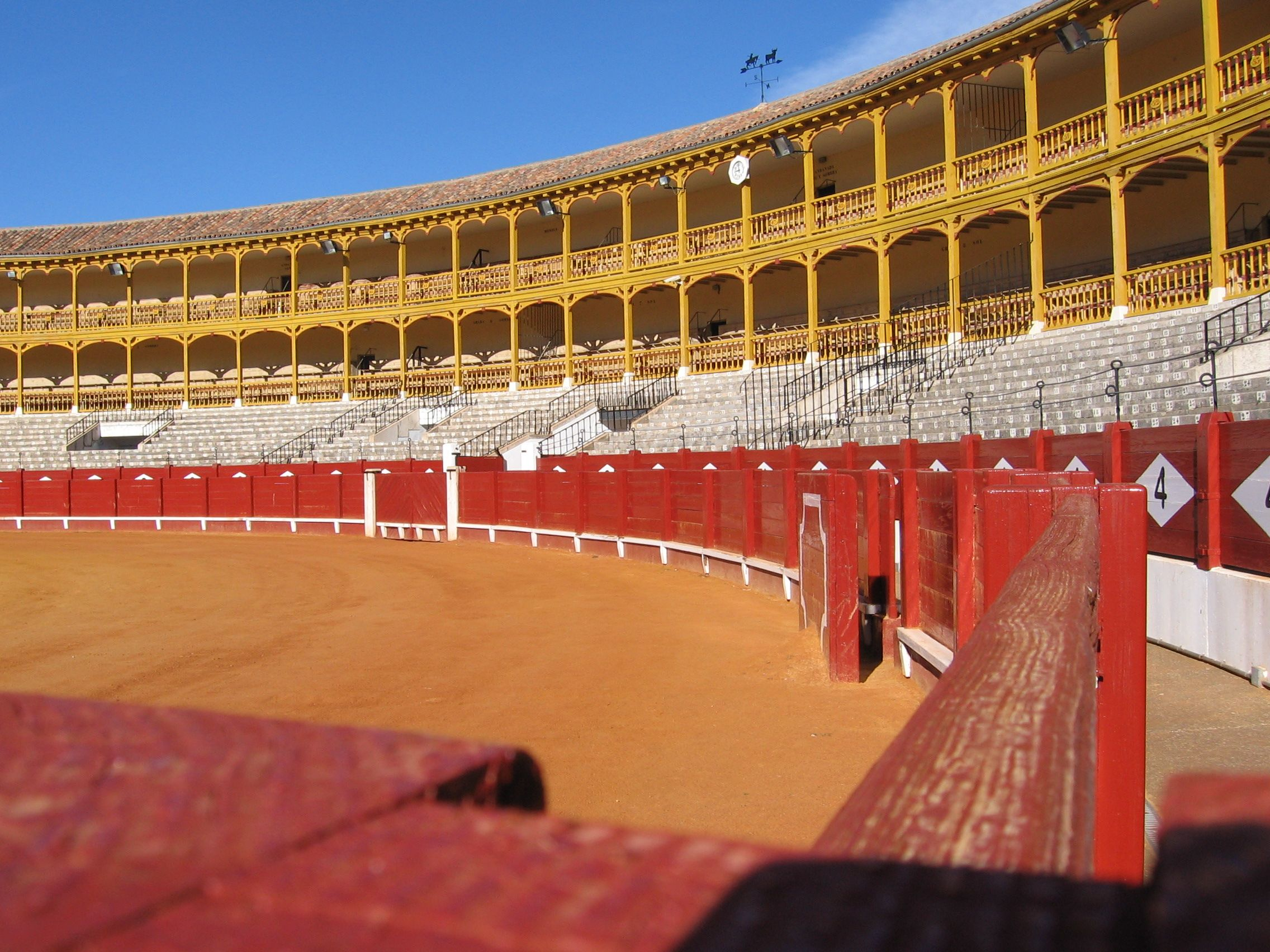
Interior de la plaza de toros

Entre las casas de jornada de uso civil están la de Diego Agudo de Cevallos, finalizada en 1758 y destinada al arrendamiento a cortesanos; la Casa del Gobernador, construida por Juan de Villanueva entre 1799 y 1802 para alojamiento del gobernador y las oficinas de contaduría, tesorería y escribanía; el Parador del Rey, obra de Jaime Marquet de 1761 para alojamiento de cortesanos y comerciantes; y la Casa de Empleados, construida en 1792 para viviendas de los criados de mayor categoría de Su Majestad y que desde 1836 es sede del Ayuntamiento.
Otro conjunto de edificios es el de los destinados a desarrollar el bienestar de la población. El Teatro Real Carlos III se realizó según proyecto de Jaime Marquet y en él destaca su fachada, a modo de arco triunfal; el hospital de San Carlos, construido en 1775-76 bajo la dirección de Manuel Serrano con el fin de ofrecer asistencia sanitaria a empleados reales y residentes; la plaza de toros, construida bajo la dirección de José de la Riva e inaugurada en 1797; y el matadero. Ya en época contemporánea, el mercado de Abastos, construido en 1893-94 bajo la dirección de Enrique Sánchez Sedeño según los patrones de la arquitectura de hierro y vidrio, y la estación de ferrocarril, levantada entre 1922 y 1927 en estilo neomudéjar.
Por último, como parte del servicio a la Corte estaban la Casa de Fogones, obra de Santiago Bonavía de 1758 destinada a albergar las cocinas del palacio, y los cuarteles de la guardia real; por un lado el destinado a los guardias de corps, obra de 1752 del mismo arquitecto, y por otro lado los destinados a las guardias españolas y valonas, obra de Jaime Marquet de 1770.

#### Edificios religiosos

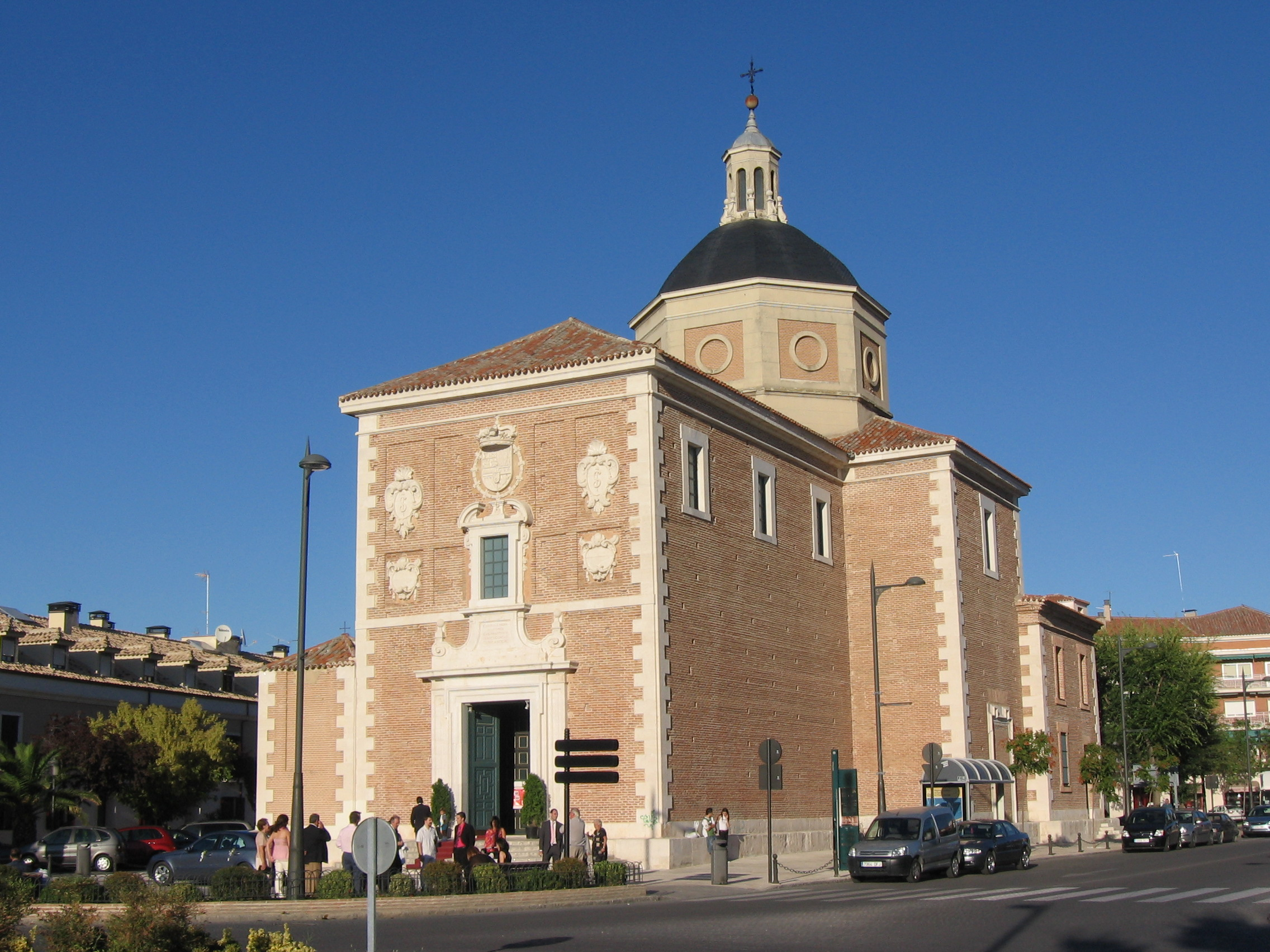
Iglesia de Alpajés

Además de la iglesia de San Antonio, situada en la plaza homónima, destacan otras dos construcciones religiosas. Por un lado, la iglesia de Alpajés, cuya construcción se inició en 1681, previa solicitud de los cofrades de Nuestra Señora de las Angustias, bajo el proyecto de Cristóbal Rodríguez de Jarama. Cuenta con planta de cruz latina, y en 1744 Santiago Bonavía levantó un cimborrio octogonal sobre el crucero coronado por una cúpula ochavada con una linterna. En su fachada aparecen cuatro cartelas, las dos inferiores con textos de la letanía lauretana y las dos superiores con el emblema de la Orden de Santiago, y el escudo real de Carlos II. Por otro lado, el convento de San Pascual; se construyó entre 1765 y 1770 y se compone de iglesia, dependencias conventuales y huerta. La iglesia es obra de Marcelo Fontón y en ella destaca su fachada de un barroco clasicista romano: el cuerpo central presenta la puerta de entrada coronada por un frontón curvo y flanqueada por columnas toscanas, una ventana coronada por el escudo real, y se remata con un frontón quebrado. Las calles laterales muestran pilastras en el piso inferior y aletones en el piso superior, y están coronadas por torrecillas con campanarios de hierro.

#### Zonas agrícolas

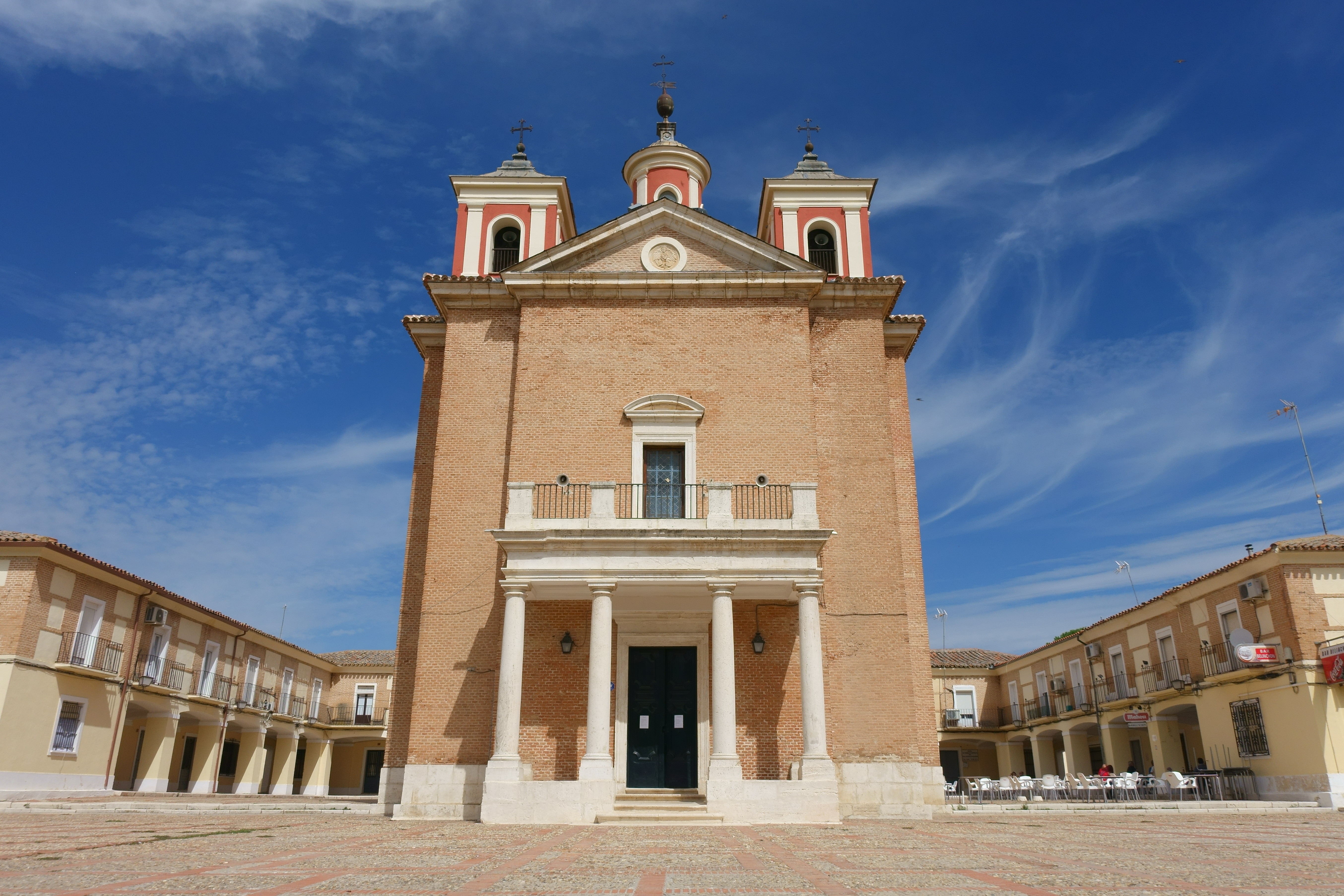
Ermita del Real Cortijo de San Isidro

Durante el reinado de Carlos III se pusieron en marcha una serie de explotaciones agropecuarias como modelo de experimentación productiva y como complemento natural al Real Sitio. Su planificación y ejecución estuvo en manos de Jaime Marquet, quien organizó los diferentes conjuntos en células que integraban viviendas, construcciones auxiliares e incluso oratorios. De todas ellas destaca el conjunto del Real Cortijo de San Isidro, destinado inicialmente al cultivo de granos, viñas y olivos; cuenta con la Casa Grande, un lagar, una bodega —subterránea, con dos ramales de bóveda sobre ladrillo, uno para vino y otro para aceite—, y una ermita, dedicada a San Isidro Labrador.
La finca de La Flamenca, dedicada inicialmente al cultivo de alfalfa, frutales, viñas y olivos, cuenta con una casa en la parte más alta y su acceso se realizaba a través de un paseo arbolado, con una entrada monumental. En la dehesa de Sotomayor se construyó la Casa de la Monta para albergar la yeguada real, además de servir como residencia a sus cuidadores. El conjunto de Las Infantas estaba destinado a la yeguada y su edificación contaba con capilla y casa de guardas. Por último, la finca de Villamejor, que cuenta con una casa organizada en dos sectores y que estaba destinada a la cría de mulas y búfalos.

### Espacios culturales

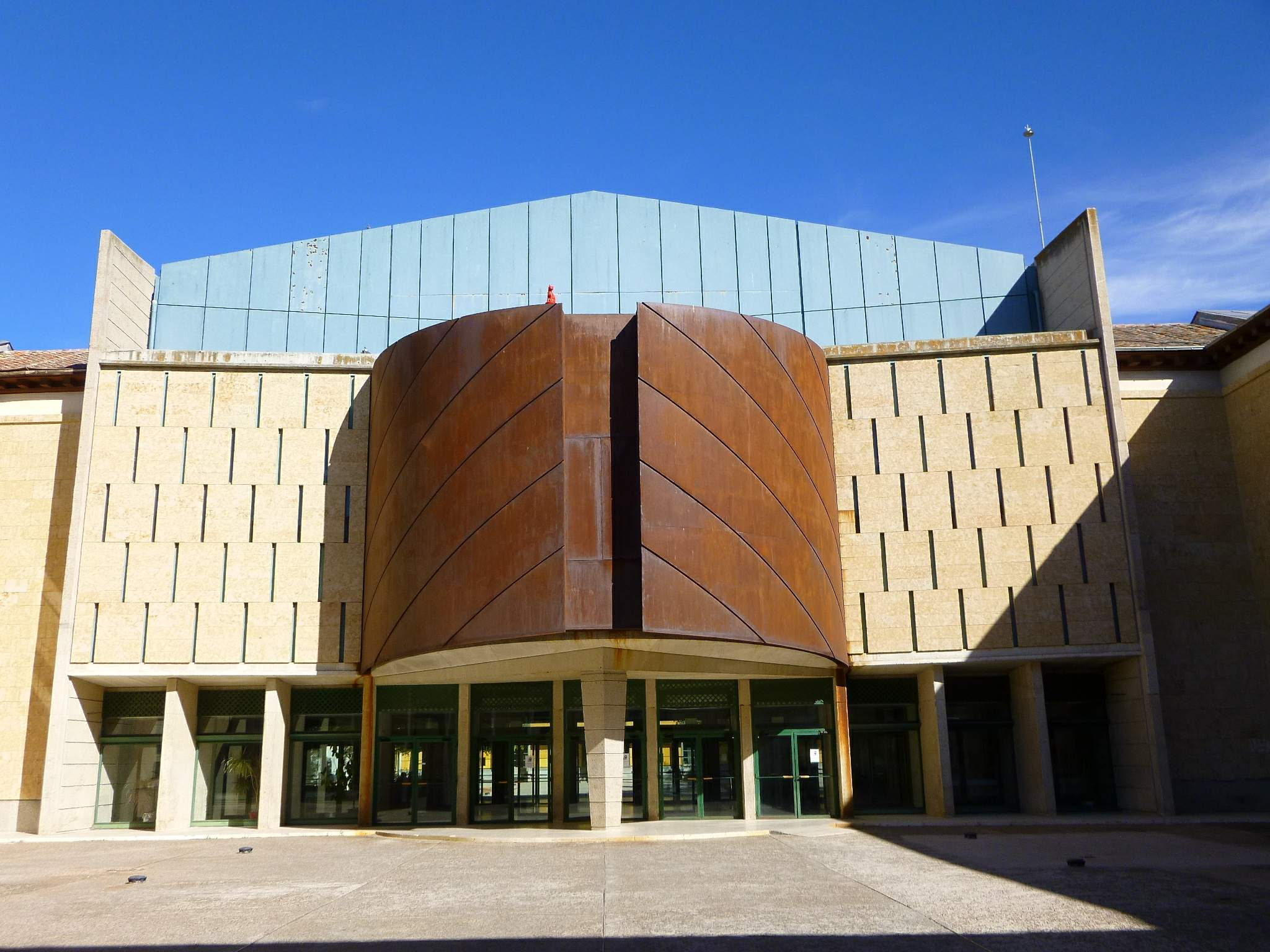
Centro cultural Isabel de Farnesio, en las antiguas cocheras de la Reina Madre

El centro cultural Isabel de Farnesio es el principal espacio cultural de Aranjuez. Se ubica en las antiguas cocheras de la Reina Madre. En 1985, el edificio pasó a ser propiedad de la Comunidad de Madrid y tras una reforma, en abril de 1992 fue inaugurado como centro cultural. Este alberga la biblioteca municipal Álvarez de Quindós, el archivo municipal, el auditorio Joaquín Rodrigo, el centro de información juvenil, la escuela de música y la banda municipal, la Fundación Aranjuez Paisaje Cultural y diversas salas de exposiciones, además de las aulas de la universidad popular y la UNED.
Otro espacio es el Teatro Real Carlos III. Mandado construir por Carlos III en 1768, fue inaugurado el 14 de mayo de 1769 con la asistencia de toda la familia real y, después de una larga trayectoria, en el siglo XX pasó a manos particulares bajo el nombre de Gran Teatro Maestro Guerrero. Además de obras teatrales, llegó a funcionar como cine, hasta que cerró en 1989. Tras un primer proyecto de rehabilitación, que se detuvo en 1995, volvió a abrir sus puertas en 2014.
También relacionado con las artes escénicas, la ciudad cuenta con la nave de teatro alternativo Cambaleo, gestionada por la compañía homónima. Sus primeras representaciones fueron en 1989, pero no fue hasta 1995 cuando el Ayuntamiento les cedió el antiguo matadero.
En cuanto a espacios museísticos, Aranjuez cuenta con un Museo Taurino, ubicado dentro de la plaza de toros, y el Museo de Falúas Reales, alojado en un edificio de los años sesenta en el jardín del Príncipe, junto al embarcadero real; en él se expone una colección de falúas o embarcaciones de recreo utilizadas por la monarquía española, además de otros elementos relacionados.

### Ferias, fiestas y eventos

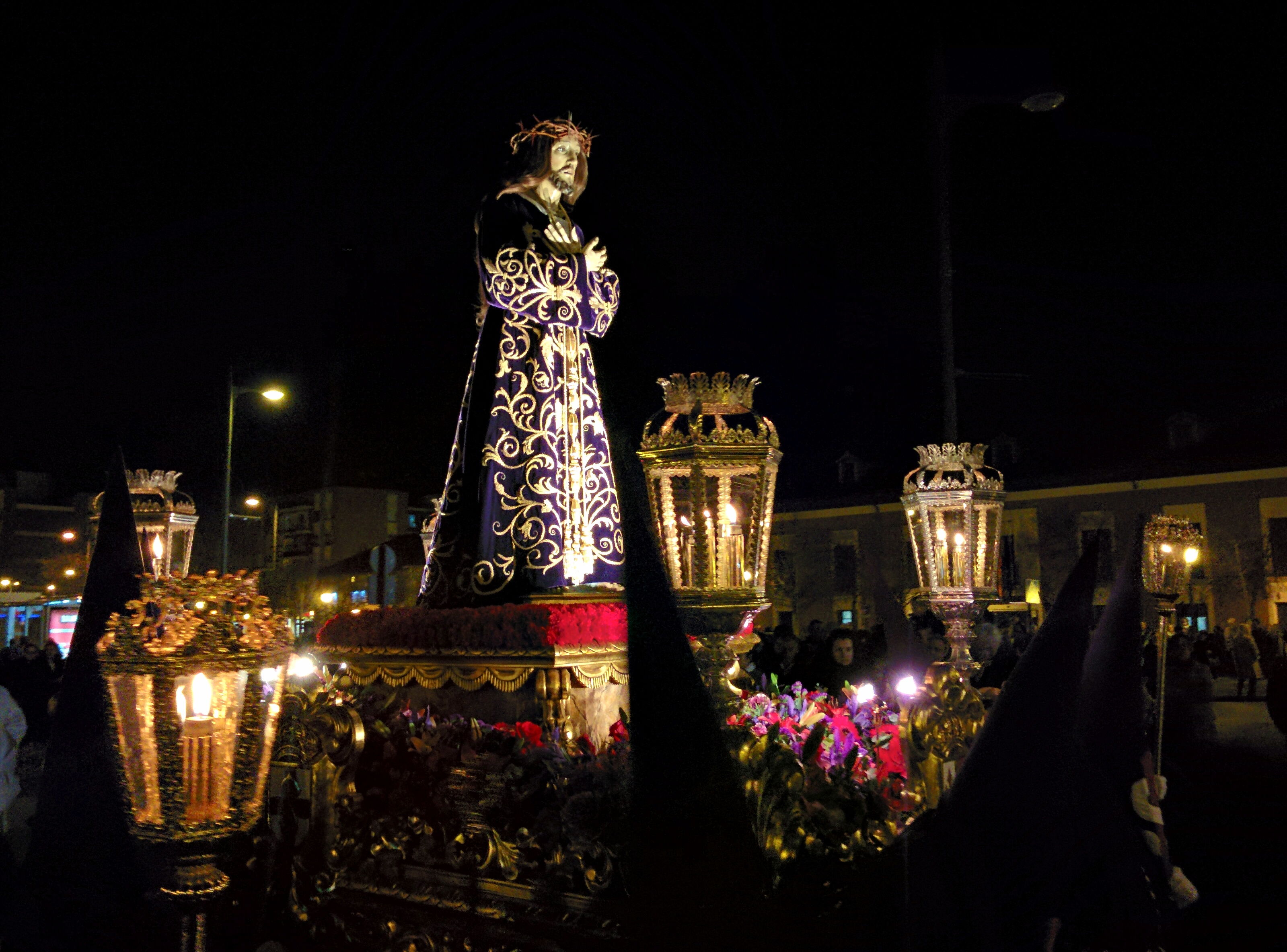
Procesión del Miércoles Santo poco después de su salida de la iglesia de Alpajés

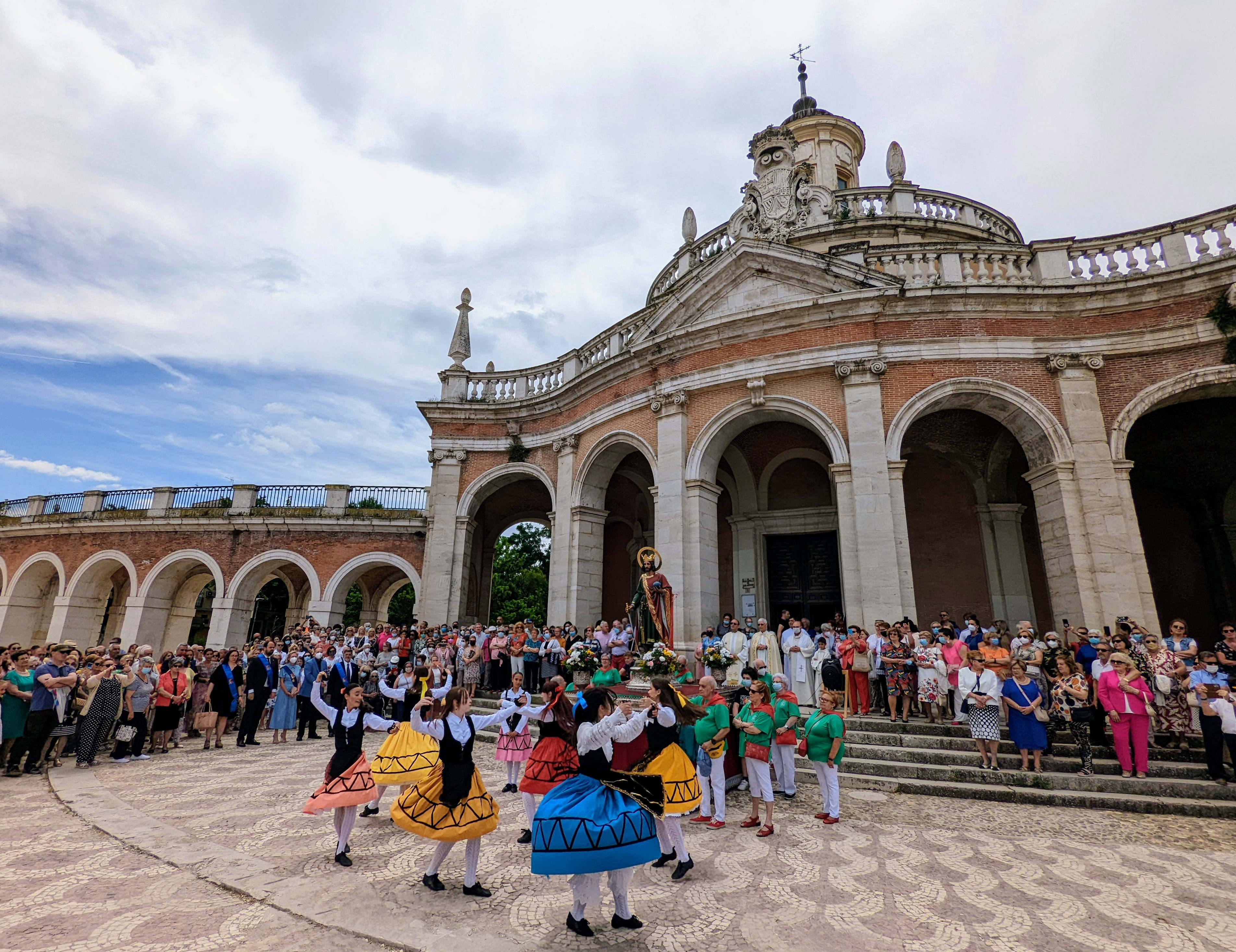
Bailes en honor a San Fernando el día de su festividad

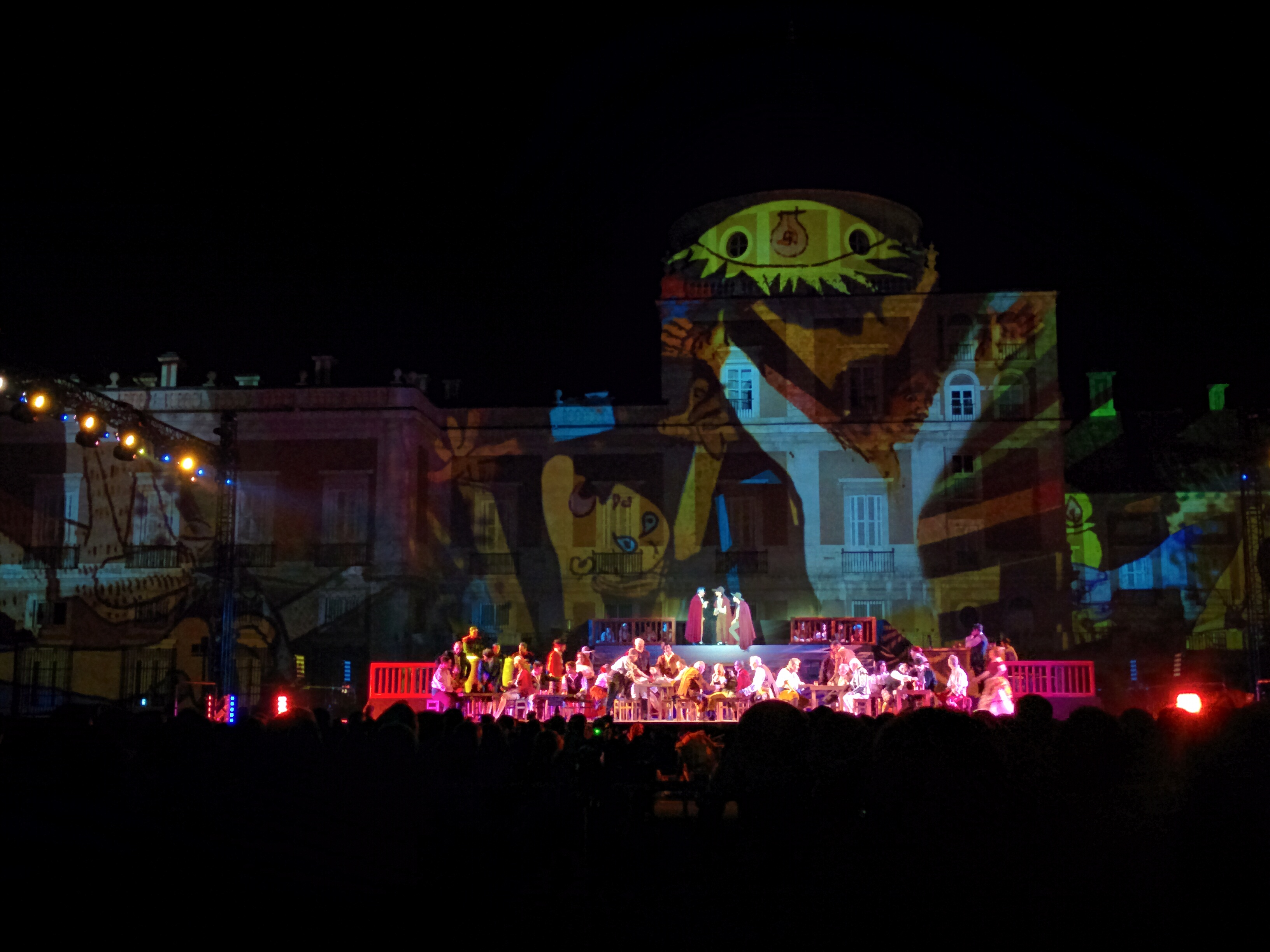
Representación del Motín en 2016

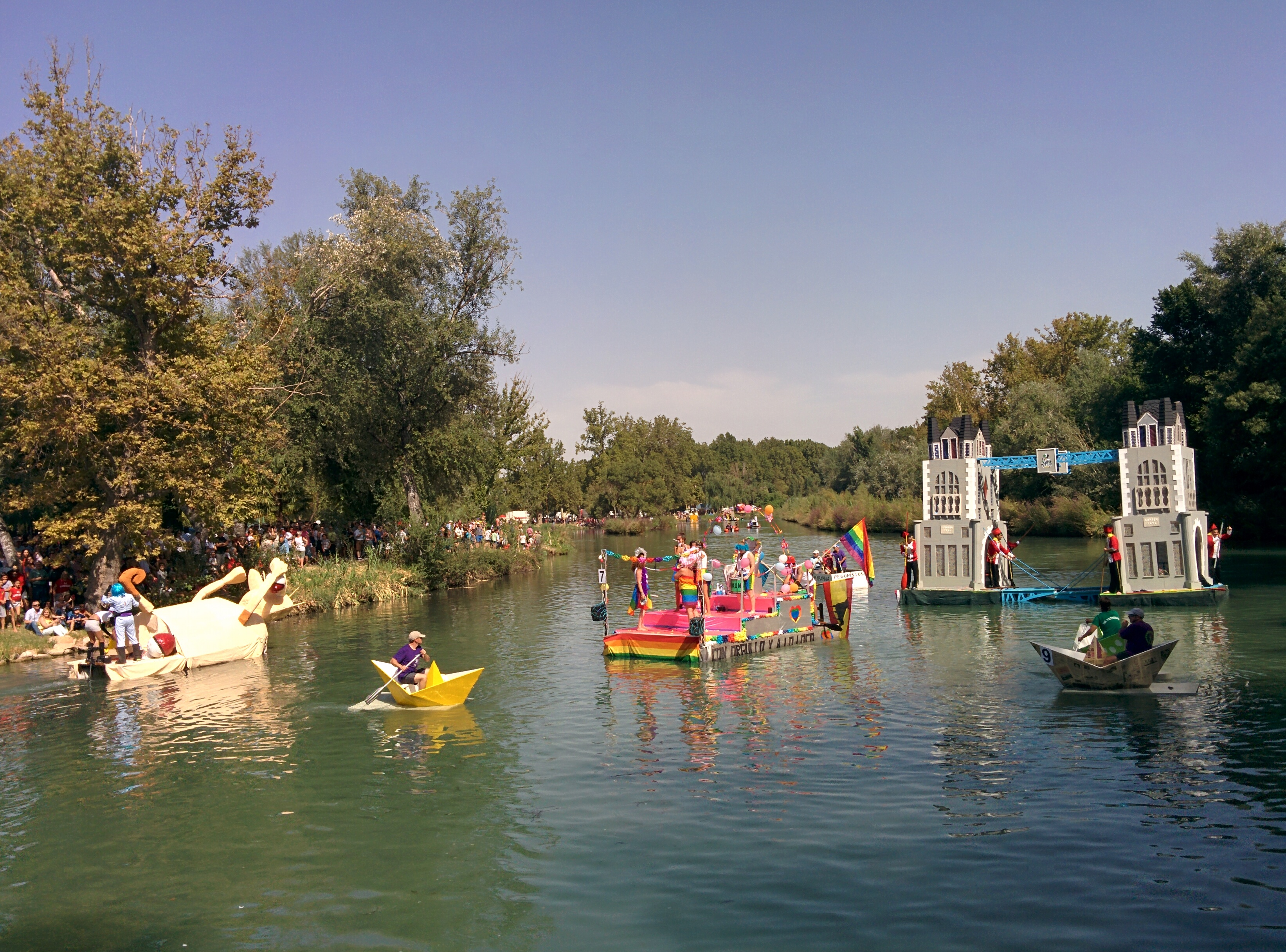
Varias embarcaciones durante el descenso pirata del Tajo

Dada su condición de Real Sitio, sus fiestas eran tradicionalmente las jornadas reales de primavera, en las que tenían lugar, entre otros entretenimientos, corridas de toros, paseos por el Tajo, juegos de parejas, representaciones de ópera y teatro, bailes y competiciones hípicas. Su posterior poblamiento derivó en un calendario festivo que comienza y termina con las celebraciones de Navidad. Durante estas se exponen los tradicionales belenes, se realiza un mercadillo artesanal y se celebra la Cabalgata de Reyes.
En febrero, en fecha variable, tienen lugar las fiestas de carnaval; su acto principal lo constituye el desfile, en el que participan comparsas ciudadanas, vecinales y de centros educativos y que finaliza con baile de disfraces. Su cierre lo protagoniza el entierro de la sardina, la noche del Miércoles de Ceniza, en la plaza de la Constitución. En marzo, desde 2018, se celebra el festival de cortometrajes Dirección en Femenino, enmarcado en los actos de celebración del Día Internacional de la Mujer.
Durante Semana Santa, las cuatro cofradías de la ciudad —Cofradía de Nuestra Señora de las Angustias, Cofradía del Silencio del Santísimo Cristo del Consuelo, Archicofradía de la Real e Ilustre Esclavitud de Jesús Nazareno y Cofradía del Santo Sepulcro— organizan seis desfiles procesionales entre el Viernes de Dolores y el Domingo de Resurrección.
En torno a la festividad de San Isidro Labrador, el 15 de mayo, el Real Cortijo de San Isidro celebra sus fiestas patronales; durante las mismas tienen lugar verbenas populares, romería con misa, procesión con la imagen del santo y bendición de los campos, y la tradicional subasta de productos del campo. A finales del mismo mes, el 30 de mayo, tienen lugar las fiestas en honor al patrón de la ciudad, San Fernando, patronazgo que fue instaurado por Fernando VI. Además de la procesión del santo, son habituales las actuaciones musicales, un mercadillo artesanal, actividades en los barrios y corridas de toros. Previamente a las fiestas patronales se celebra la feria nacional de barro Alfaranjuez.
Entre mayo y junio tienen lugar dos acontecimientos musicales; por un lado los Conciertos de Primavera, que corren a cargo de la banda de la escuela municipal de música Joaquín Rodrigo y de otras agrupaciones musicales, y por otro el Festival de Música Antigua, que se inició en 1994 con el objetivo de recuperar la tradición musical del Real Sitio y cuyos conciertos tienen lugar en los jardines de la Isla y del Príncipe y en el Palacio Real; además, ofrece los Paseos Musicales, en los que se mezclan historia, mitología paisaje y música clásica.
Por último, a principios de septiembre, y desde 1982, se celebran las fiestas del Motín de Aranjuez. En ellas se rememoran los hechos de 1808 tras los cuales se produjo la caída de Godoy y la abdicación de Carlos IV en Fernando VII. En 1990 fue declarada Fiesta de Interés Turístico Nacional y en 2014 Fiesta de Interés Turístico Internacional. Además de actuaciones musicales, mercadillo artesanal, fiesta en los barrios, Día del Mayor, espectáculos taurinos y fuegos artificiales, destacan especialmente los siguientes actos:
- Asalto al palacio de Godoy: por la noche, y acompañados por el redoble de los tambores y la luz de las antorchas, los vecinos se dirigen hacia el palacio de Godoy. Allí representan simbólicamente el asalto y detención de este y queman sus enseres en un castillo de pirotecnia.[337]
- Nombramiento del Amotinado Mayor: poco antes de la representación del motín, el Ayuntamiento de Aranjuez otorga, desde 1984, el título honorífico de Amotinado Mayor a una persona o entidad que haya destacado en la lucha contra la injusticia, la desigualdad y la pobreza.[337]
- Representación del Motín: durante casi dos horas, 150 vecinos de Aranjuez representan en el Patio de Armas del palacio real un espectáculo que, a través de diálogos, bailes y música, rememora los hechos acaecidos en 1808.[337]
- Descenso Pirata del Tajo: en recuerdo del antiguo transporte de maderadas y el uso recreativo del Tajo, los vecinos descienden por el río, desde el puente del Castillo hasta el puente de Barcas, a bordo de embarcaciones fabricadas por ellos mismos.[337]

### Gastronomía

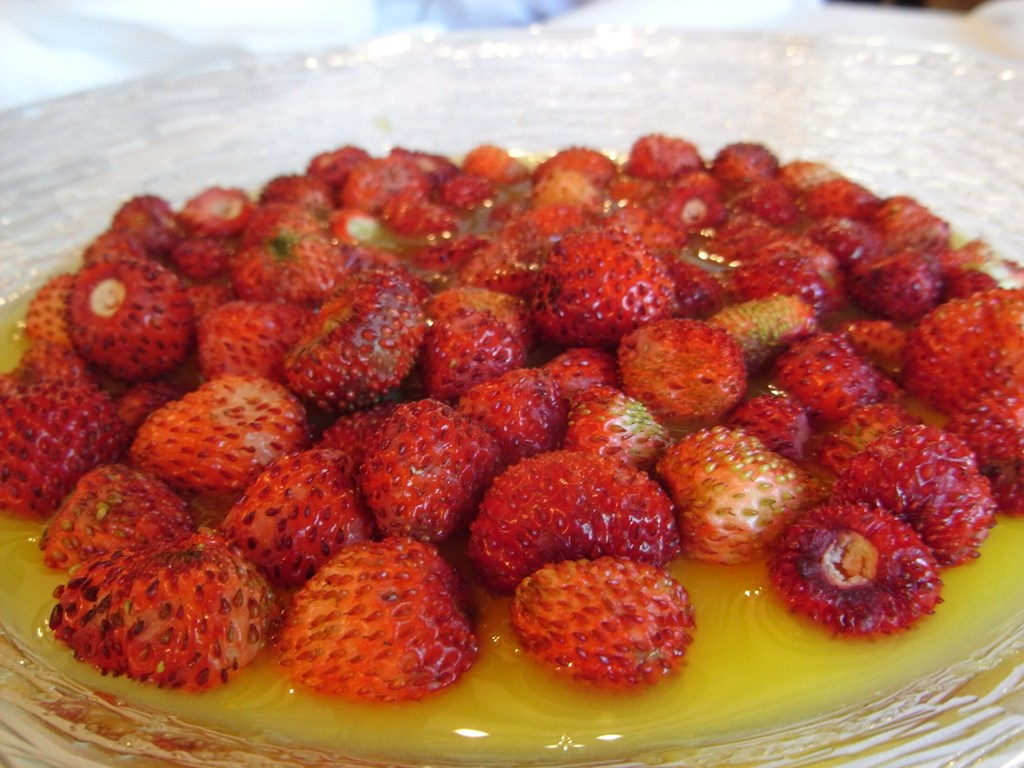
Fresas en Aranjuez

La gastronomía tradicional de Aranjuez está basada en los productos de su huerta y en la tradición cazadora de la monarquía. Entre los productos hortícolas destacan los espárragos —traídos de los Países Bajos en el siglo XVIII—, los fresones —en su variedad mariguín, originaria de América—, y las fresas. A ellos se suman alcachofas, coles, ciruelas, peras o manzanas.
En relación con los platos cinegéticos, destacan los preparados con faisán —el ave más emblemática de esta parte de la vega del Tajo—, además de codornices, perdices o conejo. A nivel vitivinícola, el municipio se encuentra dentro de la denominación de origen Vinos de Madrid, con la bodega del Real Cortijo de Carlos III, que sigue activa desde que fue creada por Carlos III, y Viñas El Regajal.

### Medios de comunicación
En Aranjuez se pueden sintonizar las principales cadenas de radio nacionales y regionales, alguna de las cuales cuenta con emisoras dedicadas a la actualidad local en diferentes desconexiones a lo largo del día, como Cadena SER Aranjuez. Así mismo, la ciudad cuenta con dos emisoras locales; por un lado Onda Aranjuez, que nació en mayo de 1988, en el marco del taller de radio de la Universidad Popular, como medio de comunicación del Ayuntamiento de Aranjuez, y Radio Fuga, fundada en julio de 1985 como Asociación Cultural Radio Fuga. En cuanto a medios de comunicación digitales, además del sitio web del Ayuntamiento de Aranjuez, que ofrece información turística e institucional, la ciudad cuenta con el semanario impreso MÁS Aranjuez (desde 2007) y su versión web, y el diario deportivo Campeones de Aranjuez (desde 2011).

### Deporte
Instalaciones deportivas

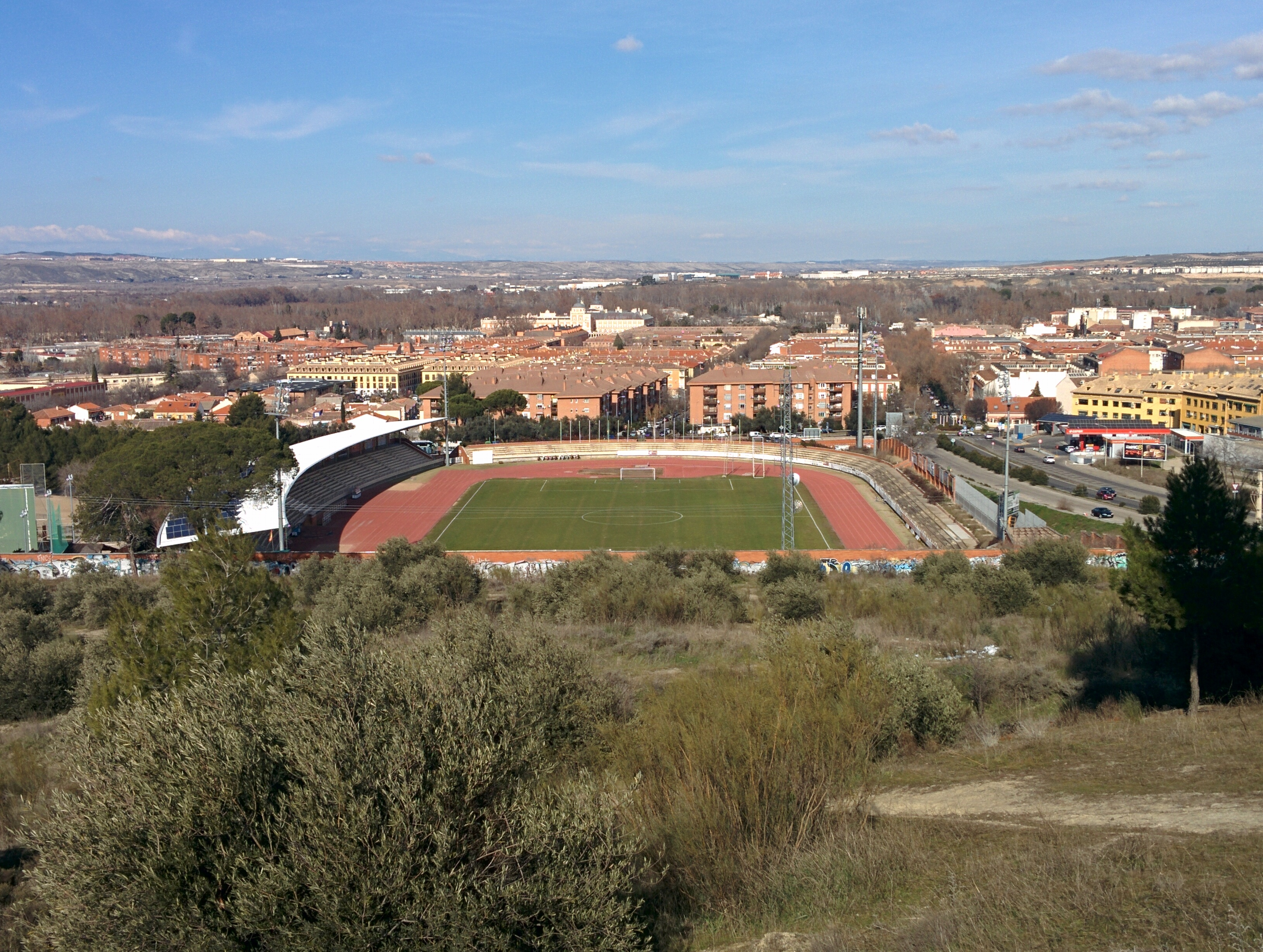
Estadio municipal El Deleite

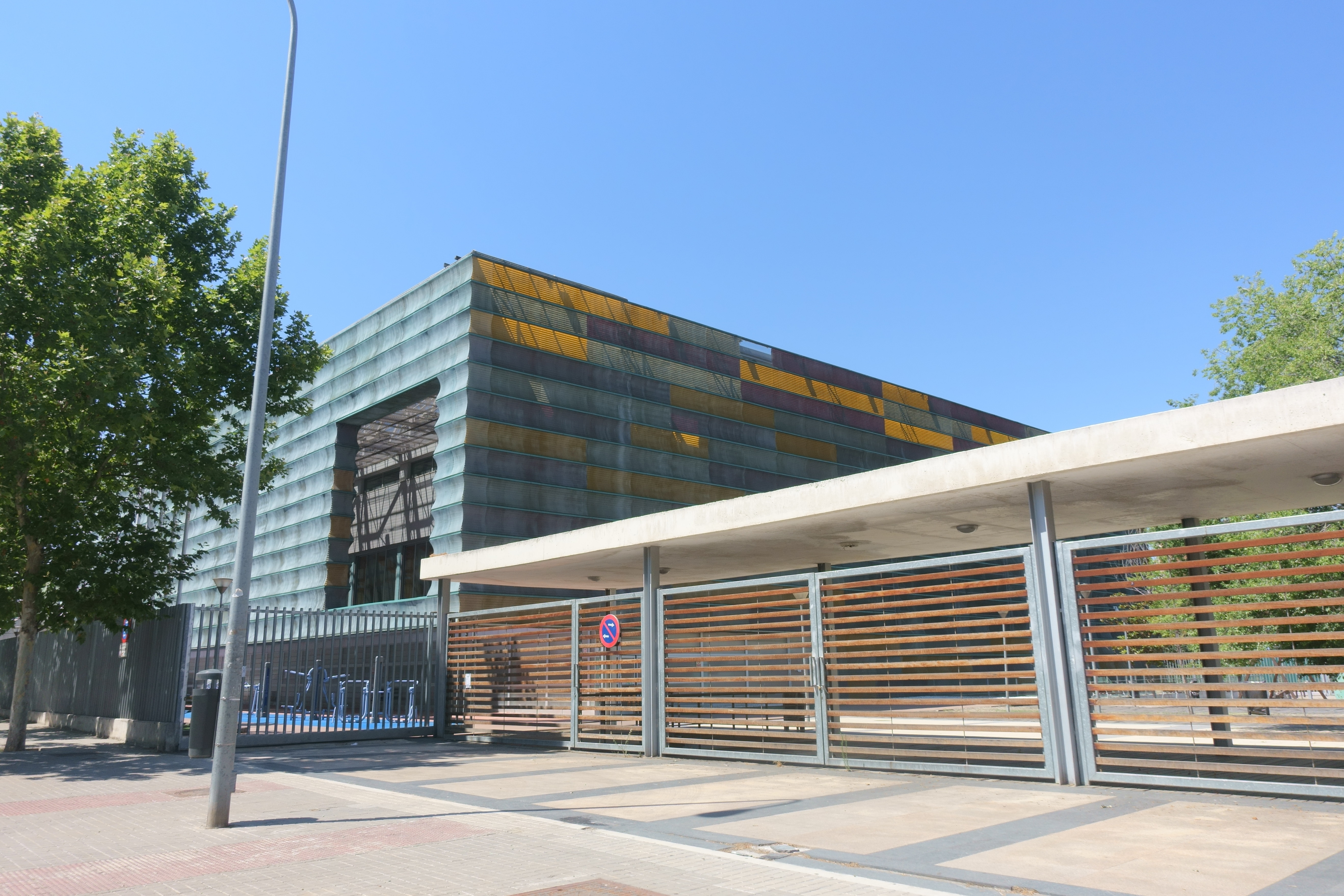
Ciudad deportiva Las Olivas

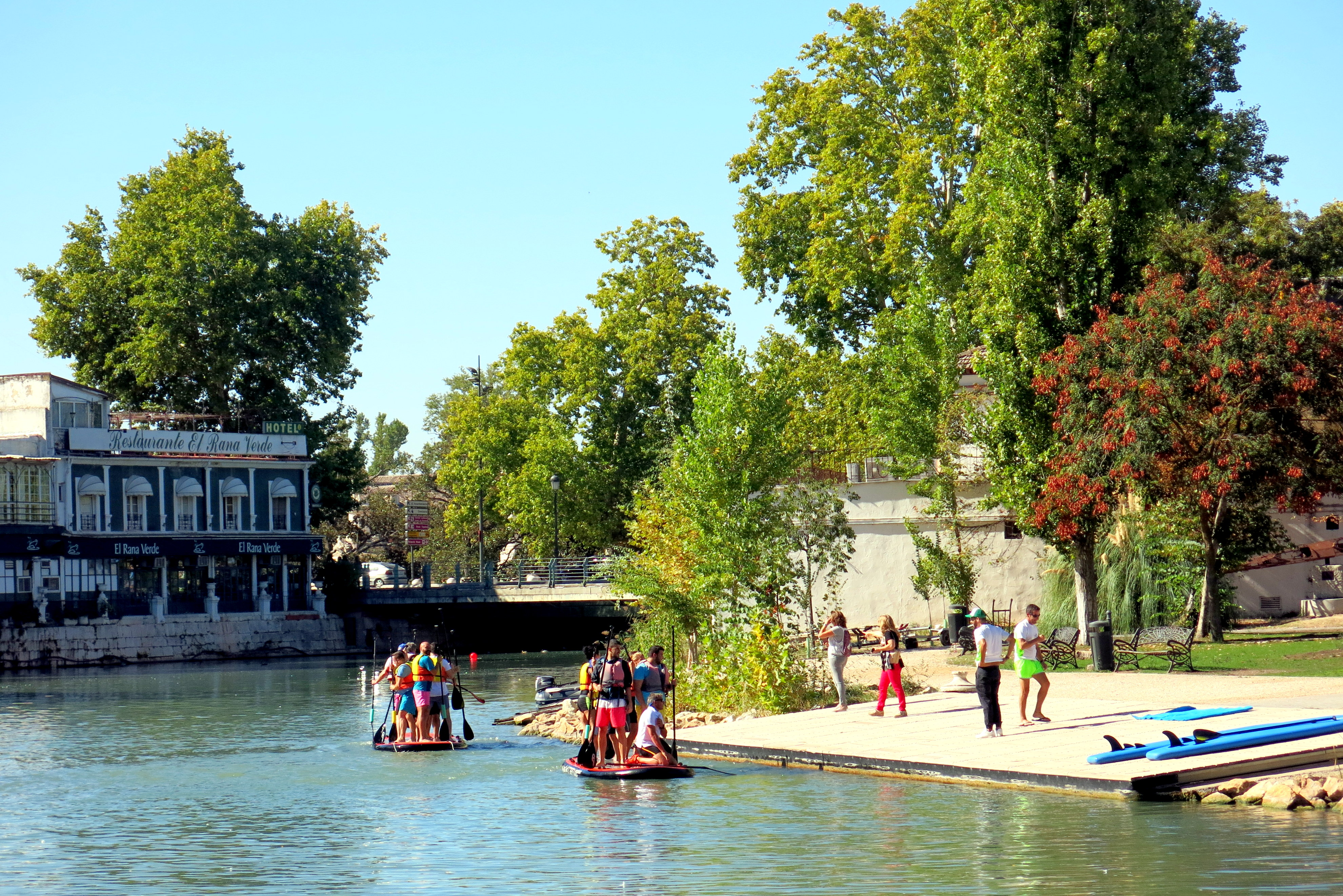
Instalaciones de piragüismo en el Tajo

Aranjuez dispone de varios recintos públicos para la práctica del deporte. Destacan el polideportivo municipal Agustín Marañón, que cuenta con pabellón cubierto, gimnasio, dos piscinas al aire libre, pistas de tenis, pistas polideportivas y una pista de hockey; la ciudad deportiva Olivas, que cuenta con campo de fútbol de césped artificial, pabellón cubierto, piscina cubierta, pista polideportiva, pistas de pádel y pista de tenis; el estadio municipal El Deleite, inaugurado en 1995 y con capacidad para 5000 espectadores, cuenta con pista de atletismo, campo de fútbol de césped natural, gimnasio, rocódromo, frontón y zona de tiro con arco; y los campos de fútbol El Pinar, que además de dos campos de fútbol de césped artificial, cuenta con varias pistas de pádel. A todos ellos se suman los pabellones San José de Calasanz, Santa Teresa, San Fernando, Carlos III y Domenico Scarlatti.
Existen dos campos de golf, uno perteneciente al Club de Golf Aranjuez, situado junto al puente de la Reina, y otro perteneciente al club de golf Jardín de Aranjuez, ubicado en el barrio de La Montaña. En relación con la equitación, existen varias instalaciones hípicas a las afueras de la ciudad, como la Sociedad Hípica y Recreativa de Aranjuez, Cuadra Bella Vista o Hípica El Cortao. En Legamarejo, al oeste del casco urbano, se encuentra un hipódromo abandonado que fue usado hasta 1934.
Por último, para la práctica de deportes acuáticos, la ciudad cuenta con el recinto municipal La Piragüera, clasificado como Centro Especializado de Tecnificación Deportiva de Piragüismo. En la candidatura de Madrid a los Juegos Olímpicos de 2012, Aranjuez fue subsede de cara a albergar las pruebas de remo y piragüismo; para ello, se preveía la construcción de las instalaciones deportivas necesarias —un canal de aguas tranquilas—, obras que nunca se llevaron a cabo. Para la candidatura de Madrid a los Juegos de 2016, Aranjuez se ofreció nuevamente como subsede olímpica, pero finalmente no formó parte de la candidatura.
Entidades deportivas

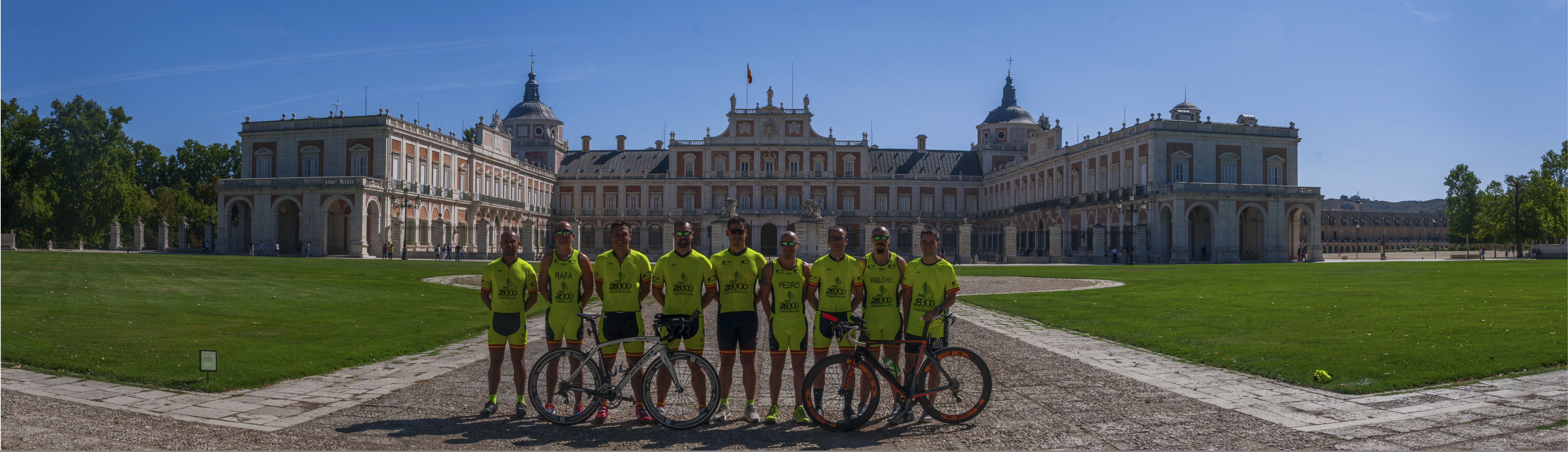
Club triatlón 28300 Aranjuez (2017)

En Aranjuez existe tradición en la práctica de deportes acuáticos, especialmente el piragüismo. En esta disciplina destaca el Club Escuela de Piragüismo Aranjuez, fundado en 1975, que en 2009 recibió la distinción de la Real Orden del Mérito Deportivo, en la categoría de Placa de Bronce, como mejor club nacional de la anterior temporada. Así mismo, en relación con el buceo, Aranjuez cuenta con dos clubes, el CD Buceo Aranjuez y el Club de Buceo Aranjuez Bubbles, y en relación con la natación, con el Club Natación Aranjuez.
En relación con el fútbol, la ciudad cuenta con tres clubes: el Real Aranjuez Club de Fútbol, fundado en 1958 y que milita en Preferente Madrid, la Asociación Deportiva Áncora Aranjuez, que milita en Tercera de Aficionados, y el Club Deportivo Sitio de Aranjuez, que también milita en Preferente Madrid.
El baloncesto está representado por el Club Basket Aranjuez, mientras que el Club Balonmano Apóstol Santiago, nacido en 1991 en el seno del colegio Apóstol Santiago, representa a Aranjuez en la Segunda Nacional de balonmano de la Comunidad de Madrid. En cuanto a deportes de raqueta, la ciudad cuenta con el Club Bádminton Aranjuez, el Club de Tenis de Mesa Aranjuez, el Club de Tenis Aranjuez y el Club Escuela Pádel Aranjuez.
Las disciplinas atléticas están representadas por el Club Atlético Aranjuez, fundado en 1979, y el Club Marathon Aranjuez. En deportes de combate, Aranjuez cuenta con el Judo Club Aranjuez, el Kempo Kembudo Aranjuez y el Club Karate Aranjuez. Otras disciplinas deportivas son el triatlón, con el Club Triatlón 28300 Aranjuez, fundado en 2014, el tiro con arco, con el CD Arqueros Ribereños y el Club de Tiro con Arco de Aranjuez, el ajedrez, con el Club Aranjuez de Ajedrez, el patinaje sobre ruedas, con el Club Patinaje Aranjuez, y el ciclismo, con el Club Ciclista Cultural Real Sitio de Aranjuez.
Eventos deportivos

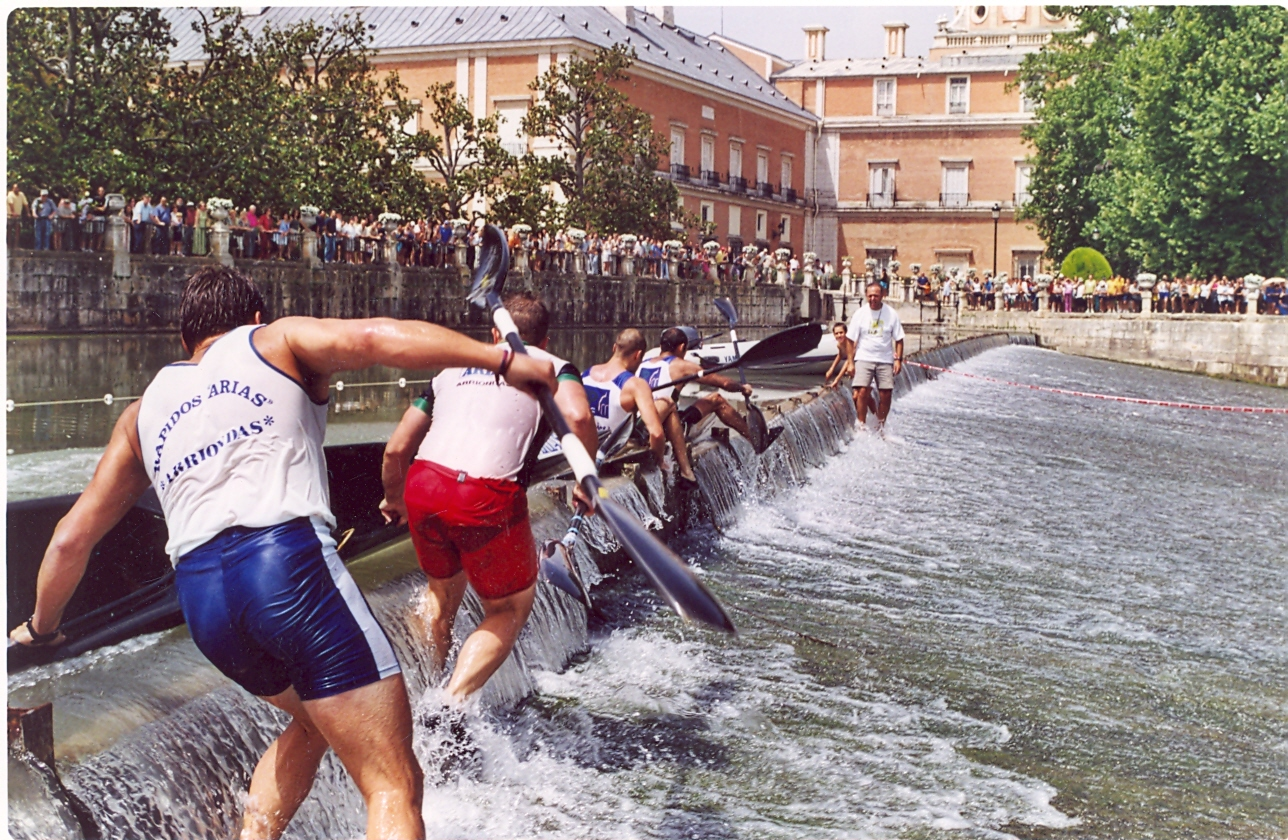
Raphel Nacional del Tajo

Son varios los eventos deportivos que tienen lugar en Aranjuez. Así, cada año —en 2019 se celebró su XXXVI edición—, el Club Marathon Aranjuez organiza la carrera popular Villa de Aranjuez; en la primera quincena de junio se celebra, desde 1970, el Raphel Nacional del Tajo, de carácter nacional e internacional, que transcurre entre las presas de El Embocador y El Molino (16 kilómetros de recorrido), y, en el mes de octubre, se celebra el festival de globos Villa de Aranjuez, organizado por The Balloon Company, en el que participa, entre otros, el globo del Ayuntamiento de Aranjuez, réplica del primer globo diseñado por los hermanos Mongolfier y que sobrevoló los jardines de Aranjuez el 5 de junio de 1784. En 1986 y 1993, la ciudad fue salida de etapa de la Vuelta a España, siendo la meta, en ambos casos, Albacete. Además, se celebran los Juegos Escolares, en los que participan los centros escolares del municipio, y distintos torneos locales, como los que tienen lugar durante las fiestas patronales.

## Aranjuez en la cultura popular
Cine
En los años 1930 se instalaron los estudios cinematográficos de ECESA (Estudios Cinema Español S.A.). La idea surgió en el marco del Congreso Hispanoamericano de Cinematografía, celebrado en Madrid en octubre de 1931, y en enero de 1932 se constituyó oficialmente la empresa. El proyecto, a cargo de Casto Fernández-Shaw, buscaba convertir Aranjuez «en el Hollywood de los países de lengua española»: planteaba cuatro edificios, con tres platós cada uno, aparte de talleres para decorados y vestuario, camerinos, viviendas, restaurante y clínica, entre otros. La inauguración de la primera fase, que incluyó varios talleres, un estudio de rodaje y otro auxiliar, un pabellón para camerinos, un laboratorio y la casa del director, tuvo lugar en enero de 1934.
Al año siguiente desapareció ECESA y se constituyeron los Estudios de Aranjuez S.A., que mejoraron las instalaciones ya existentes, aunque no pudieron continuar con el desarrollo del proyecto previsto debido al estallido de la guerra civil. Al finalizar el conflicto, los estudios retomaron la actividad y en 1942 fueron alquilados por la productora Sociedad Anónima del Film Español (S.A.F.E.). Finalmente, en 1944 se rodó la última película en ellos y en 1949 las instalaciones pasaron a manos de Manufacturas Fotográficas Españolas (M.A.F.E.).
Música

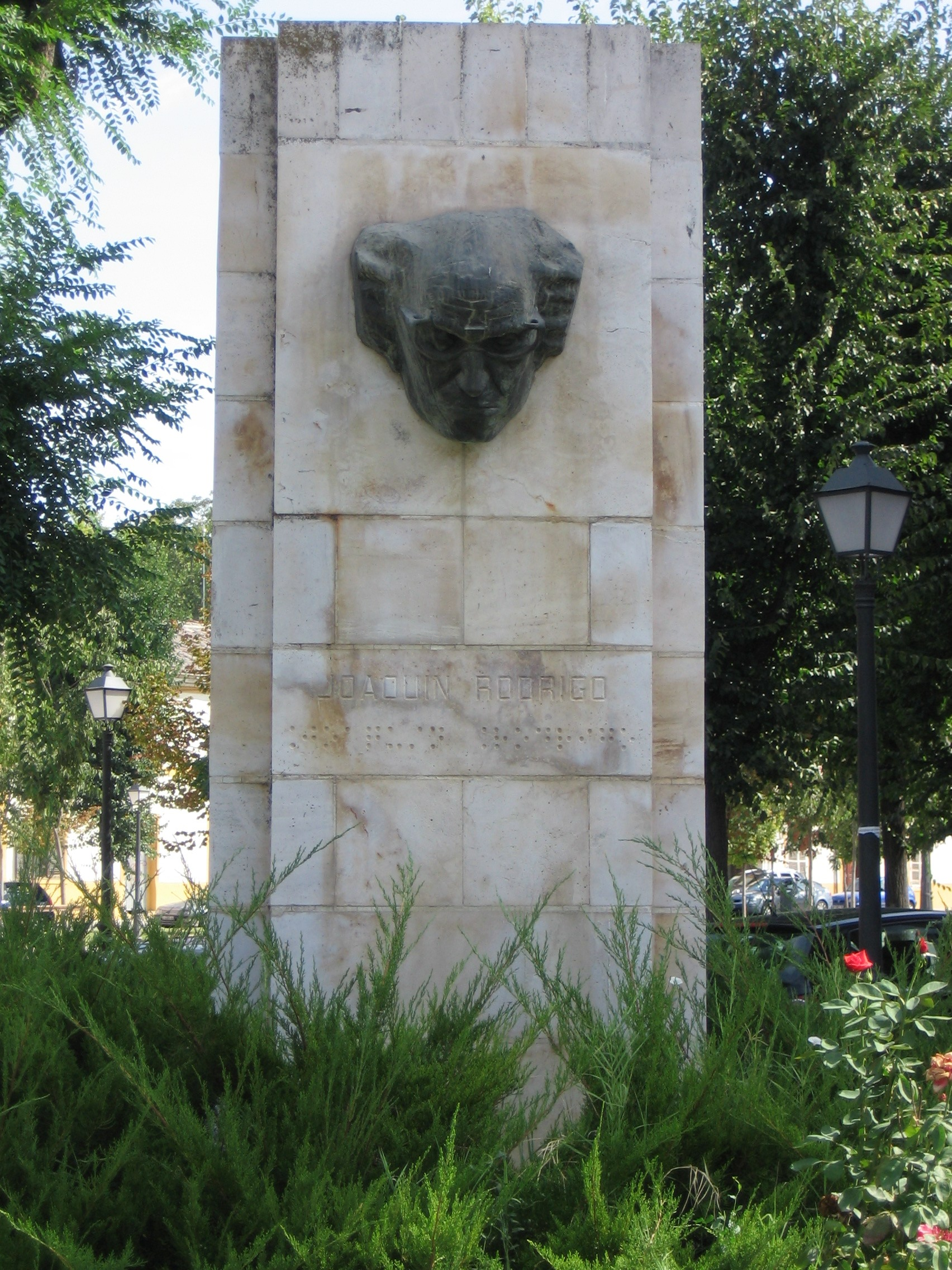
Monumento a Joaquín Rodrigo

El Concierto de Aranjuez, compuesto por Joaquín Rodrigo, es una de las piezas musicales españolas más conocidas en el mundo. Fue escrita durante su estancia en París y con ella quiso reflejar los jardines del palacio real, tratando de transportar al oyente los sonidos de la naturaleza de otro lugar y otro tiempo. Existen diversas versiones cantadas por Richard Anthony, José Feliciano, Il Divo, Sarah Brightman, y muchos artistas más, aunque con el título En Aranjuez con tu amor y en versión pop. También hay versiones de grandes de la música instrumental como Paco de Lucía o John Williams, e incluso existe una versión para gaita gallega interpretada por Carlos Núñez. Aranjuez ha sido escenario de algunos videoclips, como Bailar pegados, de Sergio Dalma, Te dejo Madrid, de Shakira, o Siete pétalos, de Chenoa.
Literatura
Aranjuez ha sido el objeto o escenario de numerosas obras literarias, como Historia descriptiva del Real Sitio de Aranjuez, escrita en 1868 por Cándido López del Olmo y Malta sobre lo que escribió en 1804 Juan Álvarez de Quindós. El episodio nacional de Galdós El 19 de marzo y el 2 de mayo recoge el motín de Aranjuez en 1808. Hans Christian Andersen, en su Viaje a España, la visitó y menciona: ...oasis del desierto de la provincia de Madrid. Naturalmente, nos vino al punto a la memoria la frase del Don Carlo de Schiller: «Los días gloriosos de Aranjuez han tocado a su fin». También aparece en las novelas El río que nos lleva y Real Sitio, de José Luis Sampedro, que se desarrollan en Aranjuez.
Pintura

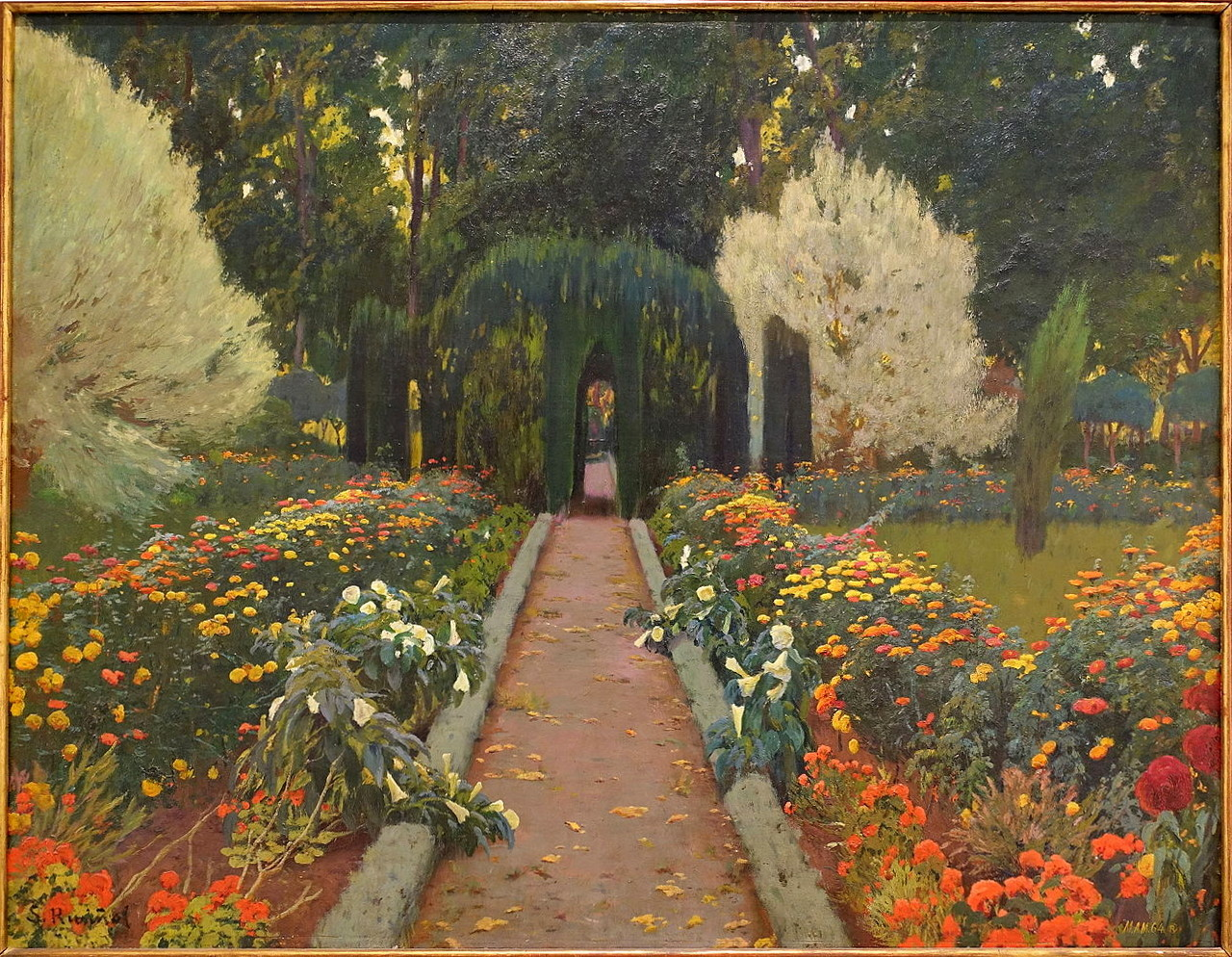
Pintura de los jardines de Aranjuez de Santiago Rusiñol (1907)

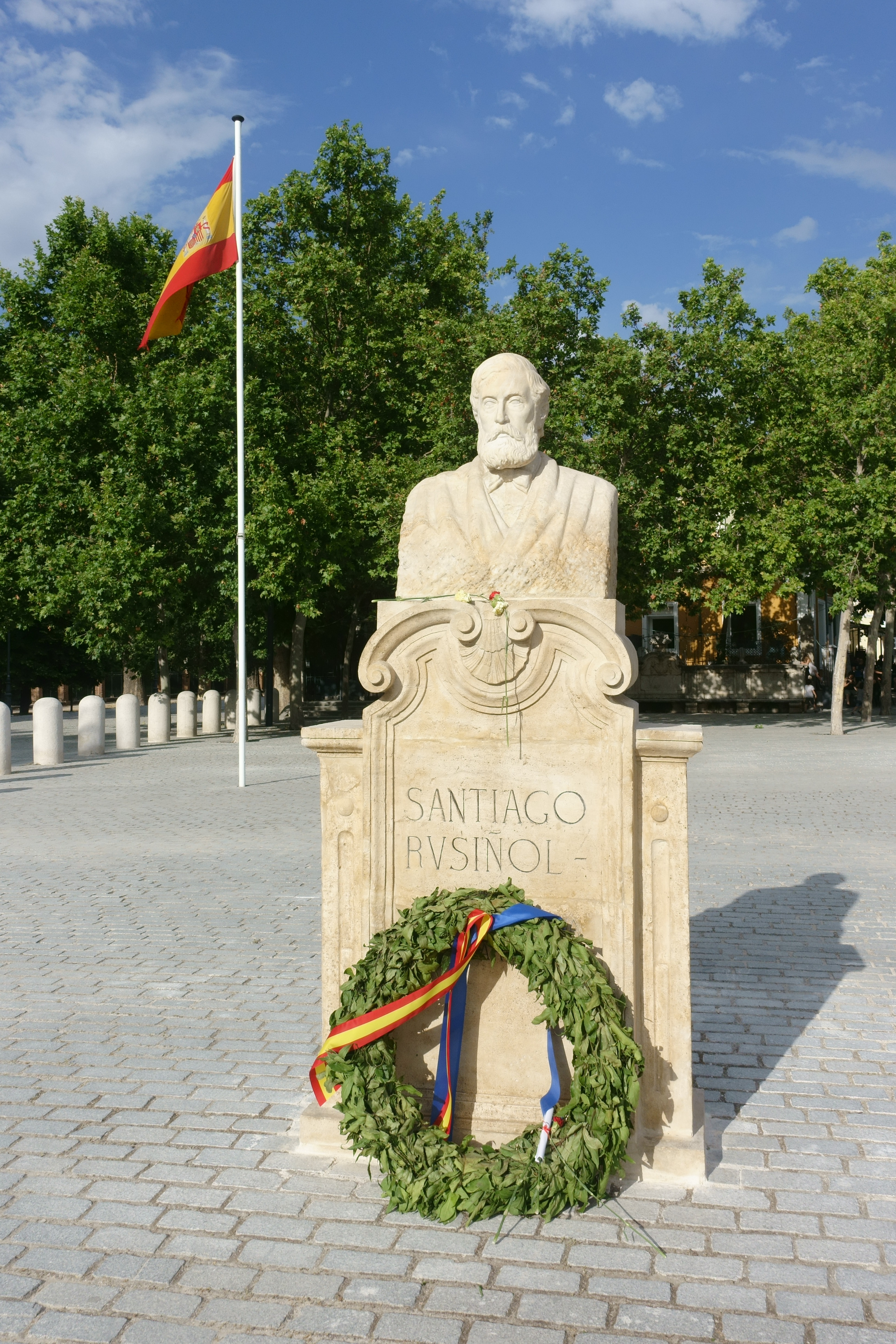
Busto de Santiago Rusiñol

La ciudad ha sido recreada por numerosos artistas a lo largo de la historia. Así, por ejemplo, en el siglo XVII Juan Bautista Martínez del Mazo, realizó las obras La calle de la Reina en Aranjuez y Cacería del tabladillo en Aranjuez. En 1784 Antonio Carnicero pintó su Ascensión de un globo Montgolfier en Aranjuez, conservado en el Museo del Prado, y que representa el primer vuelo aerostático realizado en España (5 de junio de 1784). También en el siglo XVIII, el italiano Francesco Battaglioli pintó paisajes del palacio de Aranjuez en obras como Fernando VI y Bárbara de Braganza en los jardines de Aranjuez y Vista del Palacio de Aranjuez. Otro autor italiano, Fernando Brambila, realizó entre 1821 y 1835 sus Vistas de los Sitios Reales y Madrid, una serie de estampas de los Reales Sitios, de las que veintisiete están dedicadas a Aranjuez. En el siglo XX, el pintor catalán Santiago Rusiñol inmortalizó en numerosas pinturas los jardines de Aranjuez, que contribuyeron a la popularización de sus paisajes.
Televisión
Aranjuez es y ha sido escenario de varias series de televisión como Fortunata y Jacinta (1980), Cuéntame cómo pasó (2001), Águila Roja (2009), Gran Reserva (2010), El tiempo entre costuras (2013), La casa de papel (2017), Élite (2018) y Dime quién soy (2020).

## Hermanamientos y protocolos de amistad
Aranjuez participa en la iniciativa de hermanamiento de ciudades y mantiene un vínculo institucional y ciudadano con las siguientes poblaciones:
| País    | Ciudad               | Fecha de hermanamiento |
| ------- | -------------------- | ---------------------- |
| Francia | Le Pecq              | 1978                   |
| España  | Écija                | 1989                   |
| Perú    | Talavera de la Reyna | 2005                   |
| China   | Luohe                | 2005                   |
| España  | Sagunto              | 2015-2016              |